# Mitsubishi Lancer
El Mitsubishi Lancer es un automóvil de turismo del segmento C, producido por el fabricante japonés Mitsubishi Motors desde 1973 hasta 2017.
Se trata de un auto muy exitoso en todas sus versiones, durable, con una fiabilidad de enorme reputación, sea en cupé o sedán, familiar, 3 y 5 puertas, por sus magníficas mecánicas, sus características y cualidades en el mundo de Rallys, gozando de una gran popularidad y aceptación. Es el mayor ganador del Rally Safari Kenia y uno de los mayores ganadores del mundial de Rallys, por su reconocida robustez. 
Existen ocho generaciones del Lancer, la última de las cuales fue presentada oficialmente en el Salón del Automóvil de Detroit del año 2007.
En 2017, Mitsubishi anunció oficialmente que dejarán de fabricar este modelo y no tendrá un reemplazo posteriormente.
Según la generación, el Lancer existió con carrocerías cupé, sedán, hatchback y familiar, con tracción trasera, delantera o tracción a las cuatro ruedas. En algunos mercados, la versión hatchback de algunas generaciones se vendió con los nombres Colt y Mirage. El fabricante malayo Proton ha fabricado la tercera generación del Lancer como el Saga, y la quinta generación, con los nombres Satria, Wira y Putra. A la fecha, ha vendido alrededor del mundo más de 10 millones de unidades.

## Primera generación (1973-1979) (A70)

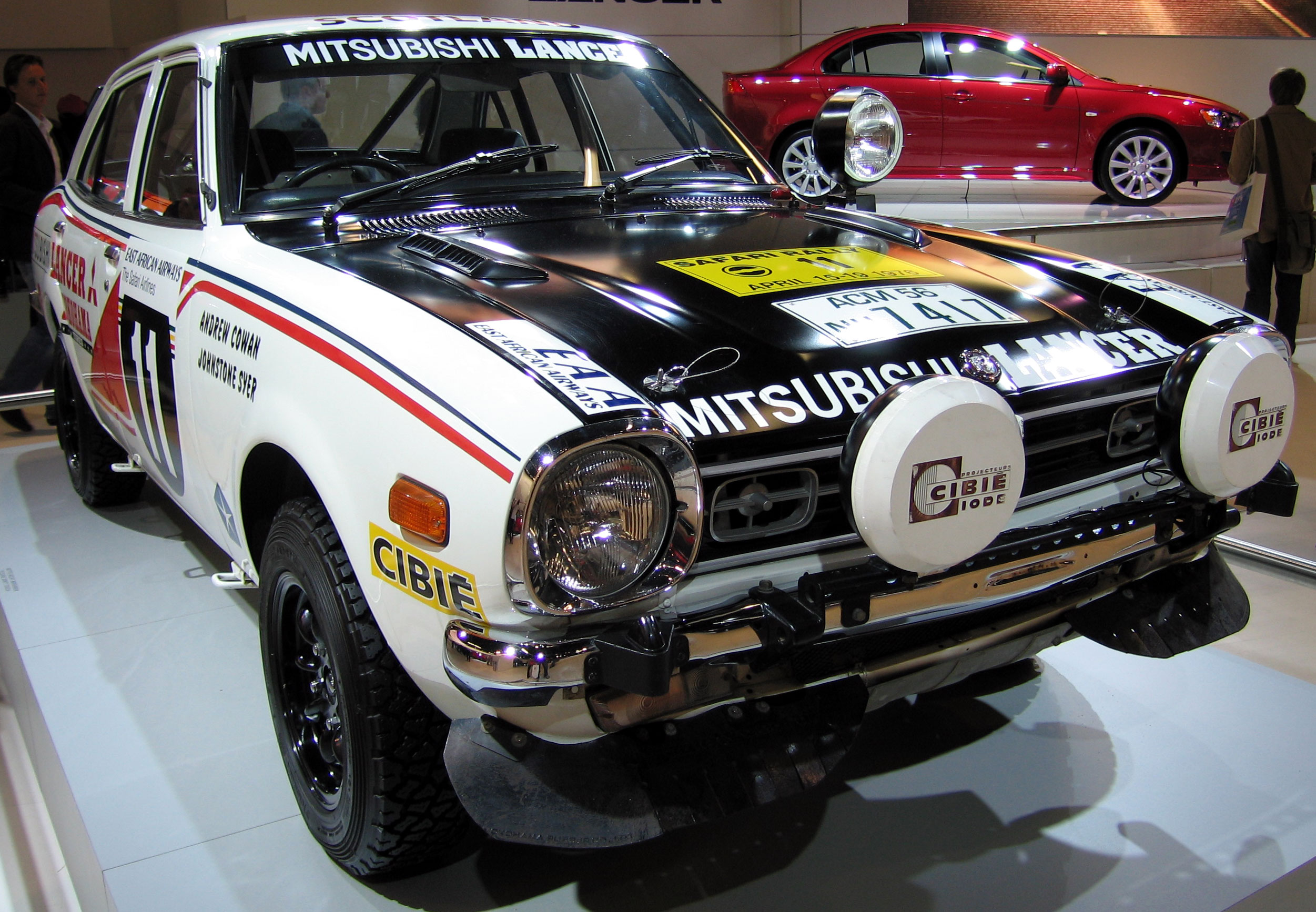
1600 GSR del Rally Safari de 1976

El primer Lancer (A70) se lanzó en febrero de 1973. Sirvió para llenar el hueco entre el Minica kei car y el Galant, de mayor tamaño. El modelo deportivo 1600 GSR inició la larga y exitosa historia del Lancer en los rallies, ganando dos veces el Rally Safari y cuatro veces el Rally Southern Cross.
Había cuatro tipos de carrocería, berlinas de dos y cuatro puertas, un cupé de dos puertas con techo rígido y una ranchera de cinco puertas (fabricada hasta que fue sustituida por el Lancer/Mirage Van de tracción delantera en marzo de 1984). Los motores eran diferentes, de 1,2, 1,4 y 1,6 litros.
Este coche se comercializó con distintos nombres: Dodge Colt en Estados Unidos, Plymouth Colt en Canadá, Dodge Lancer en algunos países latinoamericanos, Chrysler Valiant Lancer en Australia y Colt Lancer en algunos mercados europeos.
En El Salvador, este vehículo fue comercializado inicialmente bajo la marca Dodge, así como lo fue el resto de la línea Mitsubishi vendida en ese país a mediados de la década de 1970. No obstante los vehículos portaban, adicionalmente al emblema de "Dodge", emblemas Mitsubishi.

### Celeste

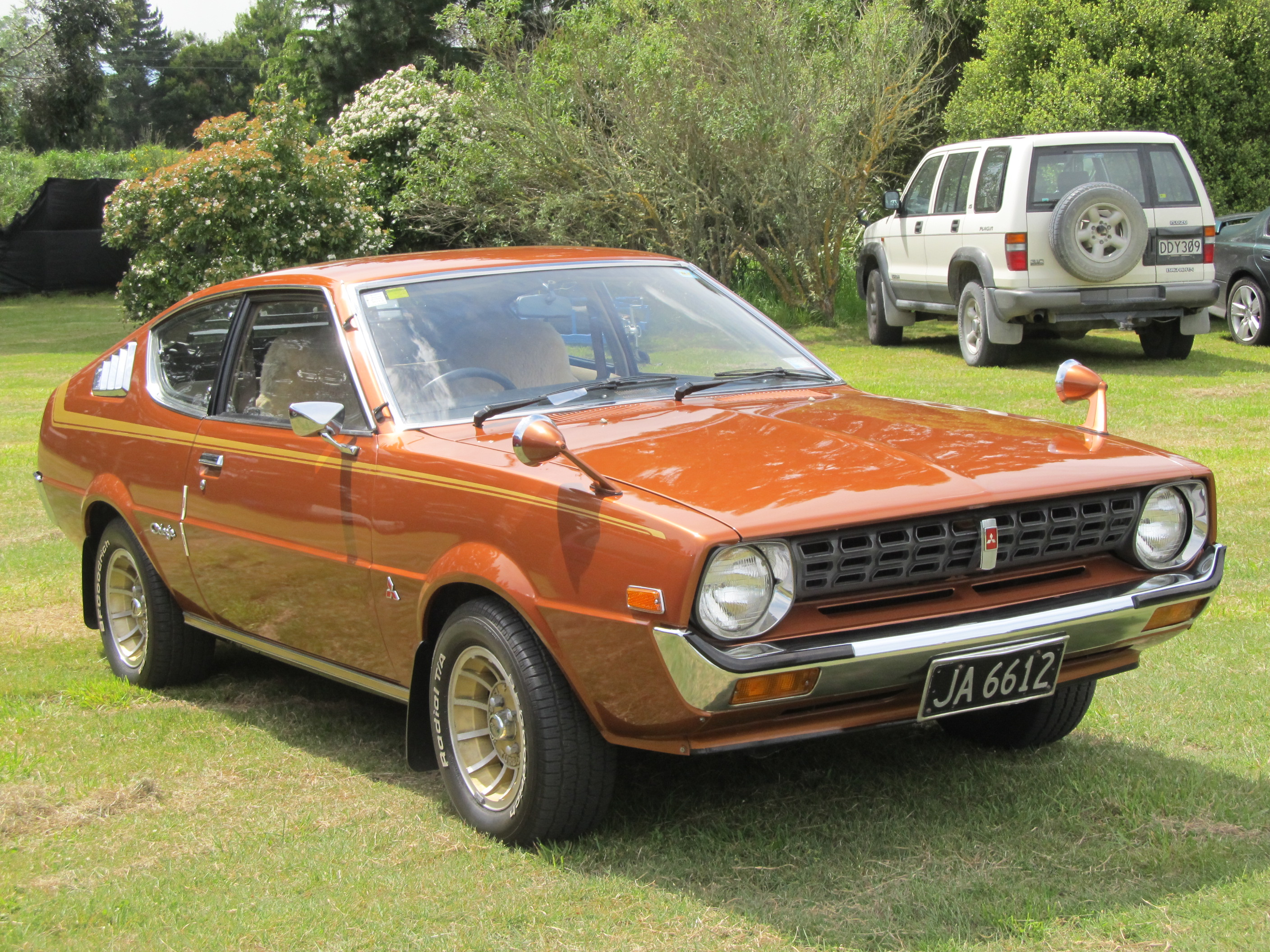
1978 Mitsubishi Lancer Celeste (A70)

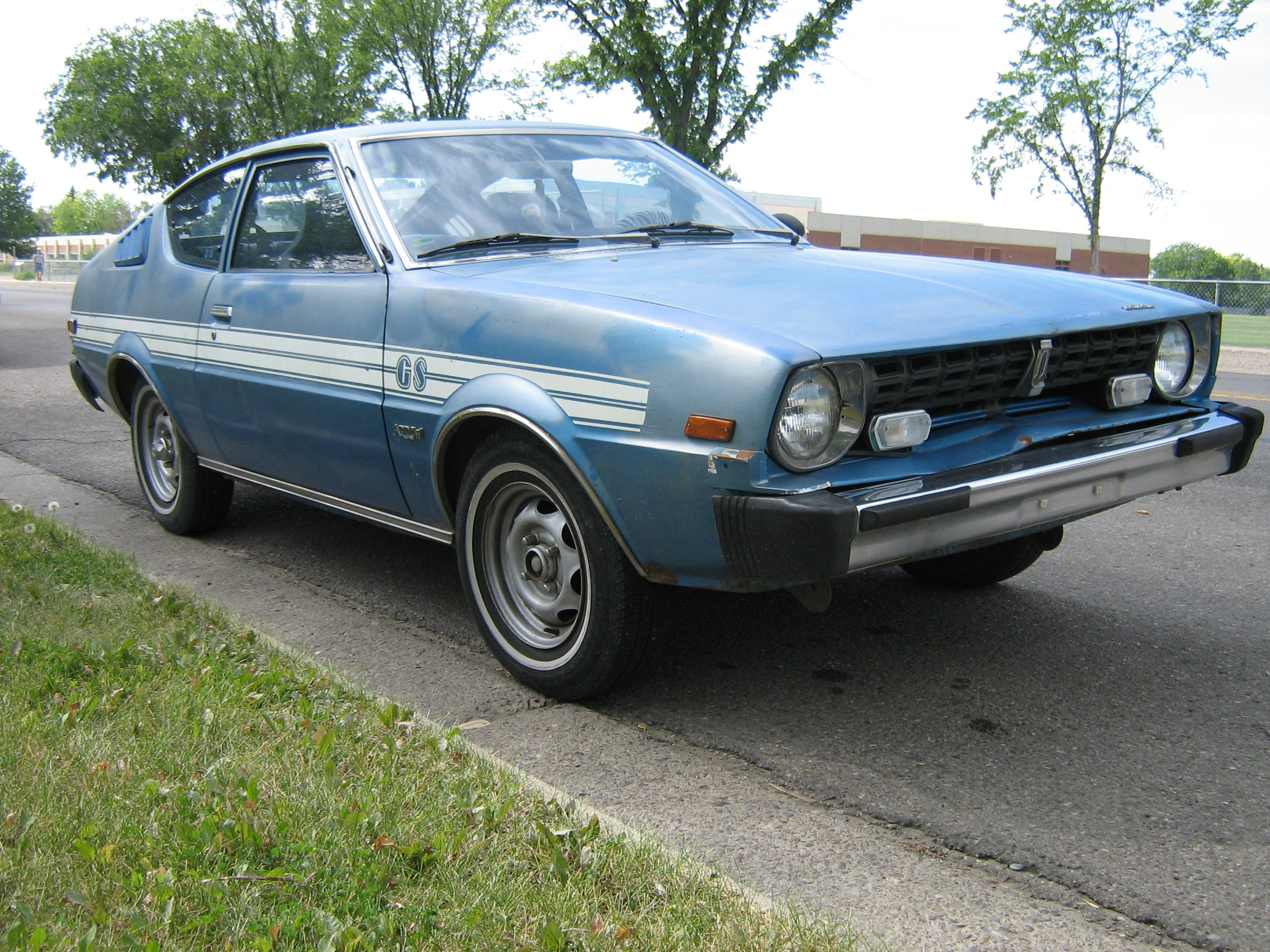
1978 Plymouth Arrow GS (Canadá y Estados Unidos)

En febrero de 1975, el Lancer se complementó con un hatchback llamado Lancer Celeste, sucesor del Galant FTO. También se denominó Mitsubishi Celeste (Nueva Zelanda) o Colt Celeste en algunos mercados; y se vendió como Chrysler Lancer en Australia, Dodge Lancer Celeste en El Salvador, Plymouth Arrow en Estados Unidos y Dodge Arrow en Canadá.
El Lancer de cuatro puertas empezó a ensamblarse en Nueva Zelanda en 1975, como complemento del Hillman Avengers inglés de mayor tamaño que también fabricaba localmente el importador Todd Motors. El Celeste se importó inicialmente de Japón y el montaje de un único modelo de 1,6 litros y transmisión manual comenzó en 1978, seguido de un pequeño lavado de cara un año más tarde.

Originalmente, el Celeste estaba disponible con versiones de 1,4 y 1,6 litros, mientras que más tarde se añadió un modelo de 2,0 litros. El Celeste se renovó en 1978, con faros cuadrados y parachoques más grandes y cuadrados. La producción del Lancer Celeste finalizó en julio de 1981 y fue sustituido por el Cordia de tracción delantera a principios de 1982.

## Segunda generación (1979-1987)

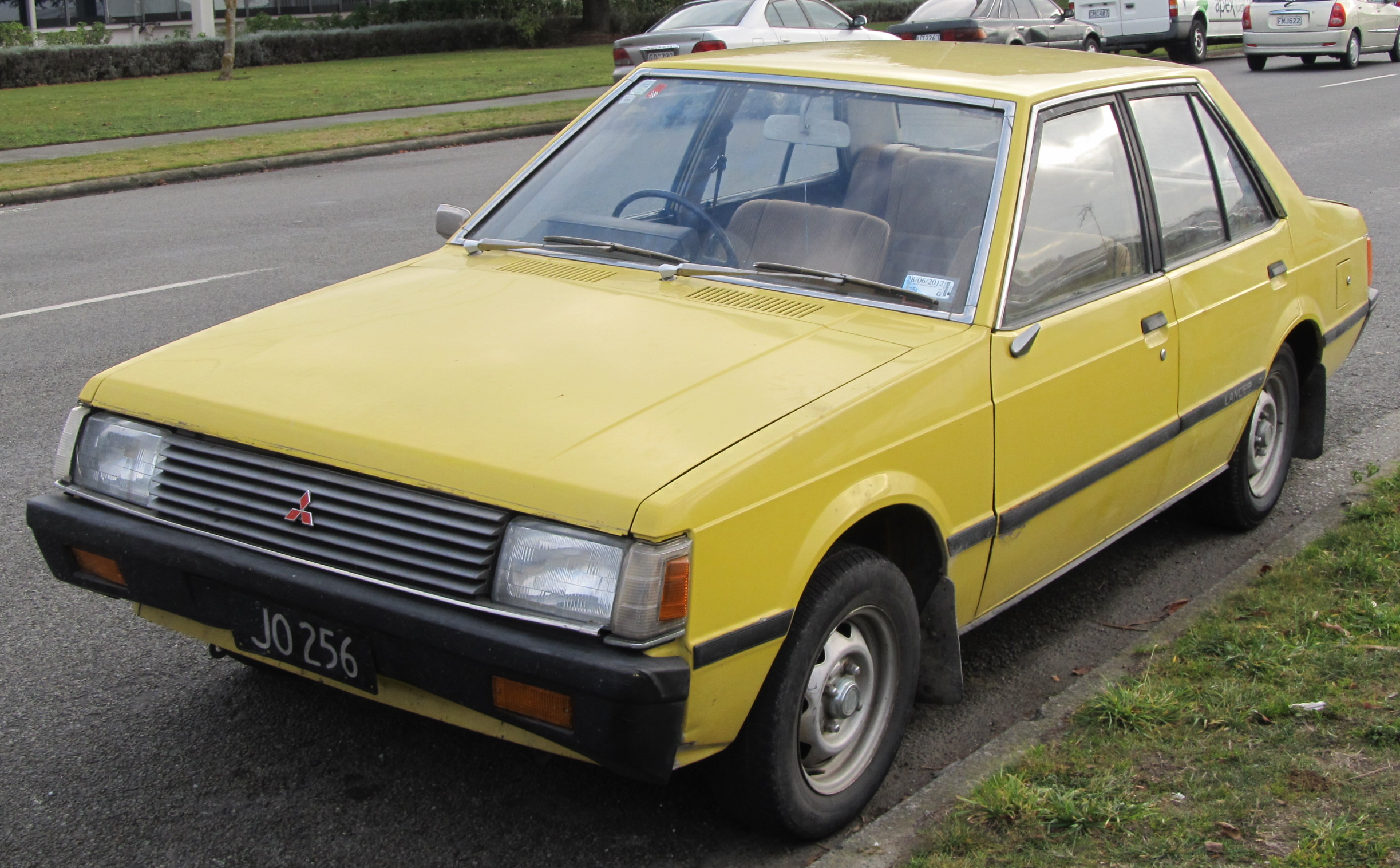
1980 Mitsubishi Lancer 1.2L

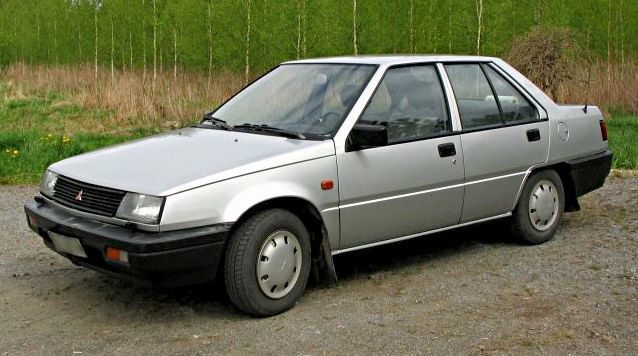
1986 Mitsubishi Lancer

En 1979 se presentó en Japón el nuevo Lancer EX. Su nuevo estilo, limpio y aerodinámico, con parachoques de plástico integrados, reflejaba el de los recién presentados Galant y Sapporo. Tenía un aspecto más europeo que los anteriores vehículos Mitsubishi.
Esta generación solo estaba disponible como sedán de 4 puertas; la versión de 2 puertas se suprimió, mientras que el Celeste cupé y el wagon/furgoneta de la generación anterior se mantuvieron durante unos años más. 
Era considerablemente más espacioso, creció en todas las dimensiones.  Al principio sólo se ofrecían dos motores, uno de 1,4 litros equipado con el sistema MCA-Jet emparejado con la tecnología Silent Shaft de Mitsubishi, que generaba 80 CV (79 hp; 59 kW) y otro de 1,6 litros que generaba 85 CV (84 hp; 63 kW). El sistema MCA-Jet era un concepto totalmente nuevo en comparación con el sistema de carburador utilizado anteriormente. MCA son las siglas de Mitsubishi Clean Air (Aire Limpio de Mitsubishi), lo que significaba que el EX superaba las normas de emisiones tanto de Japón como de EE. UU., mientras que el nuevo diseño de la culata del motor daba paso a una válvula Jet que introducía un remolino adicional de aire en la cámara de combustión, arremolinando la mezcla de combustible y aire para conseguir una combustión más limpia, eficiente y completa.
Además de estas mejoras, otro avance en la gama Lancer fue la tecnología Silent Shaft, que en realidad consistía en dos ejes de contrapeso que giraban en direcciones opuestas, anulando los impulsos de potencia inherentes a un motor de cuatro cilindros en línea. Esto reducía el ruido y las vibraciones del motor y proporcionaba una experiencia de conducción más suave.
Los motores Sirius 80 de 1,8 litros se introdujeron en el Lancer en 1980, ampliando la gama de motores del Lancer. Además, en 1980 se añadió un motor turboalimentado de 135 CV (133 hp; 99 kW) para un rendimiento más deportivo, y también se integró un sistema de intercooler en el motor turboalimentado existente para producir 160 CV (158 hp; 118 kW) en 1983.
En 1980, el Lancer EX se introdujo con una opción de cuatro cilindros en línea turboalimentado de 1,8 litros conocido como 1800GSR y GT Turbo. Los 1800GSR y GT de primera generación sólo estaban disponibles con un motor turboalimentado y no intercooler de 135 CV (133 hp; 99 kW).
El importador neozelandés Todd Motors ensambló el nuevo Lancer EX a partir de 1980 con motor de gasolina de 1,6 litros con carburador y posibilidad de elegir entre transmisión manual o automática. El modelo también fue una base popular para coches de rally en ese mercado, con cierto éxito. Fue sustituido por el Tredia de tracción delantera en 1982, y el Cordia cupé equivalente sustituyó al anterior Celeste.
Esta generación fue fabricada localmente en Indonesia por el socio de Mitsubishi, PT. Krama Yudha Kesuma Motor en su planta de Yakarta. Única para este mercado, esta generación estaba equipada con un motor 4G33 de 1,4 litros (1.439 cc), heredado de la generación anterior del Lancer (que nunca se ofreció en el país) y posiblemente el único mercado que recibió este motor en esta generación. Sólo se ofreció con un único acabado denominado SL.

### Europa
En Europa, el Lancer EX se vendió bien, ya que su estilo sobrio encajaba mejor con los deseos de los compradores europeos que su predecesor. También se tuvo en cuenta la maniobrabilidad y la demanda de más espacio para los pasajeros, ya que Mitsubishi adaptó el Lancer a los consumidores europeos. Salió a la venta en Europa en el Salón de Fráncfort de 1979.
A diferencia de lo que ocurría en Japón en el momento de su introducción, los compradores europeos podían optar por un motor de 1,2 litros que se adaptaba a las condiciones fiscales locales. Este motor también estuvo disponible en Japón a partir de mayo de 1981, pero se dejó de fabricar en 1983 tras la introducción del Lancer Fiore, más pequeño. Las potencias declaradas en Europa eran inferiores a las del mercado japonés debido a la cilindrada neta: los 1200, 1400 y 1600 alcanzaban los 40, 50 y 60 kW (54, 68 y 82 CV; 54, 67 y 80 hp) respectivamente. Aquí, el Lancer EX también se ofrecía con un motor SOHC de 2,0 litros turboalimentado, conocido como Lancer EX2000 Turbo. Alcanzaba una potencia máxima de 170 CV (168 hp; 125 kW) y una velocidad máxima de 200 km/h (124 mph). Este modelo estaba equipado con inyección controlada electrónicamente (ECI).El Lancer EX2000 Turbo fue el primer Mitsubishi en montar él legendario 4G63T que luego se convertiría en el motor utilizado en todos los Lancer Evolution hasta la penúltima generación. Además fue el primer auto de rallys de mitsubishi en llevar la insignia de Ralliart en sus autos de competición.

### Japón

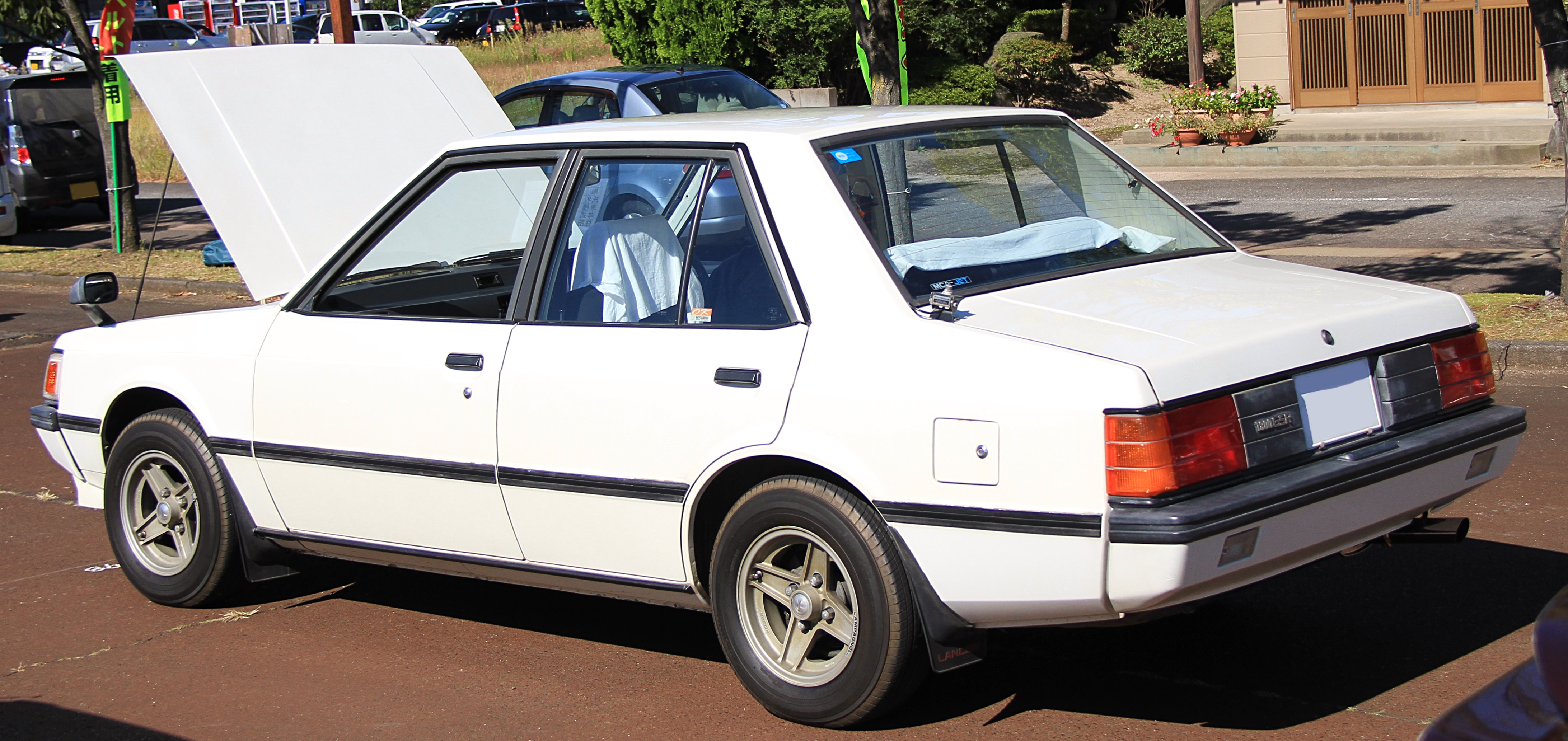
1982 Mitsubishi Lancer EX 1800GSR

Aunque la exportación se interrumpió en 1983, esta generación siguió estando disponible en Japón hasta 1987. Se vendió junto con el Lancer Fiore de tracción delantera basado en el Mirage.
- 1200 Custom, GL - Propulsado por un motor de 1,2 litros, con transmisión manual de cuatro o cinco velocidades (1981-1983).

- 1400 EL, GL, SL - Igual que el 1200 pero con un motor opcional de 1,4 litros. El EL era la versión más económica con muy poco equipamiento (1979-1987).

- 1600 GT - La variante deportiva más baja con motor de 1,6 litros y 86 CV (1979-1983).

- 1600 XL - Con el mismo motor de 1,6 litros que el 1600 GT, también disponible con transmisión automática de tres velocidades (1979-1987).

- 1800 GSR - Similar al 1600 GT pero con un motor de 1,8 litros y 100 CV (1981-1984).

- 1800 SE - Propulsado por un motor de 1,8 litros y disponible con transmisión manual de 5 velocidades o automática de tres velocidades (1981-1983).

- 1800 GSR Turbo - Modelo de altas prestaciones propulsado por un motor turboalimentado de 1,8 litros y 135 CV (99 kW), con mejoras estéticas (1981-1983).

- 1800 GT Turbo - Igual que el GSR Turbo, pero con una carrocería diferente (1981-1983).

- 1800 GSR Turbo Intercooler - Versión intercooler de la primera versión turbo, con una potencia de 160 CV (158 hp; 118 kW) y ligeros cambios estéticos (1983-1987).

- 1800 GT Turbo Intercooler - Igual que el GSR Turbo Intercooler, de nuevo con una carrocería diferente (1983-1987).
- 1800 GSL Turbo - Igual que el GSR Turbo Intercooler, sólo que utilizaba el motor del GSR/GT Turbo, y equipado con una transmisión automática de tres velocidades, y con un interior más lujoso junto con un sistema estéreo multi-casete AM/FM (1983-1987).

## Tercera generación (1987-1992)

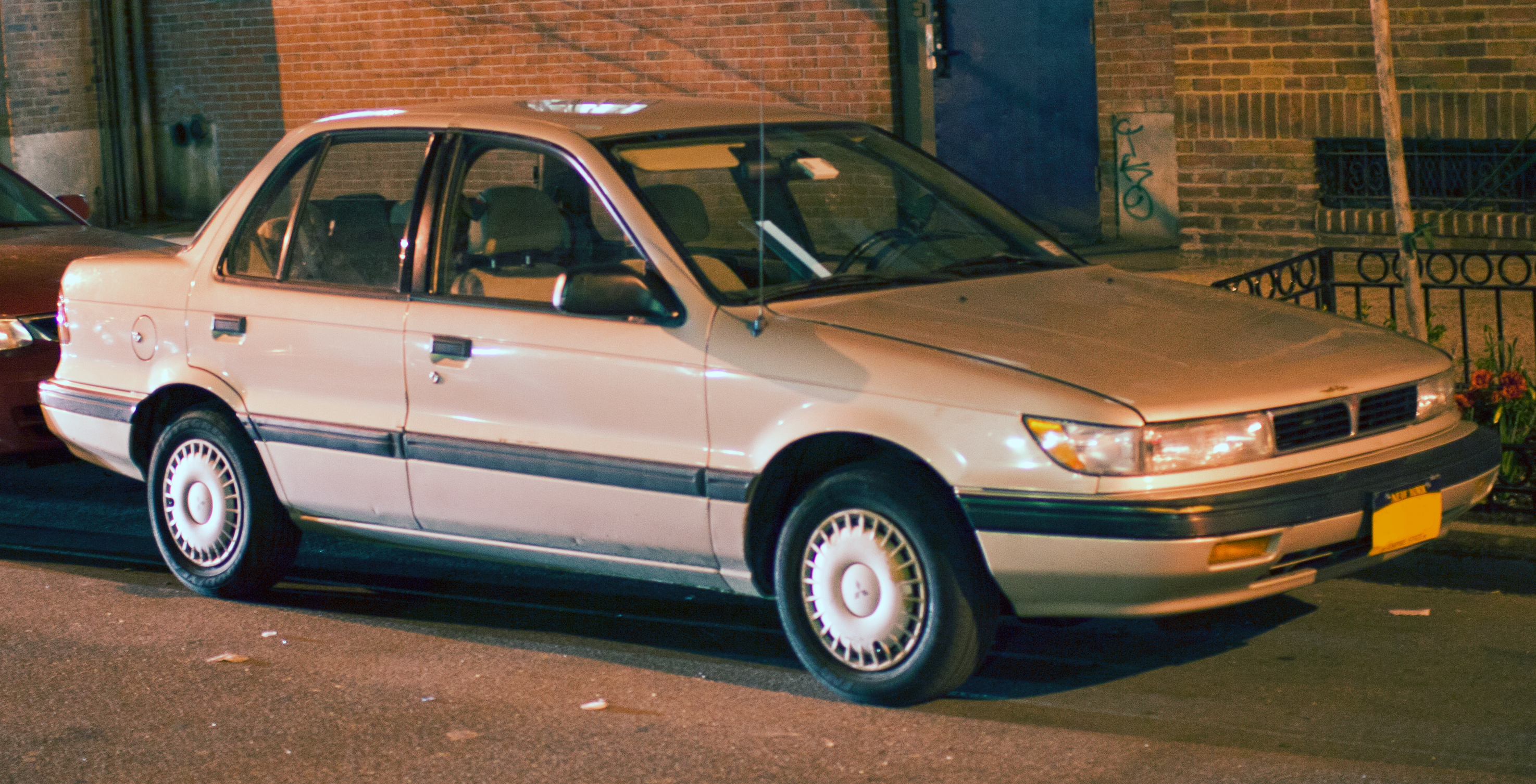
1991 Mitsubishi Mirage LS

Mitsubishi introdujo en Japón el Mirage de tercera generación, de formas más redondeadas. Masaru Furukawa dirigió el diseño del vehículo, y Yasukichi Akamatsu asumió el papel de ingeniero jefe. El modelo básico, un hatchback de tres puertas con portón trasero vertical y gran ventanal, llegó primero. El sedán, lanzado en Japón en enero de 1988, tenía un estilo distinto, con una ventana trasera casi vertical, influenciada por el Galant de mayor tamaño. La gama se complementó con un liftback de cinco puertas en junio de 1988, pero sin una variante familiar, Mitsubishi perseveró con el modelo anterior hasta el lanzamiento de un nuevo familiar con el chasis de cuarta generación. Como antes, los nombres de Mirage, Colt y Lancer variaban entre los mercados, y las diferentes formas de carrocería a menudo tenían diferentes títulos en el mismo mercado. En Japón, los sedán estaban disponibles con las placas de identificación Mirage y Lancer, mientras que el de tres puertas se vendía solo como Mirage y el liftback solo como Lancer. Los sedán Mirage japoneses generalmente presentaban el sufijo "Vie Saloon".
Las versiones europeas estaban disponibles como 1300 GL, 1500 GLX, 1600 GTi-16V y 1800 diésel, con el de tres puertas etiquetado como Colt y el sedán y liftback llamado Lancer. Mitsubishi vendió una "furgoneta" Colt en mercados europeos selectos, siendo la carrocería de tres puertas sin ventanas laterales traseras y, por lo tanto, atrayendo impuestos reducidos en estas jurisdicciones. En marzo de 1990, el 1600 GTi-16V catalizado de 124 caballos de vapor (91 kW) fue reemplazado por una versión de 1.8 litros con 136 caballos de vapor (100 kW). Unos meses más tarde, esta versión también estuvo disponible con un motor no catalizado para aquellos mercados europeos que aún evitaban los controles de emisiones. El Lancer de próxima generación no incluyó un hatchback de cinco puertas; dado que este era un estilo de carrocería popular en Europa, Mitsubishi siguió ofreciendo este modelo hasta mediados de 1994. A partir de junio de 1992, los modelos de gama alta se equiparon con los nuevos motores de 1,6 y 1,8 litros de la familia de motores 4G9; también se ofreció una versión de 75 caballos de vapor (55 kW) del 1.3 de 12 válvulas.
Dado que los Mirage de primera generación todavía se producían en Australia como Colt, los tres tipos de carrocería de tercera generación se vendieron con el nombre de Lancer en ese mercado. Inicialmente, los modelos con especificaciones australianas se designaron como la serie CA cuando se introdujeron en 1988, adoptando la designación CB para el lavado de cara de 1990. El liftback continuó vendiéndose en Australia junto con el Lancer derivado del Mirage de cuarta generación (CC) desde 1992 hasta 1996. Confusamente, el liftback remanente también recibió esta designación de modelo CC.
Las ventas de tres puertas y sedán en América del Norte se realizaron bajo el nombre de Mitsubishi Mirage para los años modelo 1989 a 1992. Las variantes de ingeniería de insignia también se vendieron en los EE. UU. como Dodge/Plymouth Colt (solo tres puertas) y Eagle Summit. En Canadá, también se ofreció un sedán Dodge/Plymouth, ya que la marca Mitsubishi no operó en el mercado hasta el año modelo 2003. Para las versiones con insignia Mitsubishi, el hatchback superior llevaba un motor de cuatro cilindros en línea turboalimentado 4G61T de 1.6 litros con una potencia de 135 hp (101 kW). Para el año modelo 1991, las nuevas cabezas de doce válvulas del motor 4G15 de 1,5 litros (tres válvulas por cilindro) aumentaron la potencia de 81 a 92 hp (60 a 69 kW), y un nuevo sedán GS ofrecía el 4G61 de 1,6 litros con 123 hp (92 kW) y una transmisión automática estándar de cuatro velocidades.
Entre 1982 y 2003, el Lancer derivó en Japón del subcompacto Mirage, que a su vez se vendió en muchos mercados de exportación con el nombre de Colt. Mitsubishi había lanzado originalmente el Mirage en 1978 como un utilitario de tracción delantera, con una variante sedán lanzada posteriormente en 1982 -y una versión de la cual se vendió en Japón como Lancer Fiore-. Mitsubishi fabricó cinco generaciones del Mirage hasta 2003, con nuevas generaciones lanzadas en 1983 y 1987 (con el Lancer equivalente retrasado hasta 1988), 1991 a 1995. No fue hasta 1988 -con el Lancer de 1979 a 1987 ya desaparecido- cuando el Lancer basado en el Mirage prescindió del sufijo Fiore en el mercado nacional.

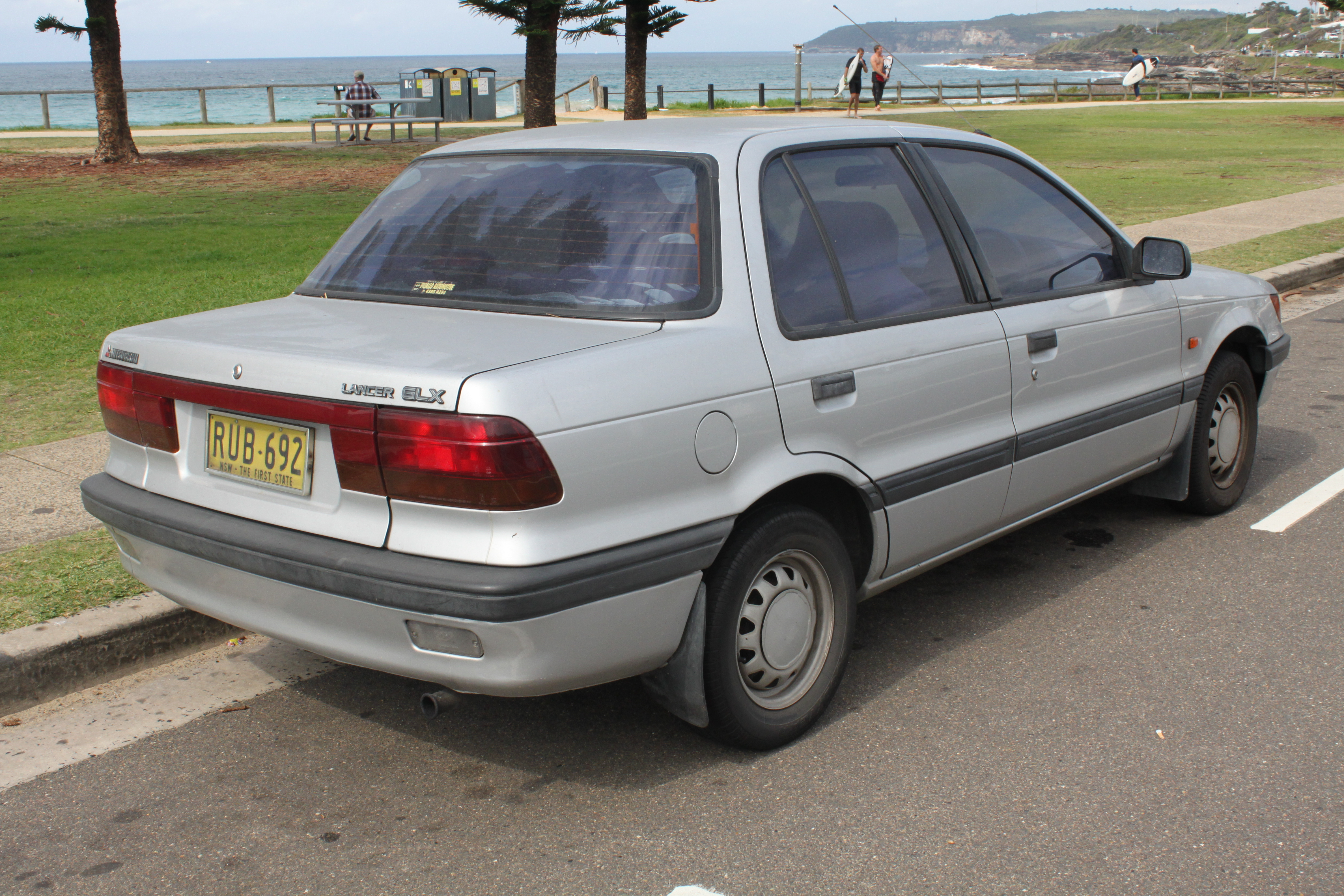
1991 Mitsubishi Lancer GLX

Entre 1982 y 1987, el sedan Mirage antes mencionada, con ligeras modificaciones estéticas, se vendió como Lancer Fiore en los concesionarios japoneses. El Fiore abarcó dos generaciones, la segunda de las cuales llegó al mercado en 1983. Internacionalmente, el Fiore sedán se vendía a menudo con la denominación abreviada Lancer y, en ocasiones, como "Lancer F" (por ejemplo, en Alemania). Así, con el Lancer de tracción trasera introducido en 1979 y el Lancer Fiore de tracción delantera, Mitsubishi tenía dos modelos de tamaño similar compitiendo en el mismo segmento de mercado, a veces incluso compartiendo la insignia Lancer.

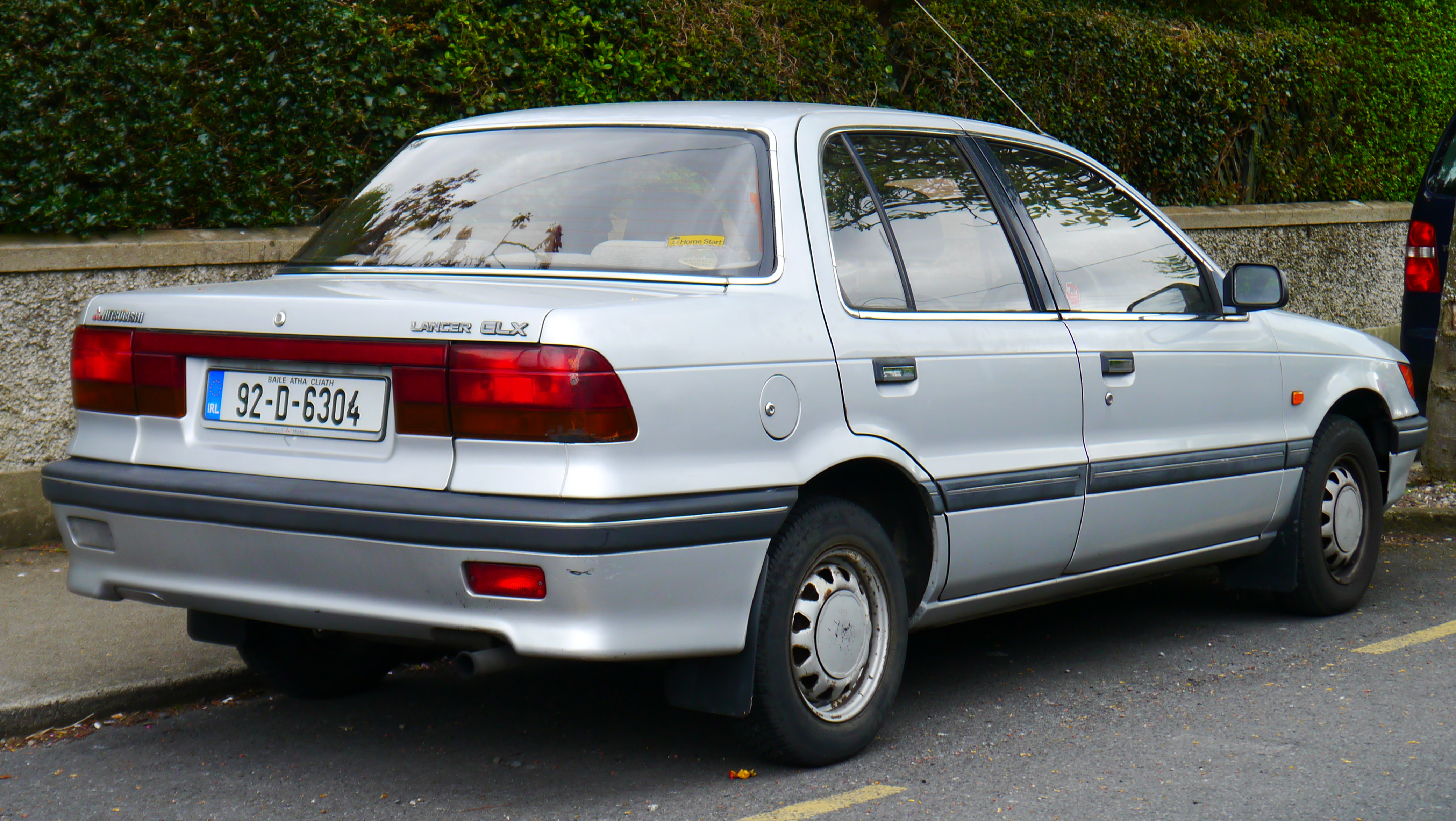
Sedan (Europe; pre-facelift)
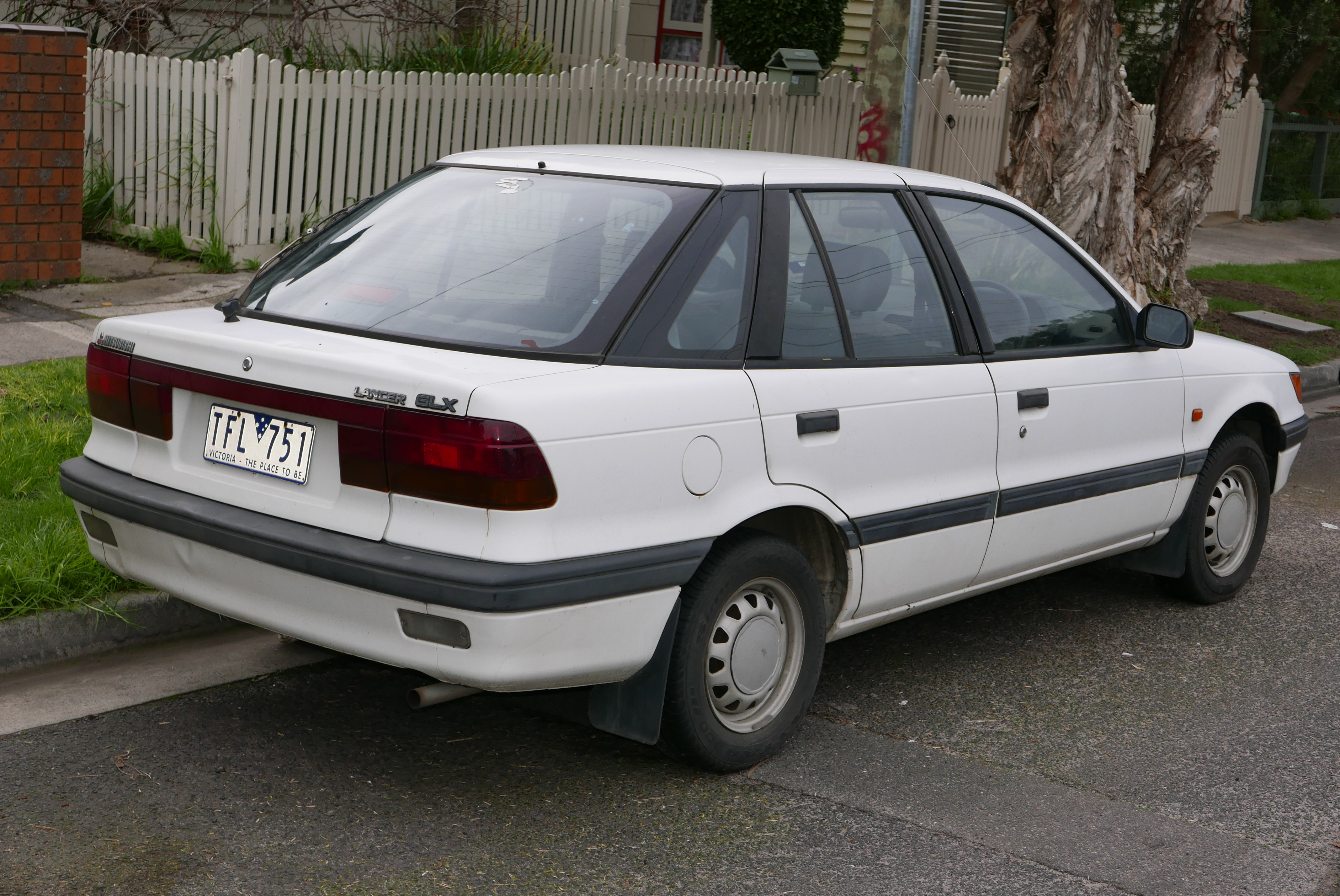
5-door liftback (Australia; pre-facelift)
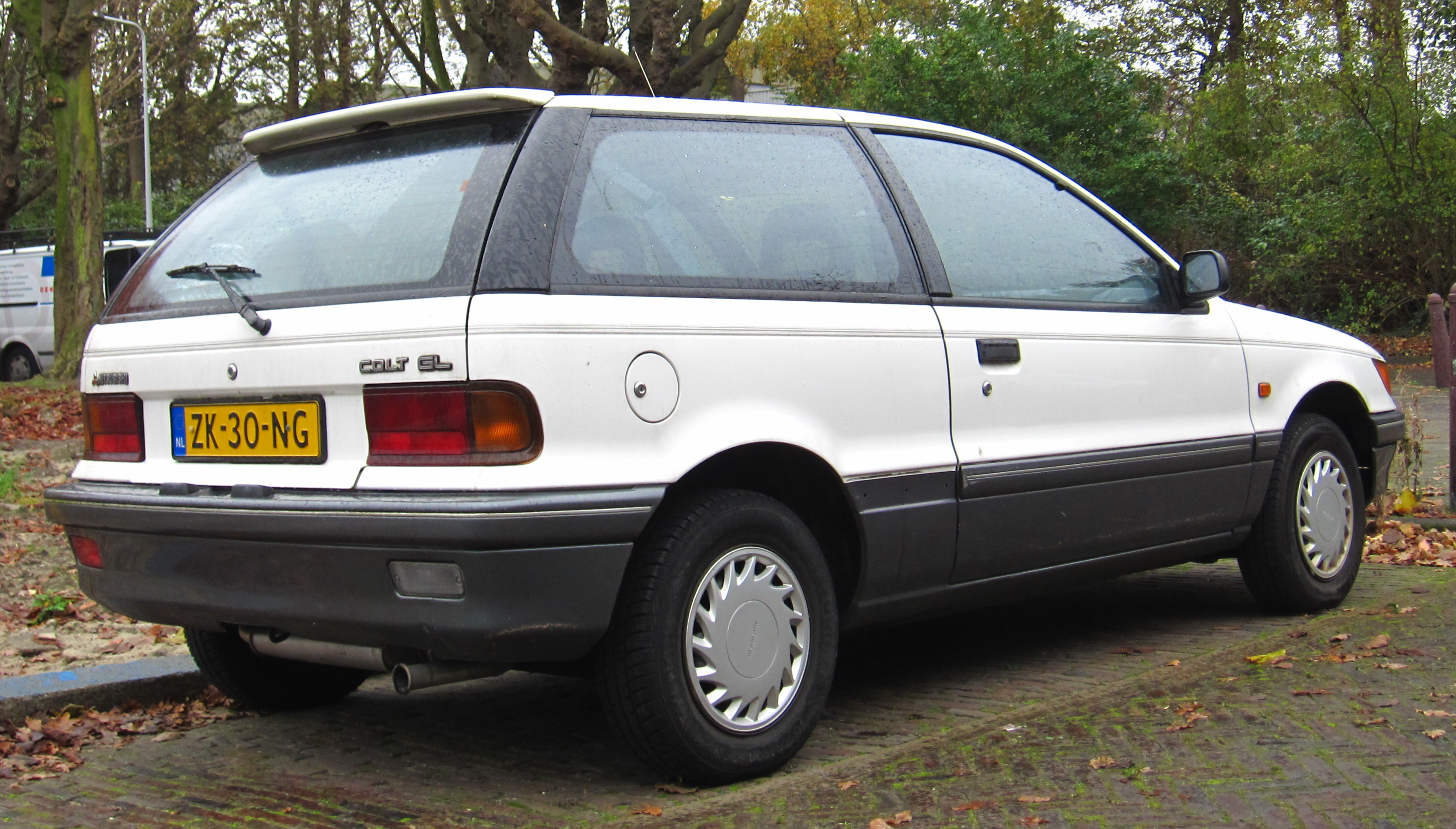
3-door hatchback (Europe; pre-facelift)

Los motores disponibles eran Orion de gasolina de cuatro cilindros en línea de 1.3 y 1.5 litros y Saturn de gasolina de cuatro cilindros en línea de 1.8 litros. Solo para Grecia, una versión de 1.2 litros del motor Orion disponible en los modelos de nivel de entrada generaba 48 kW (65 CV). El diésel Sirius de 1.8 litros se trasladó de la forma anterior. En Japón, también estaban disponibles versiones con tracción en las cuatro ruedas, equipadas con motores de gasolina de 1.5 litros con carburador y 1.6 litros con inyección de combustible, o diésel de 1.8 litros. Los Mirage superiores en Japón se llamaban "Cyborg", con el motor turboalimentado de 1.6 litros que desarrollaba 145 CV (107 kW), la misma unidad que se instalaba en el sedán GSR.

### Lancer GSR

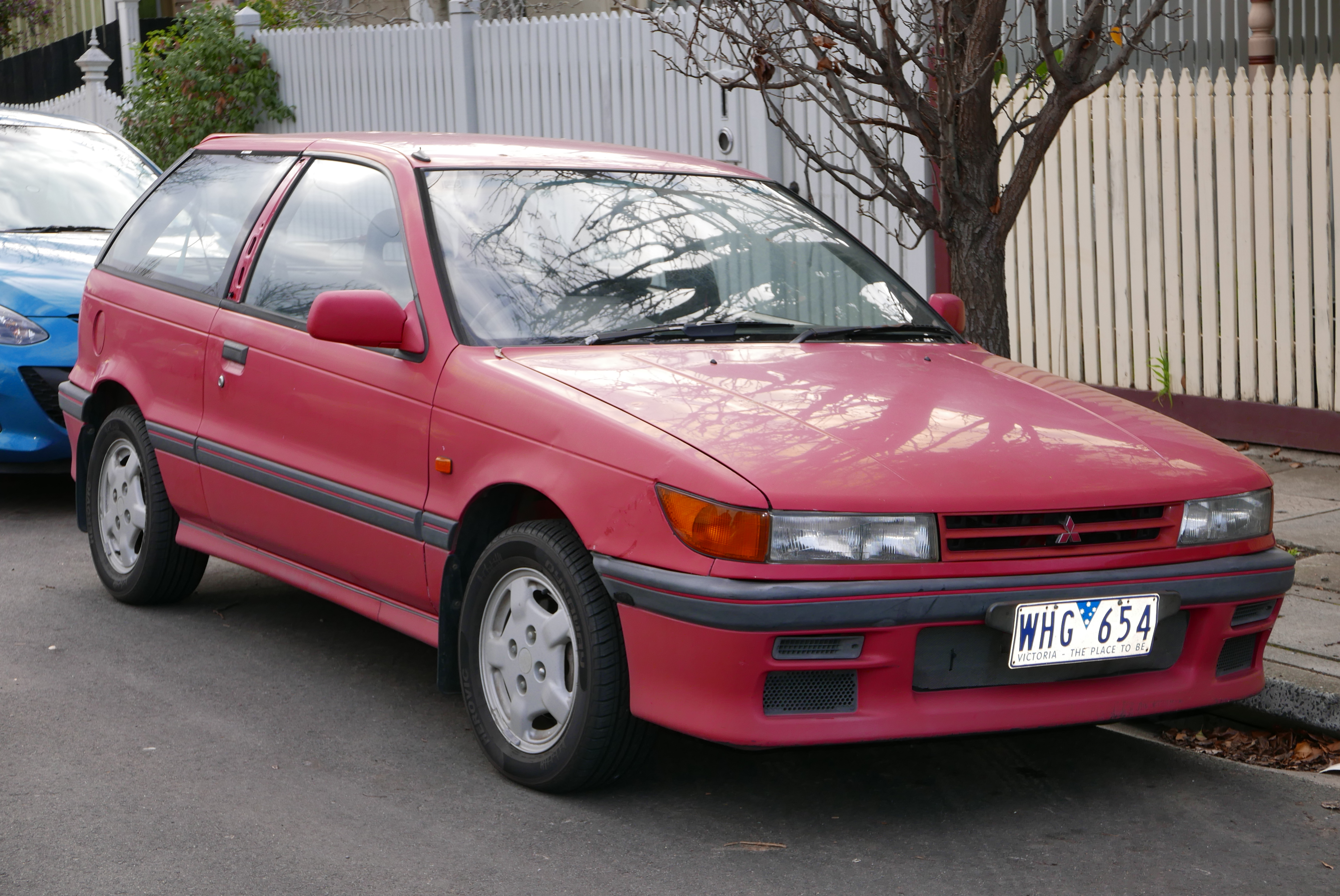
Pre-facelift Lancer GSR 3-door (Australia)
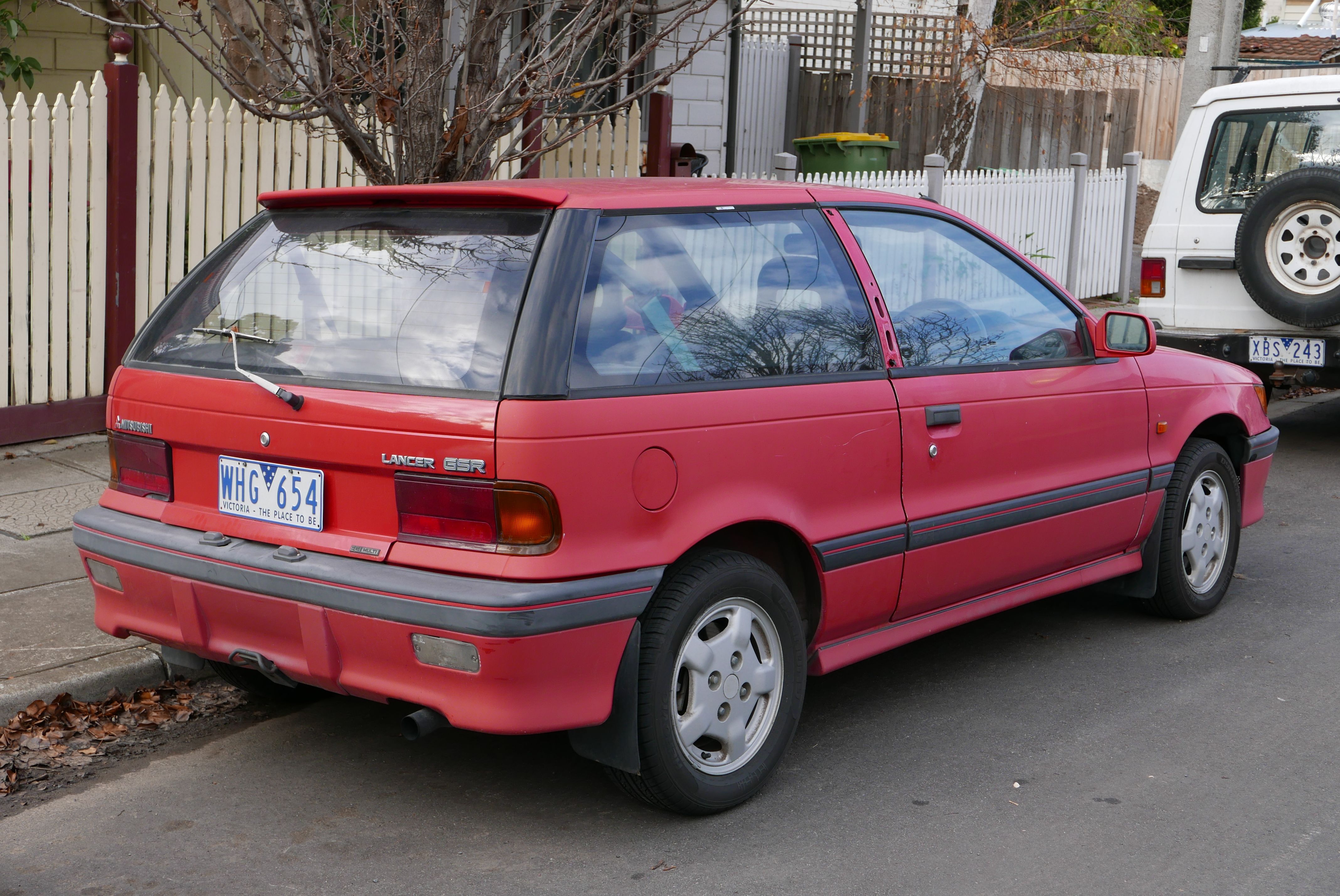
Pre-facelift Lancer GSR 3-door (Australia)

### Facelift
The third generation received a minor facelift in September 1989, with late models receiving the same modernized engines as were seen in the subsequent generation. In its most potent turbocharged variant, the new 4G61 engine produced 160 CV (118 kW) at 6000 rpm.

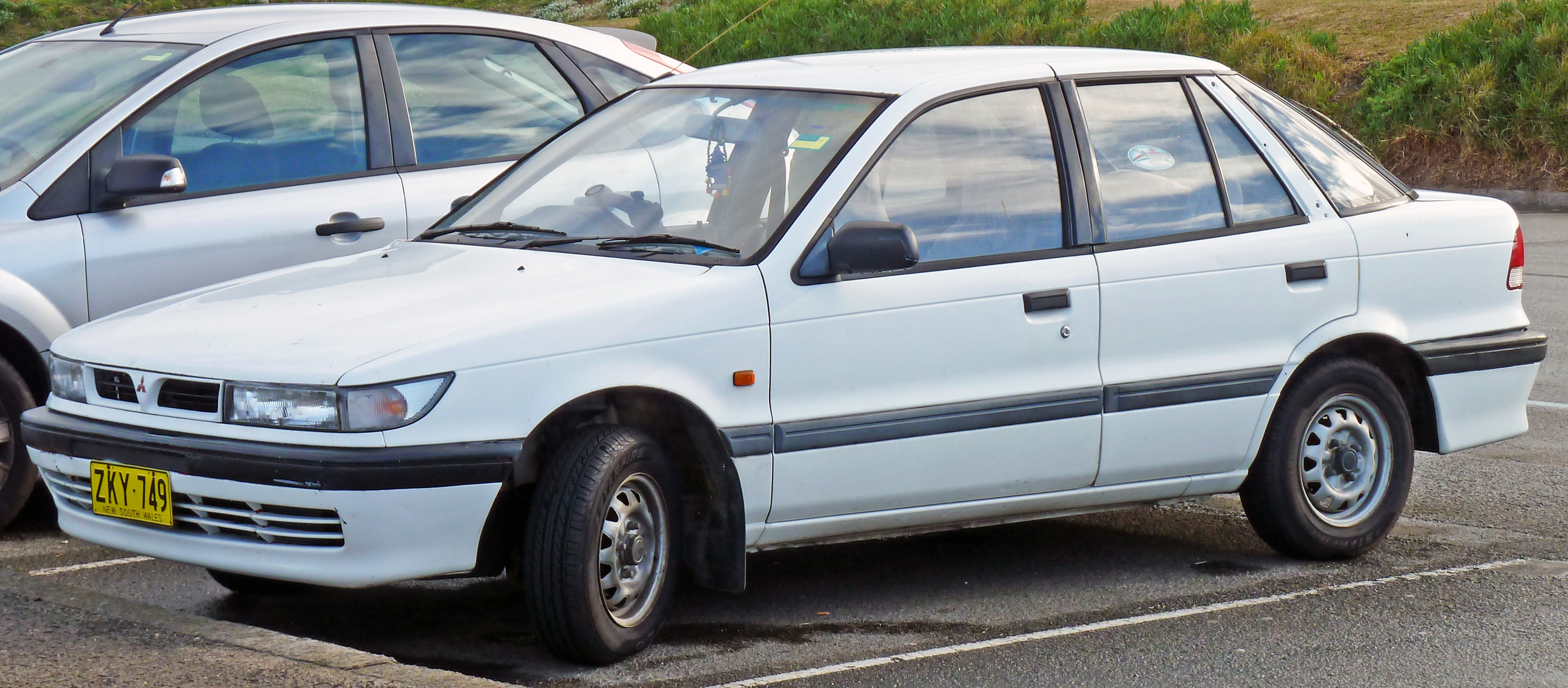
5-door liftback (Australia; facelift)
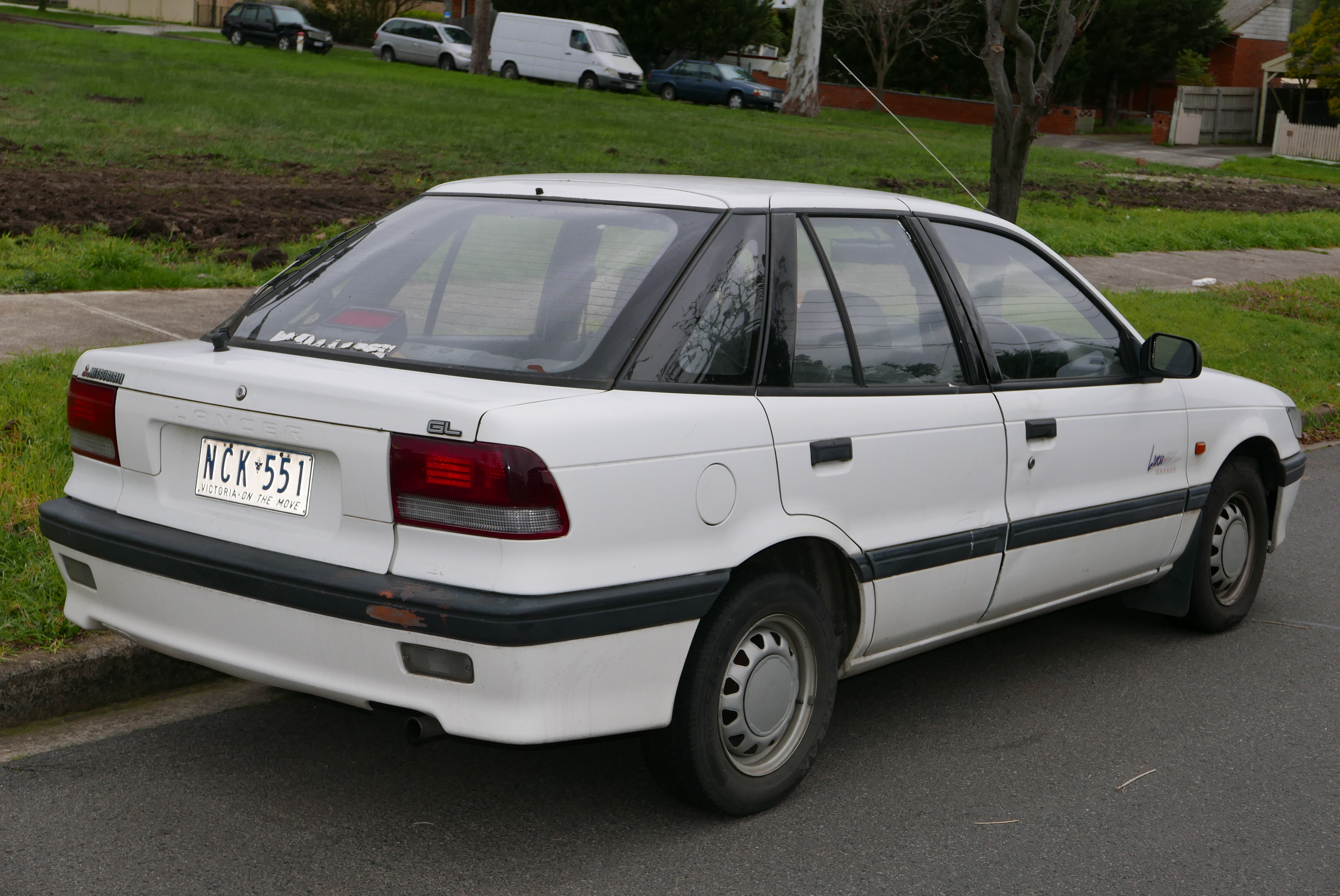
5-door liftback (Australia; facelift)
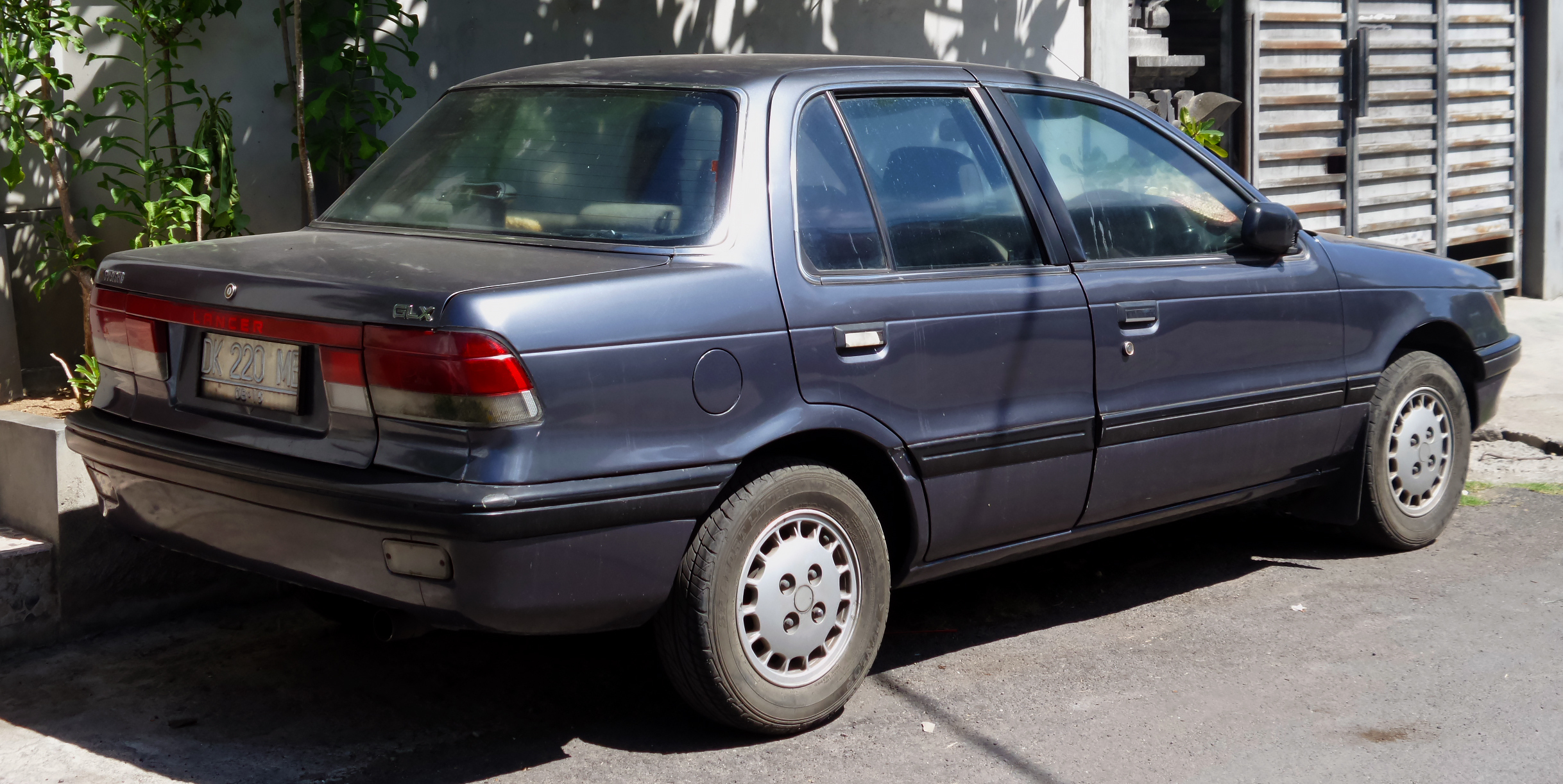
Sedan (Indonesia; facelift)

### Mercados
Las versiones europeas estaban disponibles como 1300 GL, 1500 GLX, 1600 GTi-16V y 1800 diésel, con el de tres puertas etiquetado como Colt y el sedán y liftback llamado Lancer. Mitsubishi vendió una "furgoneta" Colt en mercados europeos selectos, siendo la carrocería de tres puertas sin ventanas laterales traseras y, por lo tanto, atrayendo impuestos reducidos en estas jurisdicciones. En marzo de 1990, el 1600 GTi-16V catalizado de 124 caballos de vapor (91 kW) fue reemplazado por una versión de 1.8 litros con 136 caballos de vapor (100 kW). Unos meses más tarde, esta versión también estuvo disponible con un motor no catalizado para aquellos mercados europeos que aún evitaban los controles de emisiones. El Lancer de próxima generación no incluyó un hatchback de cinco puertas; dado que este era un estilo de carrocería popular en Europa, Mitsubishi siguió ofreciendo este modelo hasta mediados de 1994. A partir de junio de 1992, los modelos de gama alta se equiparon con los nuevos motores de 1,6 y 1,8 litros de la familia de motores 4G9; también se ofrecía una versión de 75 caballos de vapor (55 kW) del 1.3 de 12 válvulas.
Como los Mirage de primera generación todavía se producían en Australia como Colt, los tres tipos de carrocería de tercera generación se vendieron con el nombre de Lancer en ese mercado. Inicialmente, los modelos con especificaciones australianas se designaron como la serie CA cuando se introdujeron en 1988, adoptando la designación CB para el lavado de cara de 1990. El liftback siguió vendiéndose en Australia junto con el Lancer derivado del Mirage de cuarta generación (CC) desde 1992 hasta 1996. Confusamente, el liftback remanente también recibió esta designación de modelo CC.
Las ventas de tres puertas y sedán en América del Norte se realizaron bajo el nombre de Mitsubishi Mirage para los años modelo 1989 a 1992. Las variantes de ingeniería de insignia también se vendieron en los EE. UU. como Dodge/Plymouth Colt (solo tres puertas) y Eagle Summit. En Canadá, también se ofreció un sedán Dodge/Plymouth, ya que la marca Mitsubishi no operó en el mercado hasta el año modelo 2003. Para las versiones con insignia Mitsubishi, el hatchback superior llevaba un motor de cuatro cilindros en línea turboalimentado 4G61T de 1.6 litros con una potencia de 135 HP (100,7 kW). Para el año modelo 1991, las nuevas cabezas de doce válvulas del motor 4G15 de 1,5 litros (tres válvulas por cilindro) aumentaron la potencia de 81 a 92 HP (60,4 a 68,6 kW), y un nuevo sedán GS ofrecía el 4G61 de 1,6 litros con 123 HP (91,7 kW) y una transmisión automática estándar de cuatro velocidades.

## Cuarta generación (1992-1995)
La cuarta generación tenía diferencias estilísticas visibles entre el Lancer y el Mirage. De nuevo apareció una variante sedán de dos puertas, con silueta idéntica a la del sedán de cuatro puertas. Los motores eran un 1.3 litros de 75 CV (55 kilovatios), un 1.5 litros de 90 CV (66 kilovatios), un 1.6 litros de 113 CV (83 kilovatios) (este último en versiones de tracción delantera y a las cuatro ruedas) y un 1.8 litros de 117 CV (86 kilovatios) o 140 CV (103 kilovatios). Es la única generación que tuvo disponible una versión con un motor que no era cuatro cilindros en línea, un atmosférico V6 de 1.6 litros de cuatro válvulas por cilindro y una potencia máxima de 140 CV (103 kilovatios) o 160 CV (118 kilovatios), denominado "Cyborg R".

El "Lancer GSR" tenía un 1.8 litros turbocargado de 192 CV (141 kilovatios) de potencia máxima y tracción a las cuatro ruedas. En septiembre de 1993, se aprovechó el tren delantero para crear la variante deportiva Lancer Evolution, de la que luego surgieron las ediciones II y III.

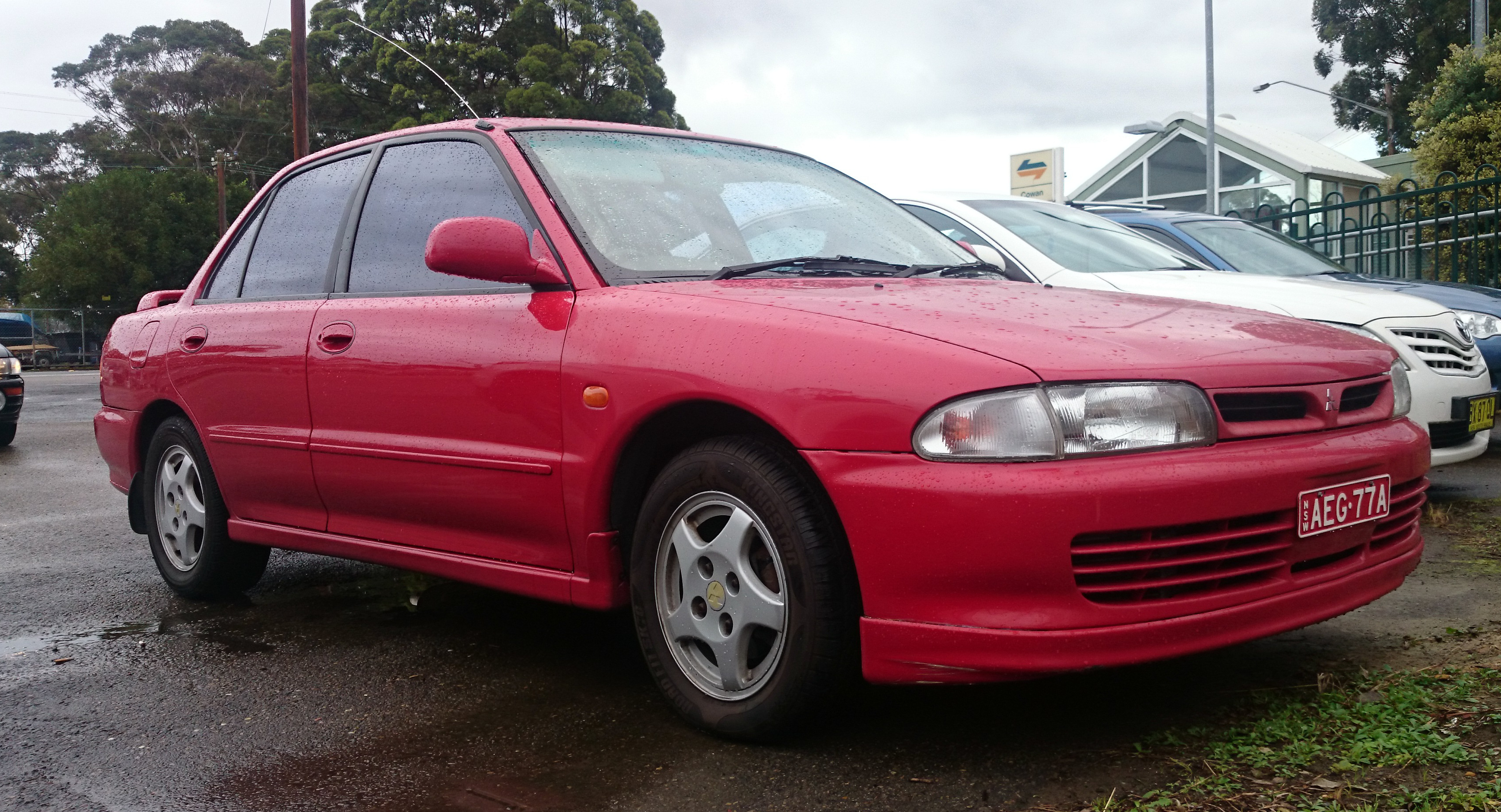
1994 Mitsubishi Lancer GSR

En octubre de 1991, la cuarta generación del Mirage hizo su debut en el mercado japonés junto con el Lancer. A diferencia de la serie anterior, el nuevo Mirage adoptó una forma de carrocería mucho más redondeada, un cambio que se repitió en gran parte de la industria automotriz a principios de la década de 1990. Como antes, la línea japonesa Mirage comprendía el hatchback de tres puertas (ahora llamado Mirage Cyborg) y el sedán (ahora con un habitáculo acristalado de seis ventanas), además de un nuevo tipo de carrocería coupé con el sufijo Asti. Las variantes del Lancer vendidas en Japón ofrecían variantes de carrocería únicas: un sedán de cuatro ventanas y, a partir de mayo de 1992, una camioneta familiar simplemente llamada Mitsubishi Libero. También estaba disponible un modelo turboalimentado llamado Libero GT. El Libero se vendió como Lancer Wagon en la mayoría de los mercados de exportación, donde su introducción coincidió con una pequeña actualización para 1993, que incluía nuevos parachoques y ajustes en la línea de motores.[1] El Lancer familiar se vendió hasta 2003 en los mercados de Australia y Nueva Zelanda, principalmente para compradores de flotas. El familiar siguió apareciendo en el sitio web de un concesionario hasta 2012 en Belice.

### Hatchback / Coupe

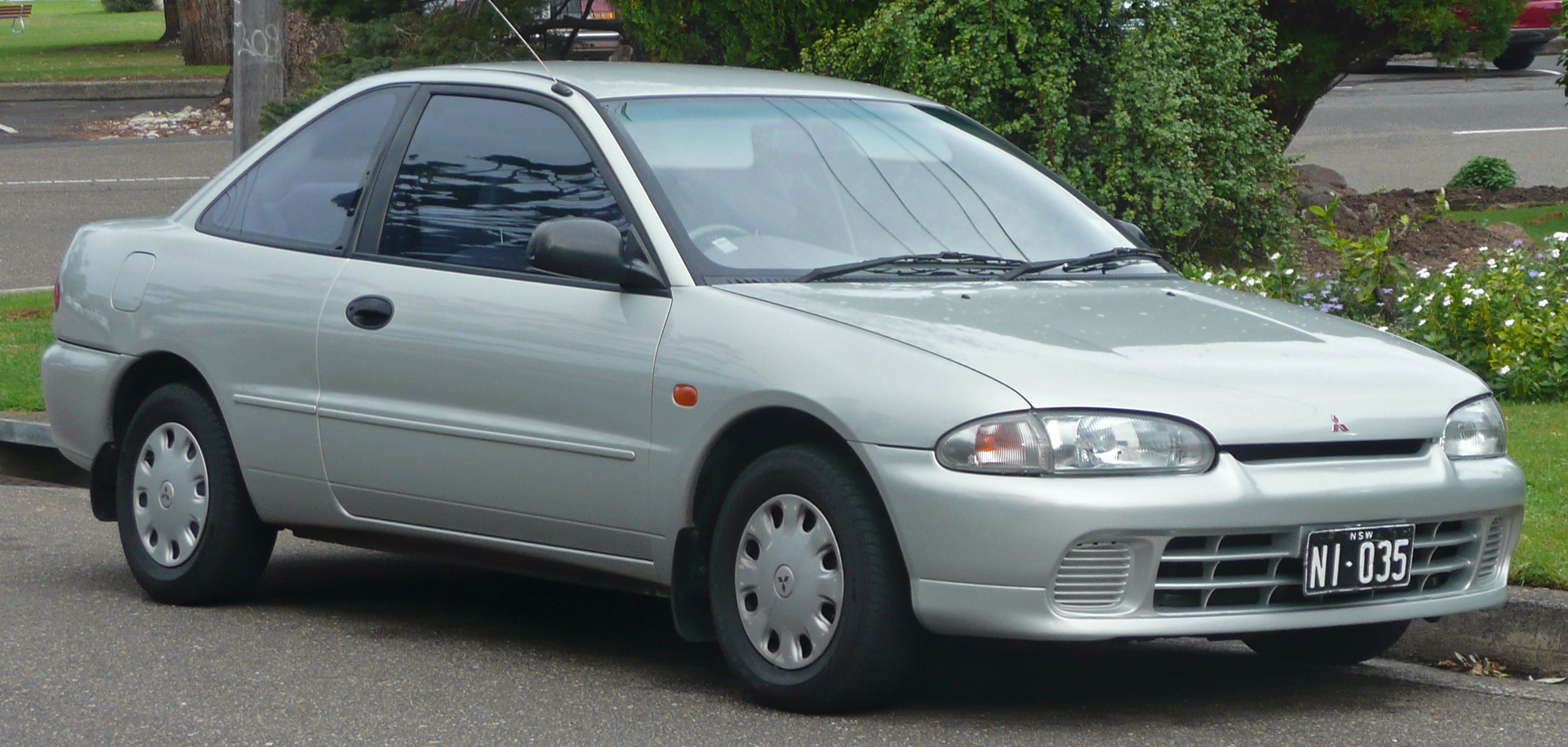
Lancer coupe
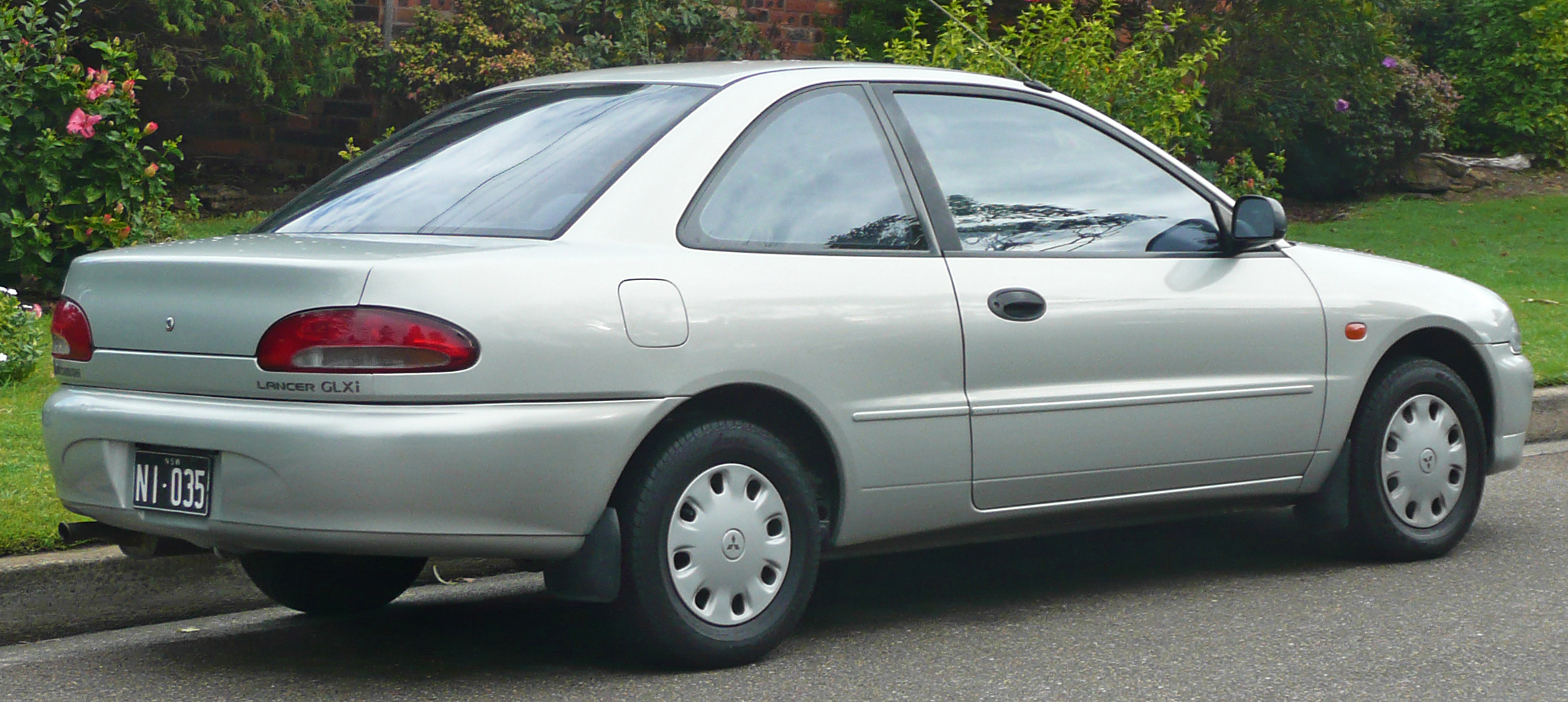
Lancer coupe
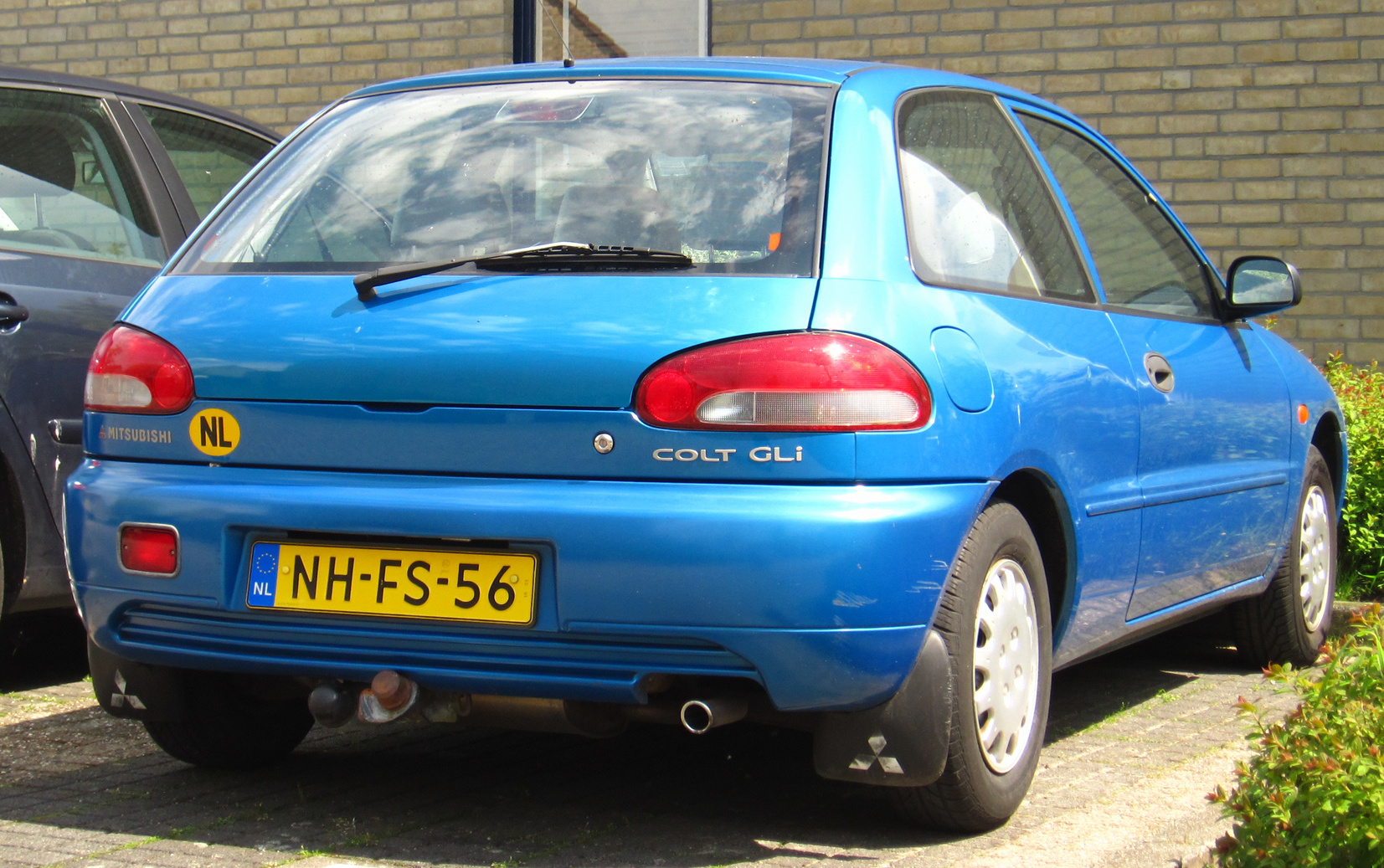
Colt hatchback

### Station wagon

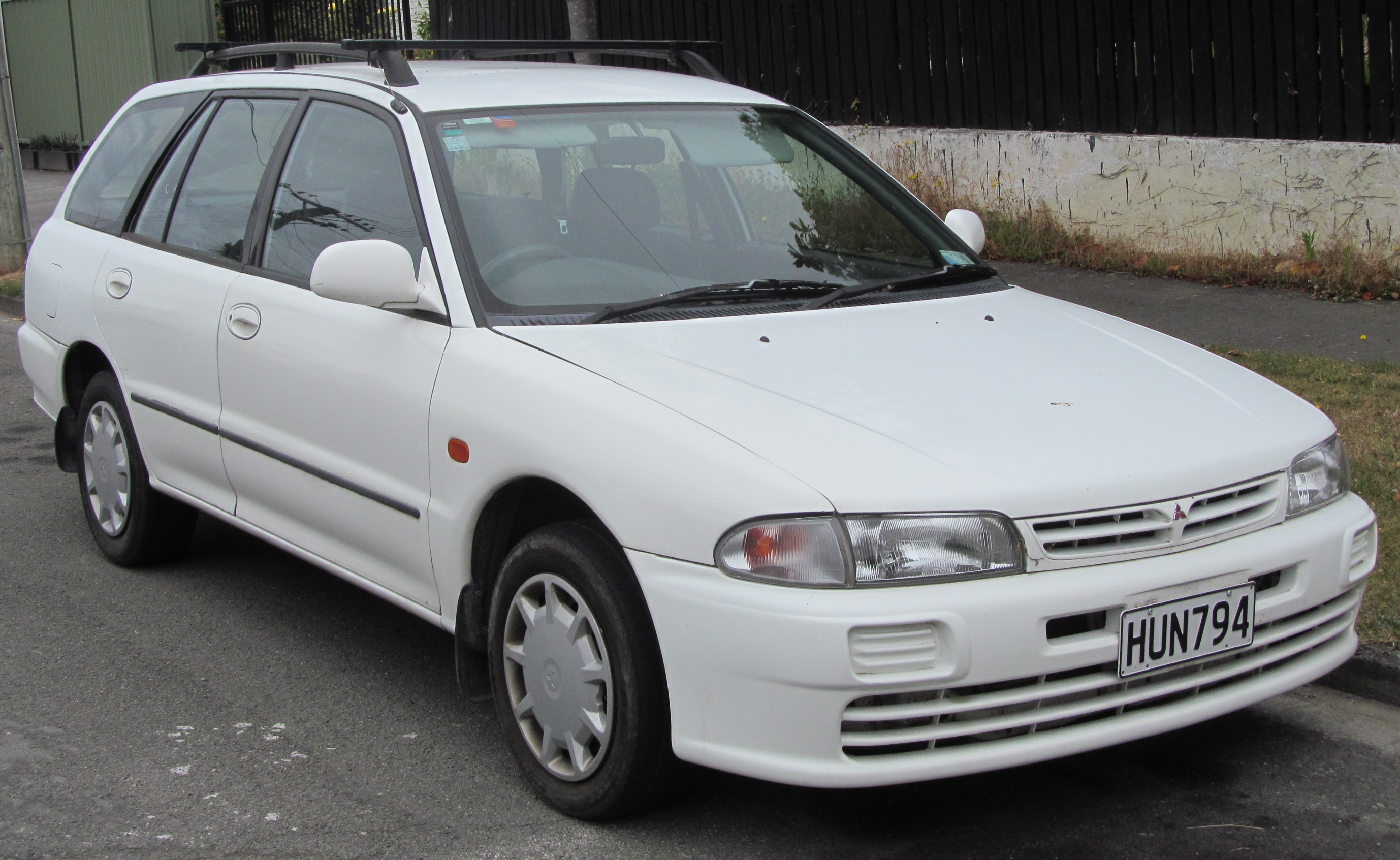
Lancer familiar
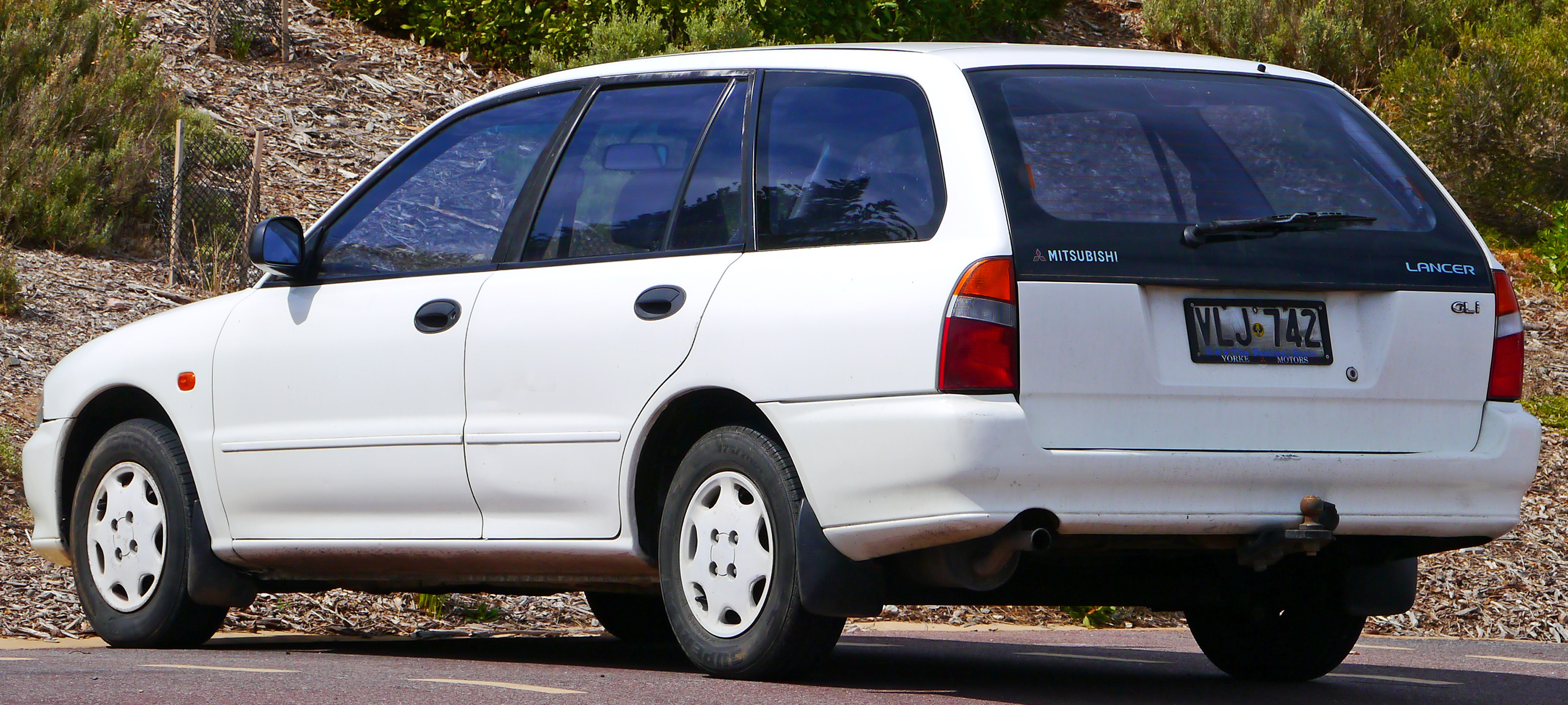
Vista trasera
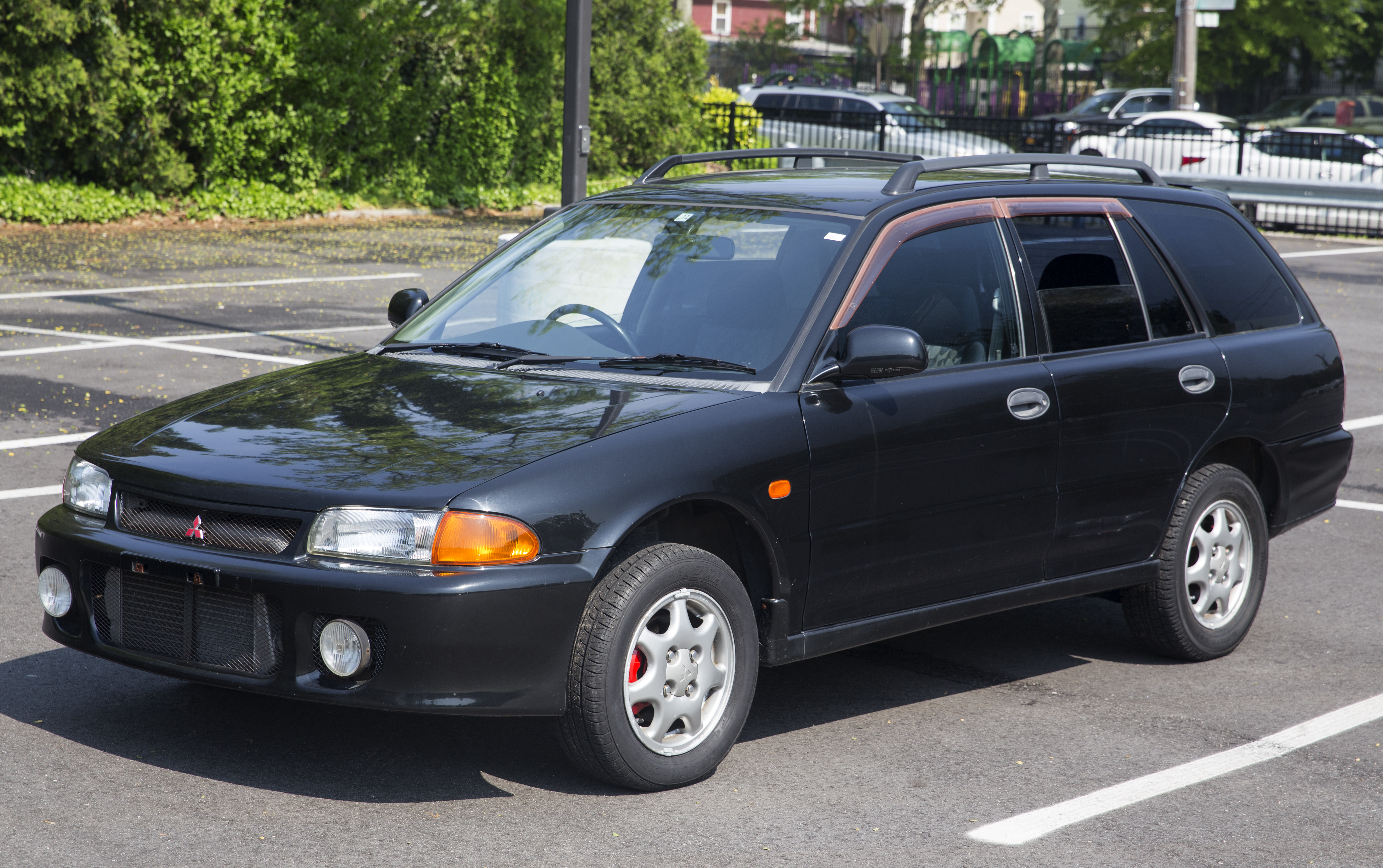
Libero GT (Japón)

La especificación estadounidense con parachoques más largos tiene un coeficiente de resistencia aerodinámica de 0,29 Cd (cupé) y 0,31 cd (sedán) respectivamente.
A diferencia de las generaciones anteriores, la gama Lancer del mercado japonés coexistió con una mayor diferenciación en comparación con el Mirage. El Mirage, con su apariencia más deportiva y capó cónico, presentaba faros elípticos con una parrilla de un solo puerto muy estrecha. Las variantes del Lancer divergían con un estilo más angular caracterizado por el diseño más vertical. El Lancer también presentaba guardabarros remodelados, faros menos redondeados y una parrilla de doble puerto más grande. Aunque ambos se construyeron sobre la misma plataforma, el sedán Lancer con especificación japonesa recibió una chapa metálica diferente a la del equivalente Mirage. Más tradicional en silueta, el sedán Lancer (sufijo Vie Saloon) presentaba un simple habitáculo de cuatro ventanas, mientras que el sedán Mirage adoptó un habitáculo más moderno de seis ventanas con un maletero abreviado.

### Sedan

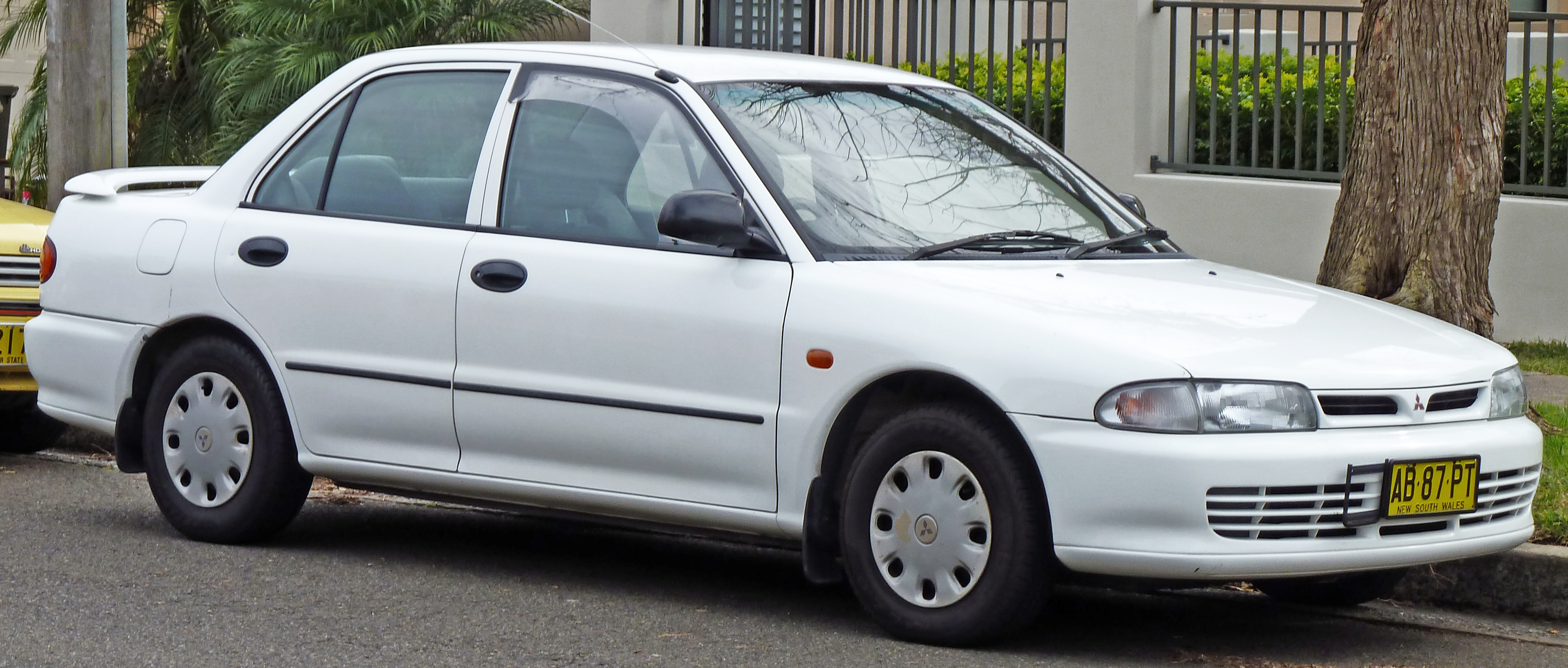
Lancer sedan (4 ventanas)
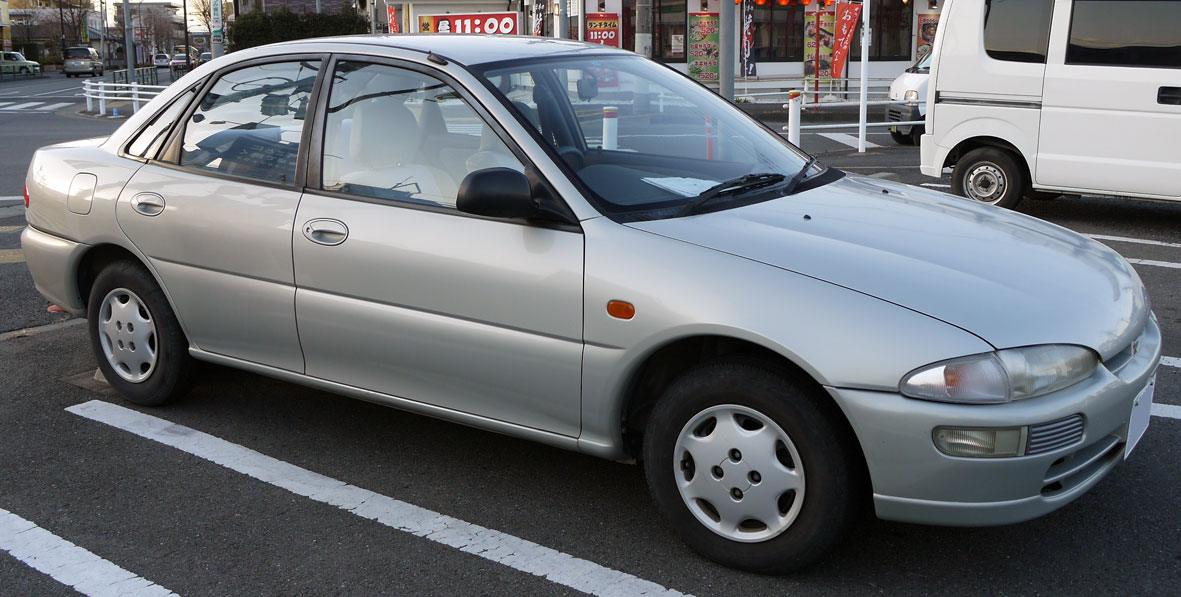
Mirage sedan (6 ventanas)
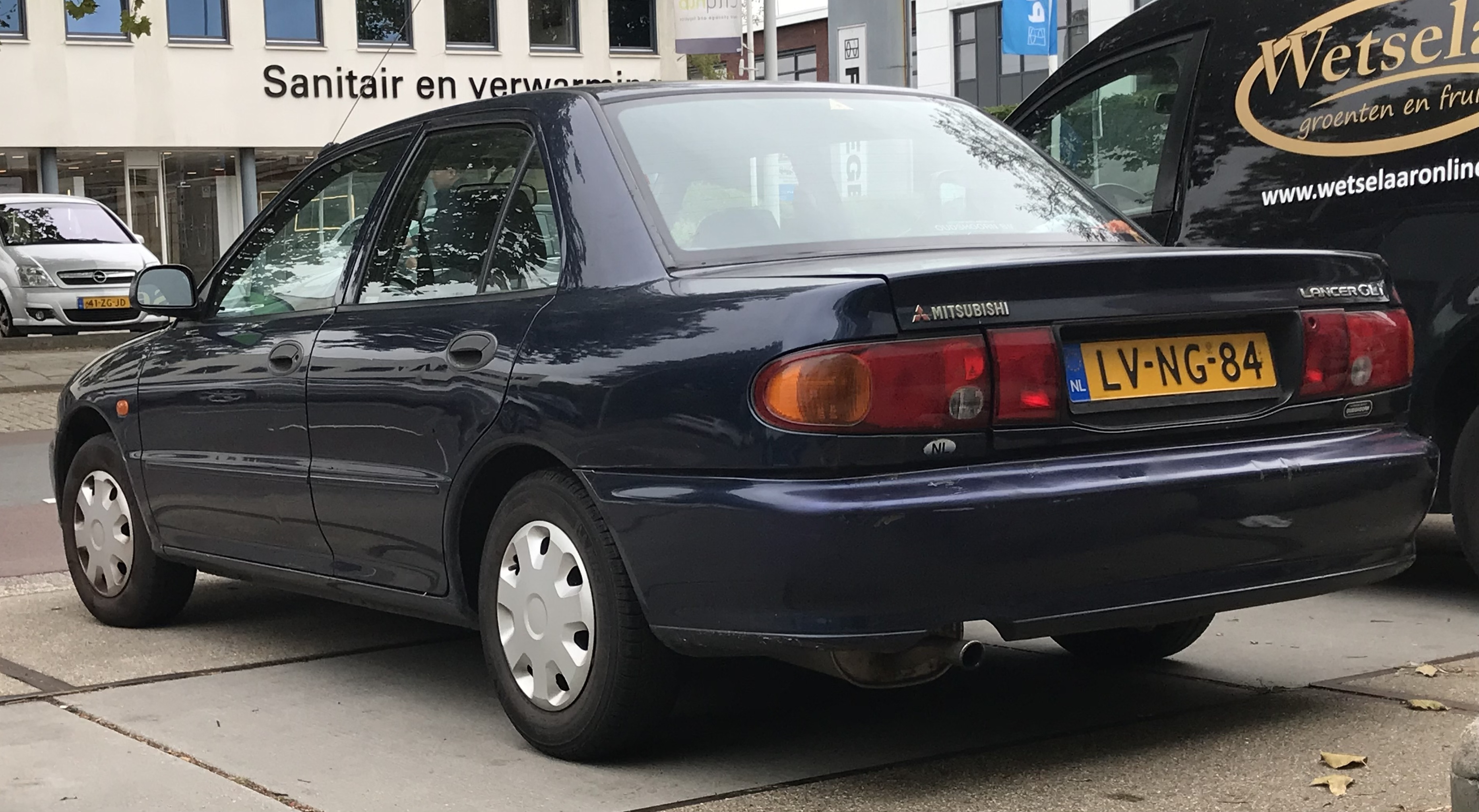
Vista trasera del Lancer sedán (Cuatro ventanas)

Los nombres de los distintos modelos para exportación fueron muchos y variados. Como Mitsubishi, el de tres puertas se limitaba a los nombres Mirage y Colt, pero el cupé Mirage Asti también solía llevar la insignia Lancer. En el caso del sedán, los mercados de exportación solo vendían la variante de cuatro ventanas como Mitsubishi, aunque esto ocurría con los nombres Lancer y Mirage.
Las opciones de motorización de Mitsubishi eran amplias con esta nueva plataforma. La tracción delantera era la más común, con tracción total disponible para algunos modelos. Los motores variaban desde los cuatro cilindros en línea de gasolina de aspiración natural de 1,3 a 1,8 litros, las versiones turboalimentadas de 1,8 y 2,0 litros del mismo, además de los diésel de 1,8 y 2,0 litros. Cabe destacar que también se ofreció una variante de motor V6 de gasolina de solo 1,6 litros, lo que lo convirtió en el V6 más pequeño jamás producido en serie.
En esta generación se ofrecieron muchos modelos de alto rendimiento. El modelo de nivel de entrada está impulsado por un motor de cuatro cilindros en línea DOHC de 1,6 litros que produce 145-175 caballos de vapor (145-175 CV) (107-129 kW) y se vendió como "Mirage R, RS, Super R, Cyborg o Cyborg R" y "Lancer MR" en Japón. Para el modelo de exportación, el automóvil fue identificado como "Colt o Lancer GTi", impulsado por un motor de aspiración natural DOHC de 1,8 litros con una potencia nominal de 140 caballos de vapor (138 HP; 103 kW). El cuatro cilindros en línea turboalimentado de 1,8 litros, que producía 195-205 caballos de vapor (192-202 HP) (143-151 kW), se vendió como "Lancer GSR o RS" y, a partir de septiembre de 1993, formó la base del Lancer Evolution I que usaba el motor 4G63 de 2,0 litros del exitoso coche de rally Galant VR-4. Se lanzó una versión eléctrica del familiar en Japón llamada "Lancer Libero EV" y utilizaba una batería de níquel-cadmio.
Australia
Las versiones para el mercado australiano de esta generación se lanzaron a fines de 1992 y se denominaron oficialmente Lancer de la serie CC. Los compradores podían elegir entre el Lancer coupé (disponible en los niveles de equipamiento GL y GLXi), el sedán (GL, Executive y GSR) y el familiar (Executive). La transmisión manual de cinco velocidades venía de serie, y todas las variantes, excepto el GSR, estaban disponibles con transmisión automática (tres marchas para el coupé y el sedán básicos) y una unidad de cuatro velocidades para el resto de la gama. El coupé y el sedán GL presentaban el motor con carburador de 1,5 litros, mientras que el motor de inyección de combustible de 1,8 litros estaba reservado para el resto de la serie. Todos los motores, excepto el GSR, tienen un diseño de árbol de levas en cabeza simple; el GSR presentaba árboles de levas en cabeza dobles, además de un turbocompresor y un intercooler.
Norteamérica

Este modelo se lanzó en los Estados Unidos para el año modelo 1993 como Mirage, con todas las variantes ahora provenientes de Japón (en lugar de Japón o Illinois como anteriormente). Las mismas formas de carrocería también se vendieron como Dodge y Plymouth Colt tanto en Estados Unidos como en Canadá. El sedán de invernadero de seis ventanas se vendió en estos países como Eagle Summit junto con un cupé del mismo nombre. Para las versiones de marca Mitsubishi vendidas solo en los Estados Unidos, el cupé y el sedán de cuatro ventanas se ofrecieron en niveles de equipamiento base, S, ES y LS. La transmisión manual de cinco velocidades era estándar, aunque una automática era opcional en todos los Mirage excepto el cupé S. Mitsubishi mantuvo el motor base 4G15 de 1.5 litros de la generación anterior con 92 HP (68,6 kW), pero equipó los sedán ES y LS con el nuevo motor 4G93 de 1.8 litros con 113 HP (84,3 kW). Para el año modelo 1994, Mitsubishi introdujo un airbag para el conductor, el sedán LS perdió sus frenos antibloqueo opcionales y el cupé LS ganó el motor de 1,8 litros que anteriormente era exclusivo de los sedanes. El año modelo 1994 fue el último año de ventas minoristas de los sedanes Mirage (que se limitaron a las flotas) y de los Dodge y Plymouth Colt en conjunto (reemplazados por el nuevo Neon de diseño estadounidense de Chrysler), aunque el sedán y el cupé Eagle Summit siguieron a la venta junto con el cupé Mirage hasta 1996. Como consecuencia, solo los cupés Mirage S y LS regresaron para el año modelo 1995, y ambos se beneficiaron de un nuevo airbag lateral del pasajero y una consola central cubierta (y, por lo tanto, la eliminación de los cinturones de seguridad delanteros motorizados). El cupé Mirage LS de 1995 ganó llantas mejoradas de 14 pulgadas, pero eliminó el acceso a las ventanas eléctricas, las cerraduras eléctricas de las puertas y el control de crucero.

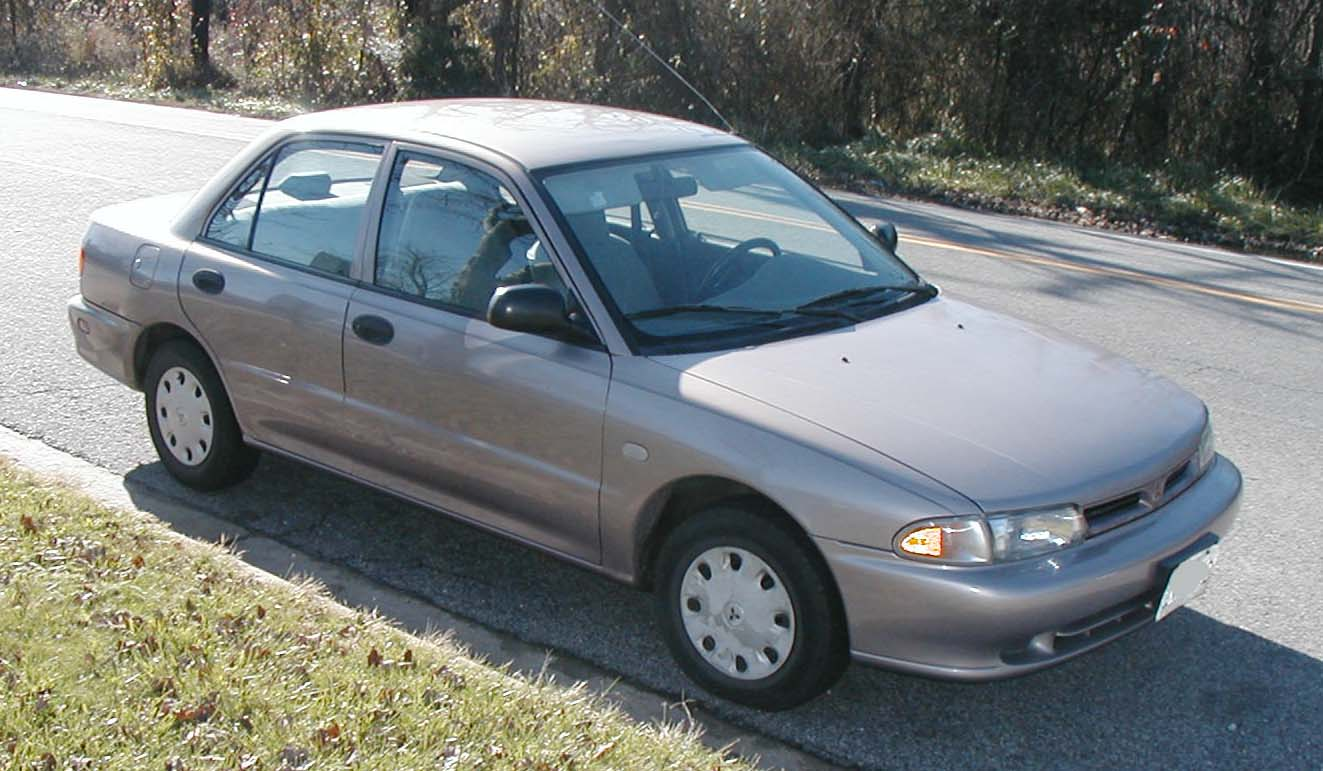
Mirage sedan (EEUU)
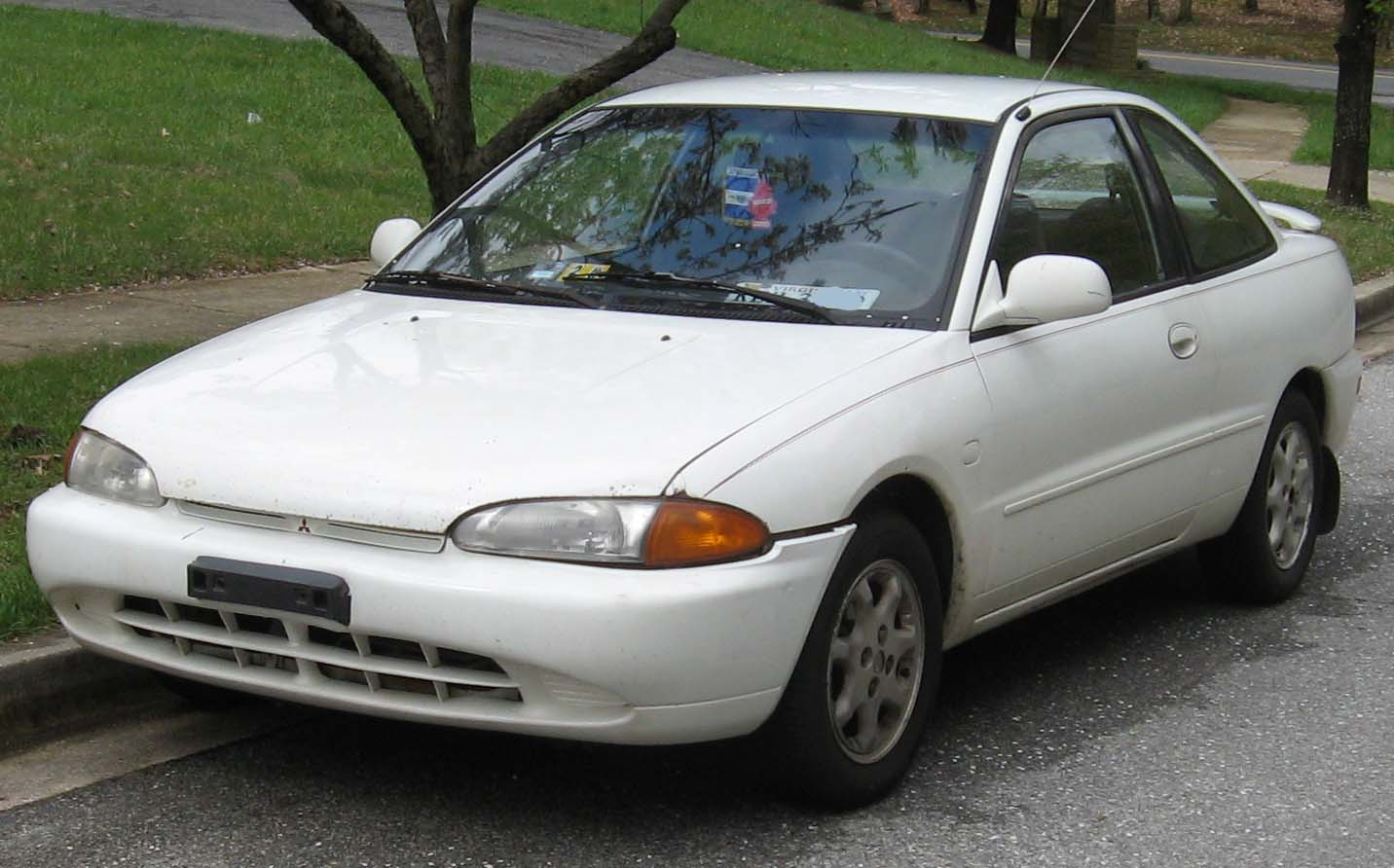
Mirage coupe (EEUU)

Versiones como Proton
Mitsubishi concedió a Proton en Malasia una licencia para el diseño de cuarta generación a partir de 1993, y se siguió produciendo de forma remota hasta 2010. La primera variante producida, el sedán, se denominó Proton Wira (1993-2007) y se complementó con un hatchback Wira de cinco puertas diseñado por Proton (1993-2004). La fabricación en Malasia de otras variantes comenzó más tarde, con el Satria de tres puertas (1994-2005) y el coupé Putra (1996-2000; y 2004-2005). Proton desarrolló luego una variante utilitaria coupé que se hizo realidad en 2002 con el nombre de Arena, que duró hasta 2010.

## Quinta generación (1995-2003)

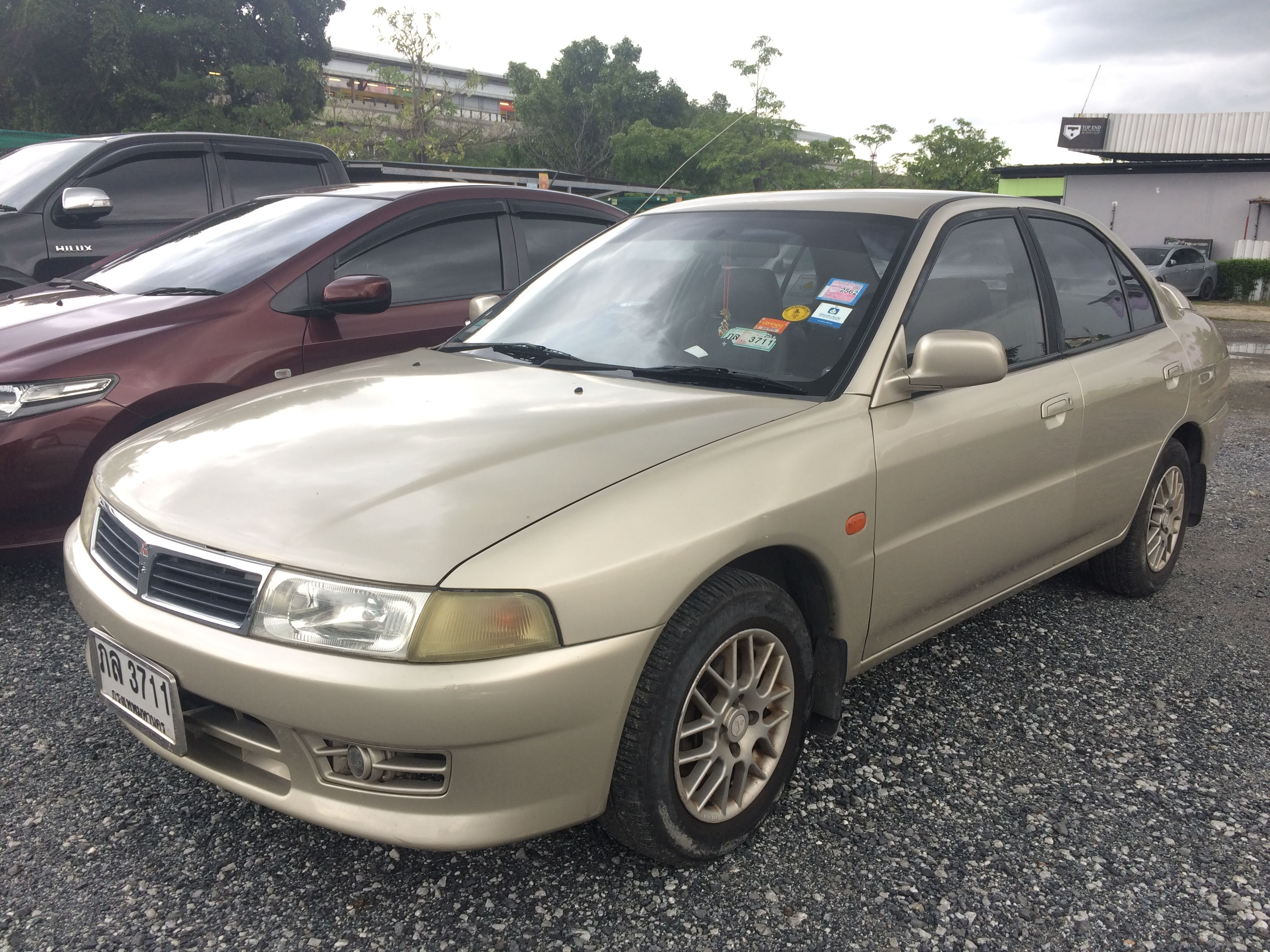
1999 Mitsubishi Lancer SEi

La quinta generación repitió carrocerías y versiones deportivas, aunque con motores actualizados. Los motores eran un 1.3 litros de 75 CV, un 1.5 litros de 90 CV, un 1.6 litros de 105 CV; y un 1.8 litros de 125 CV. Además de los 1.8 y 2.0 turbocargados de las versiones GSR y Evolution. Las tres ediciones Evolution de esta generación del Lancer son: las IV, V y VI.
En países como Chile y Argentina, llegaron las versiones GLXI 1.3 y 1.6 que contaban con una caja de transmisión mecánica de 5 velocidades y automática de 4 velocidades. En Venezuela se comercializó una versión más económica, compacta y de motor sincrónico de 5 velocidades bajo el nombre Mitsubishi Signo, el cual fue vendido hasta el 2010.
El lanzamiento de la quinta generación del Mirage en Japón en octubre de 1995 introdujo una gama racionalizada como resultado de la frágil economía posburbuja en Japón. Se emitieron tres tipos de carrocería: primero, el hatchback de tres puertas y el sedán, luego, en diciembre de 1995, el coupé de dos puertas (Asti). Si bien el sedán aumentó ligeramente de tamaño, el coupé se redujo modestamente. Pasó de la clase subcompacta a la compacta en los Estados Unidos. Mientras que el sedán Mirage anterior vendido en Japón presentaba un perfil de seis ventanas, el rediseño de 1995 compartía su estilo con el Lancer, excepto por pequeñas diferencias en el acabado.
Para el Lancer, estas incluían una tapa de maletero diferente, luces de giro delanteras de color ámbar y una guarnición de parrilla rediseñada. No se ofreció ninguna camioneta familiar de esta generación, aunque la camioneta de la generación anterior continuó durante toda la producción de la quinta generación. Si bien solo el sedán formó parte de la gama Lancer en Japón, tanto el coupé como el sedán se etiquetaron como Mirage y Lancer en los mercados de exportación. Entre 1995 y 2004, el Mitsubishi Carisma sustituyó al sedán en algunos mercados europeos.
En 1997, se realizó un pequeño lavado de cara. Cabe destacar que el sedán Lancer presentó una nueva parrilla y partes interiores rediseñadas de los faros delanteros para diferenciarlo mejor del modelo donante Mirage. Tanto el coupé como el sedán se beneficiaron de luces traseras rediseñadas, mientras que el de tres puertas solo recibió un parachoques delantero rediseñado que incorporaba una parrilla más grande. En 1997, una versión de estilo clásico del hatchback Mirage de tres puertas estuvo disponible en Japón, con la insignia Mirage Modarc. El Modarc presentaba cromo en la parrilla, los espejos laterales, las manijas de las puertas y las molduras del parachoques; también incluía luces antiniebla y llantas de aleación opcionales. En 2001, los modelos basados en Mirage obtuvieron un inserto de parrilla con borde cromado en mercados limitados.
Aunque en 2000 llegó una nueva generación del sedán Lancer, sustancialmente más grande y más cara, muchos mercados de exportación mantuvieron el modelo derivado del Mirage hasta 2003, cuando concluyó la fabricación japonesa y Mitsubishi retiró la denominación "Mirage" en todo el mundo. Esto es especialmente cierto en el caso del hatchback y el coupé, que no se rediseñaron debido a los problemas financieros de Mitsubishi. En otros mercados, el sedán más nuevo a menudo coexistía con el antiguo como una oferta más premium. Mitsubishi finalmente reemplazó el modelo de tres puertas en 2005 solo para Europa por el Colt de tres puertas, el nombre utilizado anteriormente en muchos mercados de exportación para designar al Mirage desde 1978 en adelante. Una variante de cinco puertas del Colt se había lanzado anteriormente en 2002. En 2003, el único Mirage vendido en Japón era el coupé, ahora sin la designación Asti. Mitsubishi no presentó un reemplazo para el coupé.
Los modelos europeos de la serie CJO de tres puertas de esta generación se vendieron entre 1995 y 2001 como Colt. Sedán y camionetas vendidos como Lancers.

### Australia
Esta generación se vendió en Australia entre 1996 y 2003, denominada serie CE. Al igual que la generación anterior, este modelo estaba disponible como coupé y sedán (con la insignia Lancer), y como el de tres puertas denominado Mirage. El Lancer familiar se mantuvo como modelo CE, a pesar de ser un remanente renovado de la generación anterior. Hacia el final de su carrera de modelos, Mitsubishi introdujo varias ediciones limitadas (basadas en el GLi) para seguir siendo competitivo con sus rivales. Estos extras, como interiores deportivos, llantas de aleación y kits de carrocería. A pesar de la introducción del sedán Lancer de nueva generación en Australia en 2002, el CE continuó junto con él hasta que finalizó la producción en 2003, incluido el sedán que permaneció como el GLi básico. El coupé ahora solo estaba disponible en los acabados GLi y MR.

Sedan
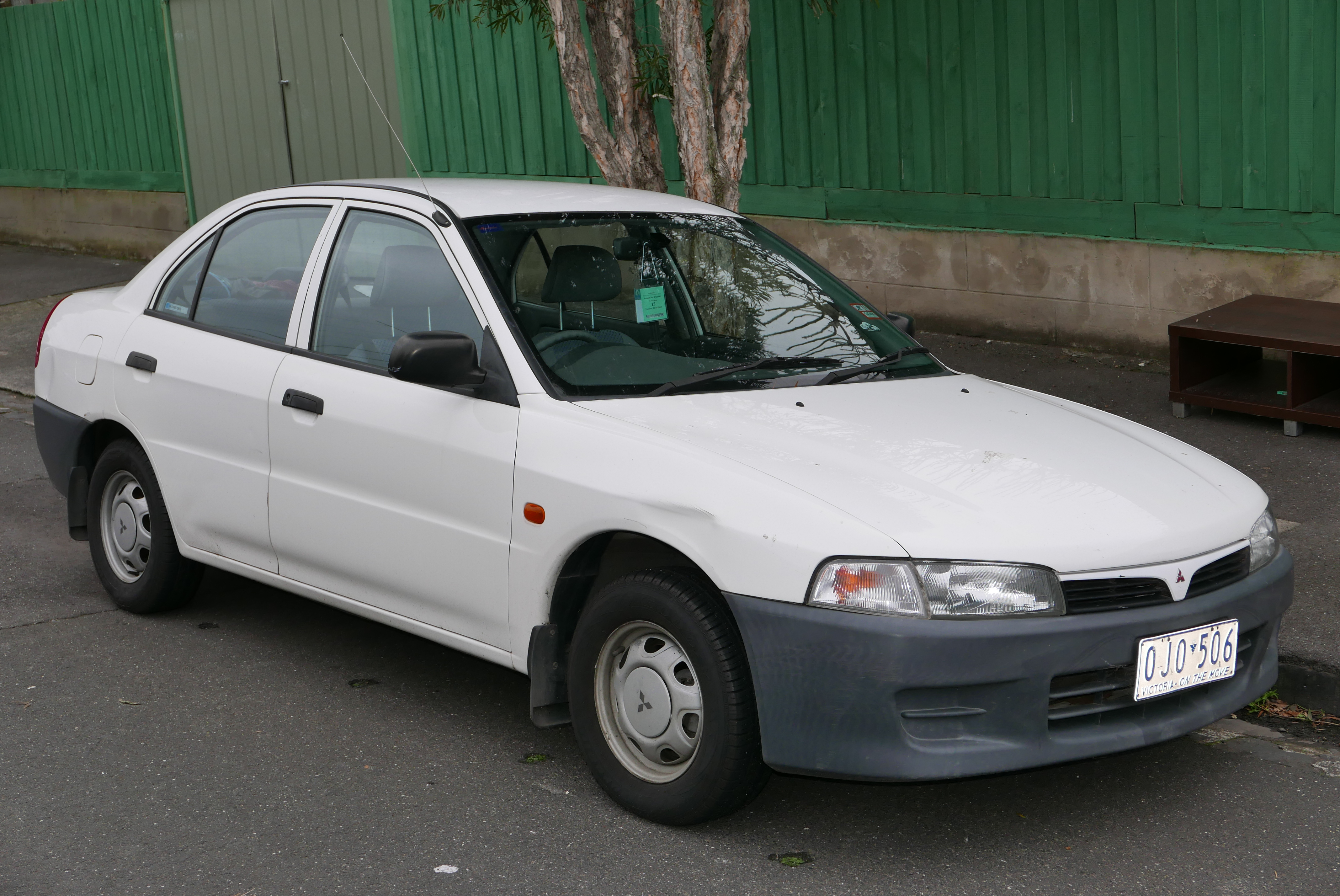
Pre-facelift Mitsubishi Lancer sedan (Australia)
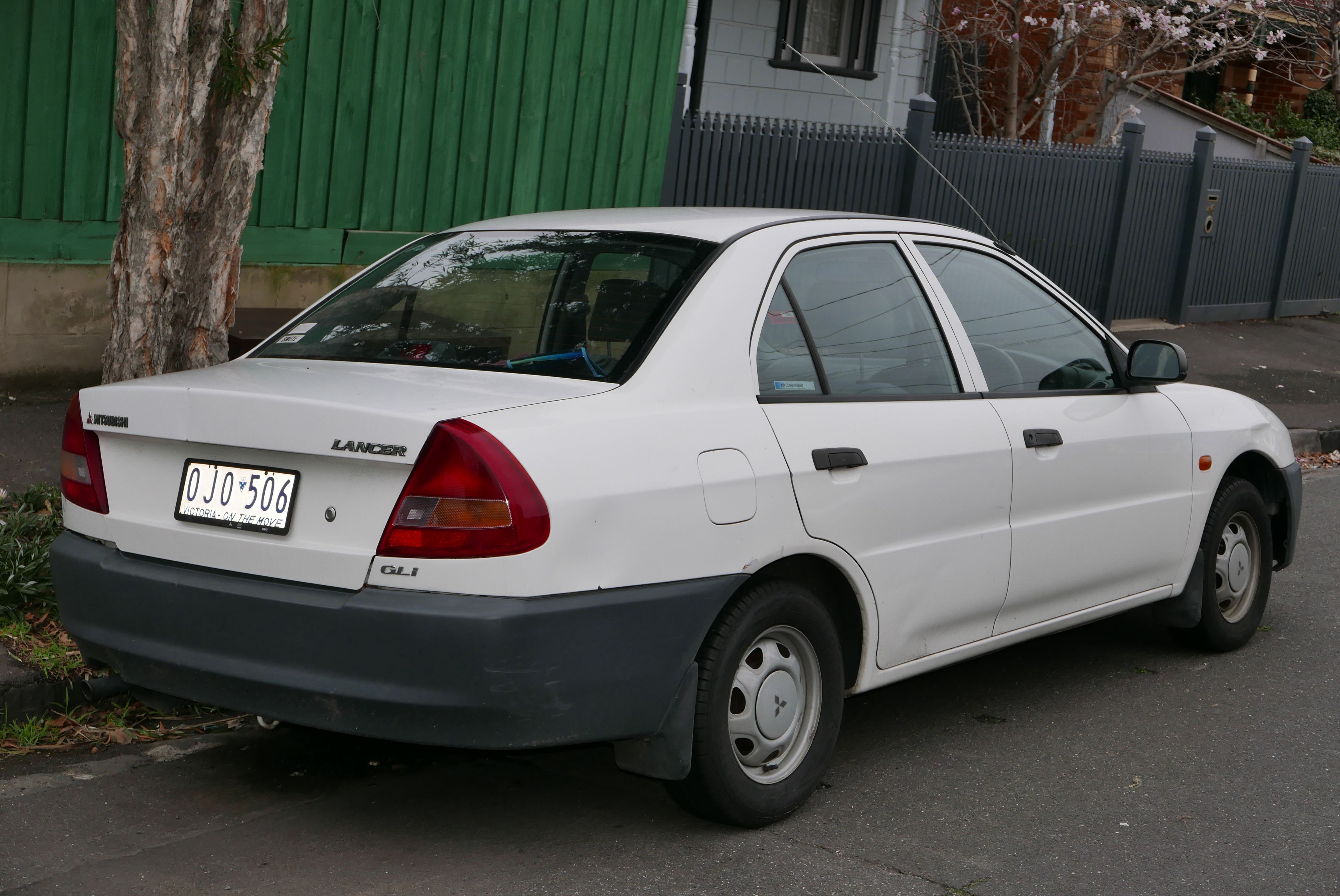
Pre-facelift Mitsubishi Lancer sedan (Australia)
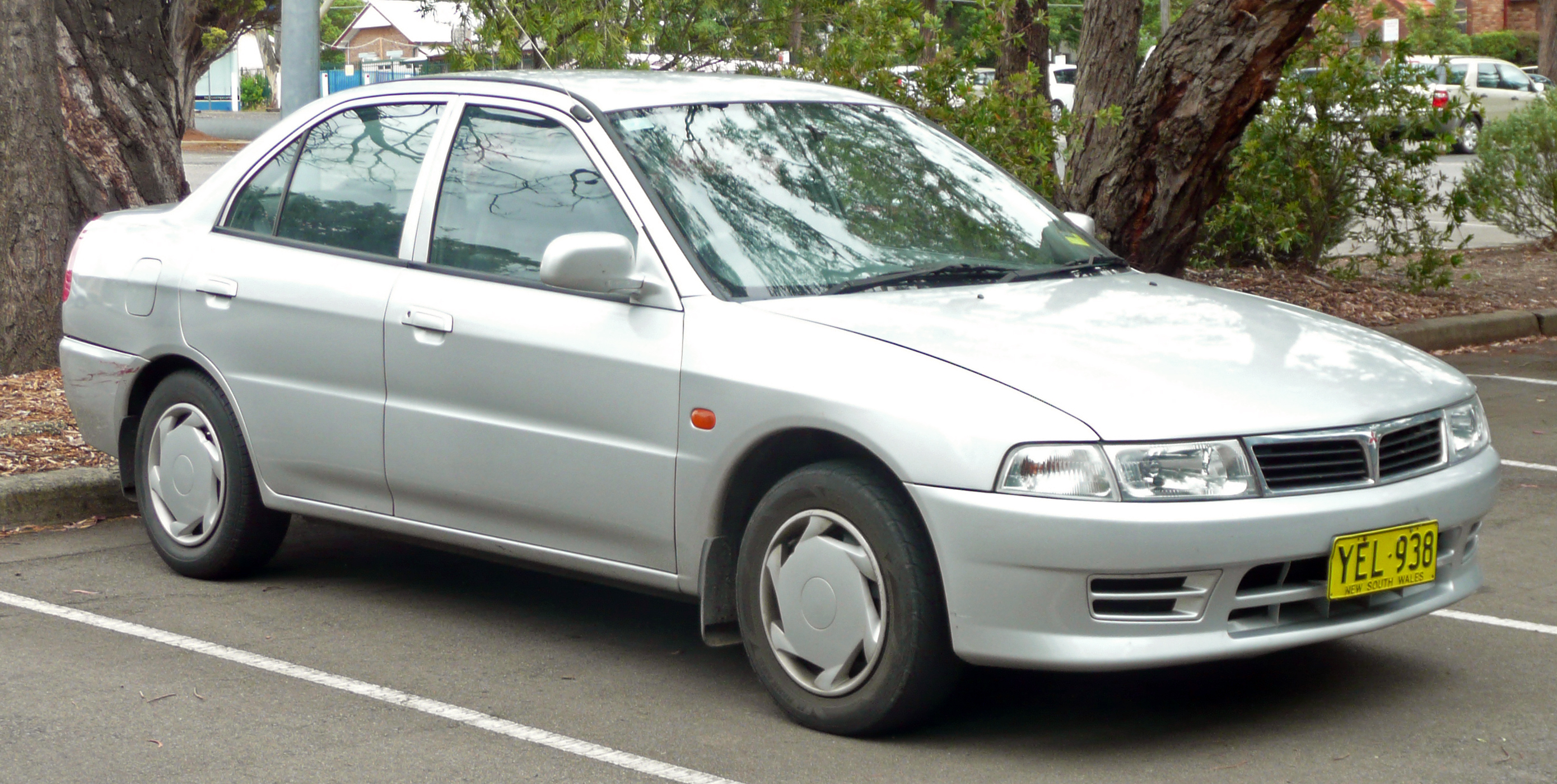
Facelift Mitsubishi Lancer GLXi sedan (Australia)
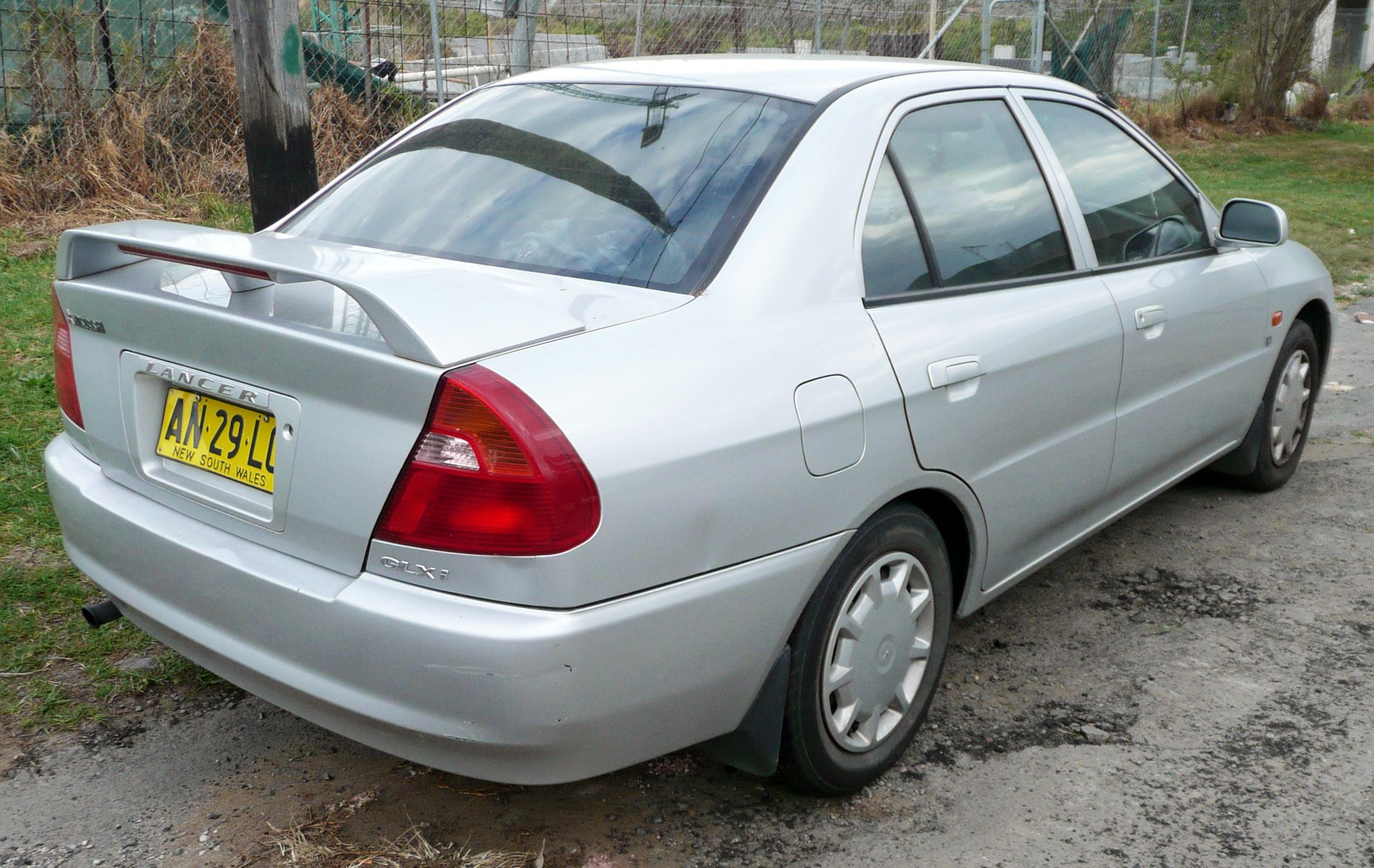
Facelift Mitsubishi Lancer sedan (Australia)

### Estados Unidos
En los Estados Unidos, la quinta generación del Mirage llegó para el año modelo 1997 y estuvo nuevamente disponible en versiones sedán y cupé. Los motores 1.5-4G15 y 1.8 litros de la iteración anterior regresaron en los acabados DE y LS, respectivamente. El año modelo 1998 trajo un motor de arranque y una batería más fuertes; 1999 introdujo un lavado de cara menor, una tela de asientos más sencilla; y para el cupé LS, indicadores de esfera blanca y un tacómetro con cualquiera de las transmisiones (antes era exclusivo de la manual). Para 2000, Mitsubishi agregó más equipamiento estándar, además de la estandarización del motor de 1.8 litros para el sedán DE; los frenos antibloqueo se eliminaron de la lista de opciones. Mitsubishi renombró el sedán DE como ES para el año modelo 2001. Los sedanes Mirage fueron reemplazados por el Lancer de próxima generación para 2002, aunque el cupé permaneció durante 2002 en América del Norte. La producción de los sedanes Mirage del año modelo 1999 se redujo considerablemente debido a la gran demanda del Eclipse; solo se produjeron 4.783 unidades del Mirage DE (Deluxe Edition) y se exportaron 3.829 sedanes Mirage para ese año modelo. En Puerto Rico, el Mirage se vendió como Mitsubishi Technica y Mirage Technica.

### Venezuela
Venezuela recibió esta serie en 1998 como Lancer, donde permaneció hasta 2001. Luego de esto, la siguiente generación del Lancer entró al mercado y la producción local del antiguo sedán se reanudó entre 2003 y 2010 bajo el nombre de Mitsubishi Signo. Las variantes del Signo comprenden el GLi básico de 1.3 litros y los acabados "Plus" y "Taxi" de 1.6 litros.

### Filipinas
En Filipinas, MMPC lo presentó en 1996 como el sedán Lancer. Inicialmente se ofreció en tres niveles: EL, GL y el GLXi de gama alta, que se ensamblan localmente en la planta de ensamblaje de MMPC en Cainta. Los niveles EL y GL están equipados con un motor carburado de 1.3 o 1.5 L, mientras que el GLXi está equipado con un motor de cuatro cilindros en línea de 1.6 L, todos ellos acoplados a una transmisión manual estándar de 5 velocidades o una transmisión automática de 4 velocidades (solo GL y GLXi).
En 1997, MMPC agregó las variantes Limited Saloon y cupé GSR de 2 puertas a la línea. Ambos niveles siguen equipados con el motor de cuatro cilindros en línea de 1.6 L con la opción de una transmisión manual estándar de 5 velocidades o una transmisión automática de 4 velocidades INVECS. El "Limited Saloon" contaba con una parrilla rediseñada, tapicería de cuero, altavoces JBL, embellecedor de luces traseras, asientos eléctricos ajustables (solo del lado del conductor), entrada sin llave, entre otras características.
En 1998, el Lancer de 2 puertas conocido como Lancer GSR recibió un lavado de cara. Incorporó barra de soporte, volante y asientos de cuero, bolsas de aire dobles y ABS. El Lancer GSR está propulsado por el mismo motor de cuatro cilindros de 1.6L que se encuentra en los niveles GLXi y Limited Saloon. Está acoplado a una transmisión automática INVECS de 4 velocidades.
En 1999, Mitsubishi agregó otro acabado, el "MX", para competir con el "Sentra Exalta" de Nissan y el "Corolla SE-G" de Toyota. El acabado MX está propulsado por un motor de cuatro cilindros en línea de 1.6L acoplado a una transmisión automática de 5 velocidades con modo de cambio manual respectivamente. Incorporó asientos de cuero, control de climatización automático y paneles de madera.
A mediados de 2000, Mitsubishi eliminó los modelos EL y GL en favor del modelo Lancer "1.6 GLS", que presentaba un frontal rediseñado y asientos de tela. Se lanzó en 2001.

### Producción india
Esta serie también entró en producción en la India en junio de 1998 como Lancer, ensamblado por Hindustan Motors. Las variantes del modelo disponibles eran sedanes LX con motor de gasolina de 1.5 litros o diésel de 2.0 litros y transmisión manual de cinco velocidades. La opción de gasolina produce 93 caballos de vapor (68 kW), mientras que el diésel solo ofrecía 68 caballos de vapor (50 kW).  En 2004, se añadió el motor de gasolina 4G93 de 1,8 litros y 122 caballos de vapor (90 kW), solo en combinación con una transmisión automática de cuatro velocidades, mientras que la potencia del 1,5 se redujo a 87 caballos de vapor (64 kW). Al Lancer se le unió el Lancer Cedia en 2006 y continuó vendiéndose junto con ese modelo hasta que se discontinuó en 2012. El Lancer junto con el Polo (6c) son los únicos coches vendidos hasta la fecha que han ganado los campeonatos de Constructores y Pilotos del WRC.

### Version china
Esta generación del Lancer entró en producción en el mercado chino como Soueast Lioncel en marzo de 2003 y fue producido por Soueast Motors hasta 2005. El precio del Lioncel osciló entre 84.000 yuanes y 159.800 yuanes (12.150 a 23.120 dólares estadounidenses) para el modelo del año 2004 y de 78.900 a 133.800 yuanes (11.415 a 19.360 dólares estadounidenses) para el modelo del año 2005. El Mitsubishi Lancer también fue producido por el fabricante con un estilo exterior ligeramente diferente en comparación con los mercados internacionales, con faros delanteros más grandes y luces traseras revisadas. Una versión modificada se conoció como Mitsubishi Lancer S-Design y se mostró en el Salón del Automóvil de Guangzhou en 2014. El motor estándar para el mercado chino del Lancer era el motor 4G18 de 1,6 litros emparejado con una caja de cambios manual de 5 velocidades para el Lancer Classic y Lioncel con una automática de 4 velocidades opcional disponible en el Lancer. Los niveles de equipamiento para el Lancer eran el 1.6 SEi (manual y automático), el 1.6 EXi (manual y automático) y el 1.6 EXi Sports (manual y automático) con precios que oscilaban entre 94.800 yuanes y 122.800 yuanes (15.020 a 19.460 dólares estadounidenses). El Lioncel también comparte estos niveles de equipamiento. La producción del Lancer comenzó en mayo de 2006 y finalizó en 2015.

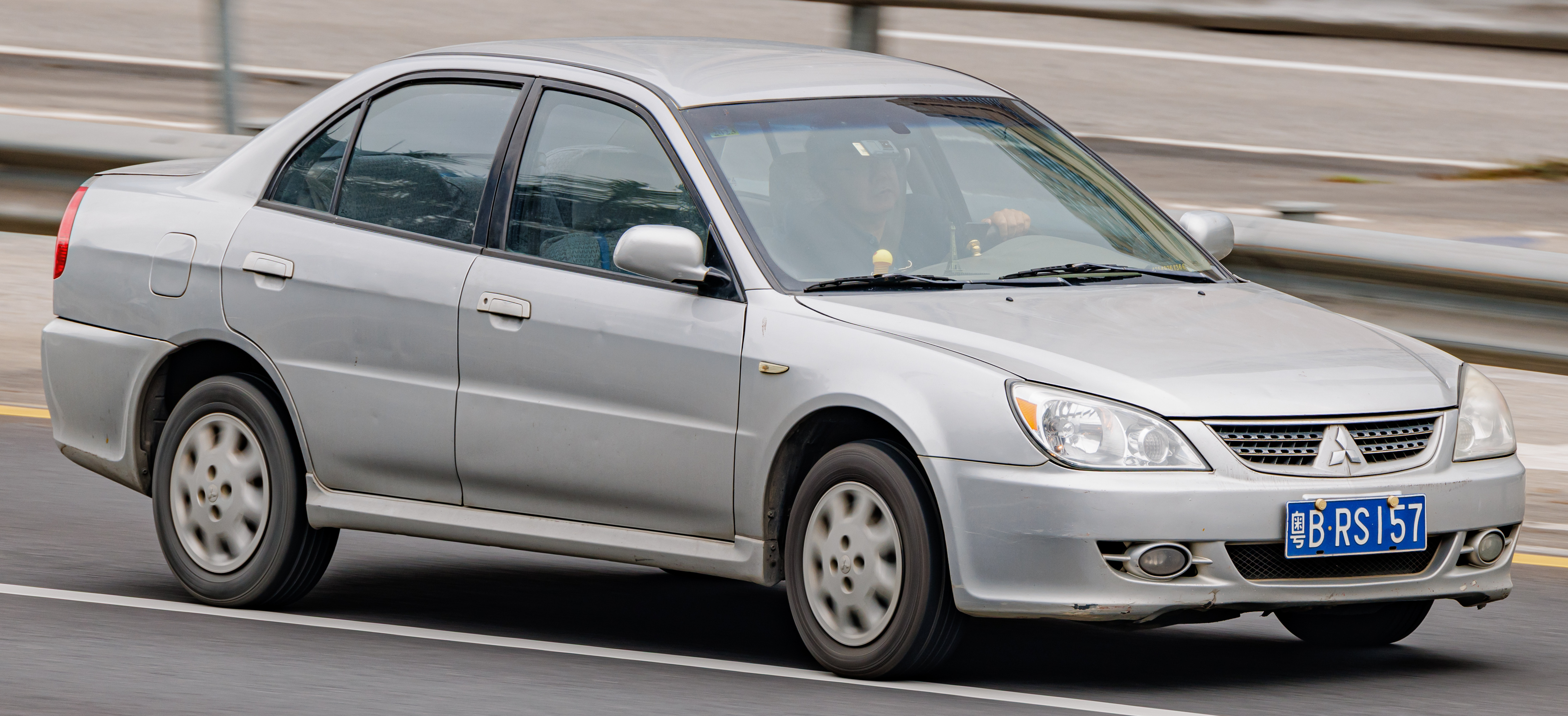
Mitsubishi Lancer (China; 2006–2012)
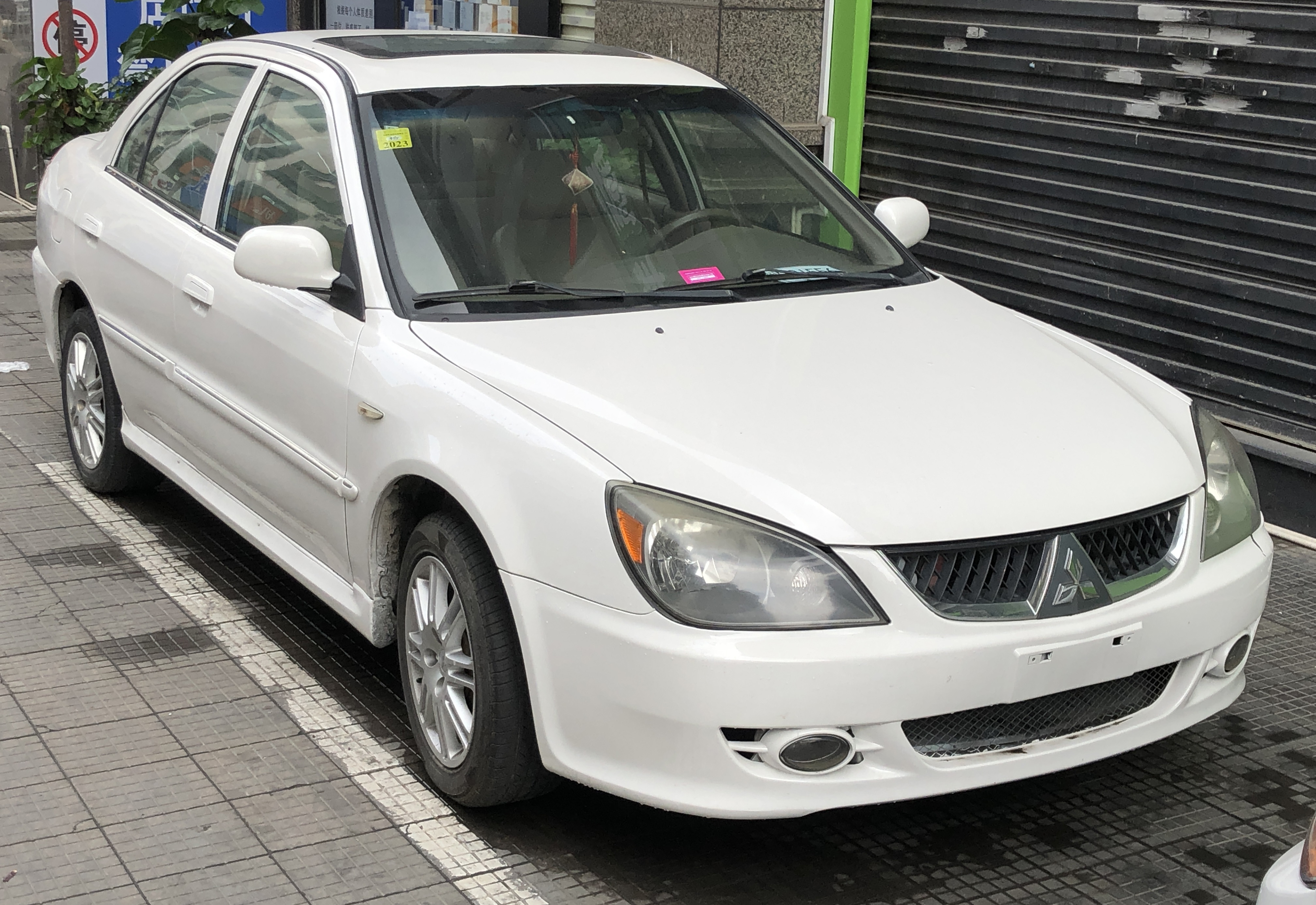
Mitsubishi Lancer Sport (China; 2006–2012)
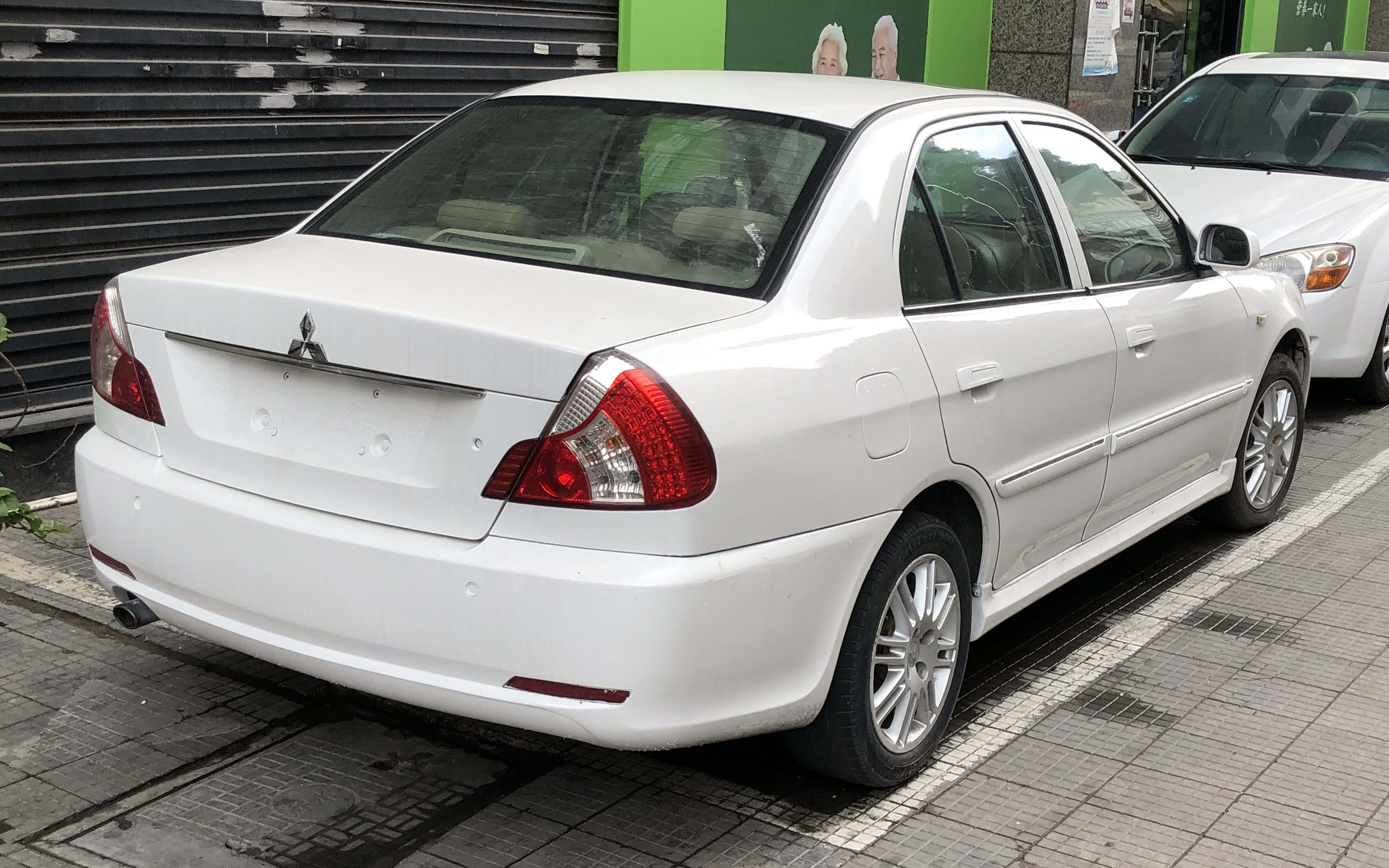
Mitsubishi Lancer Sport (China; 2006–2012)
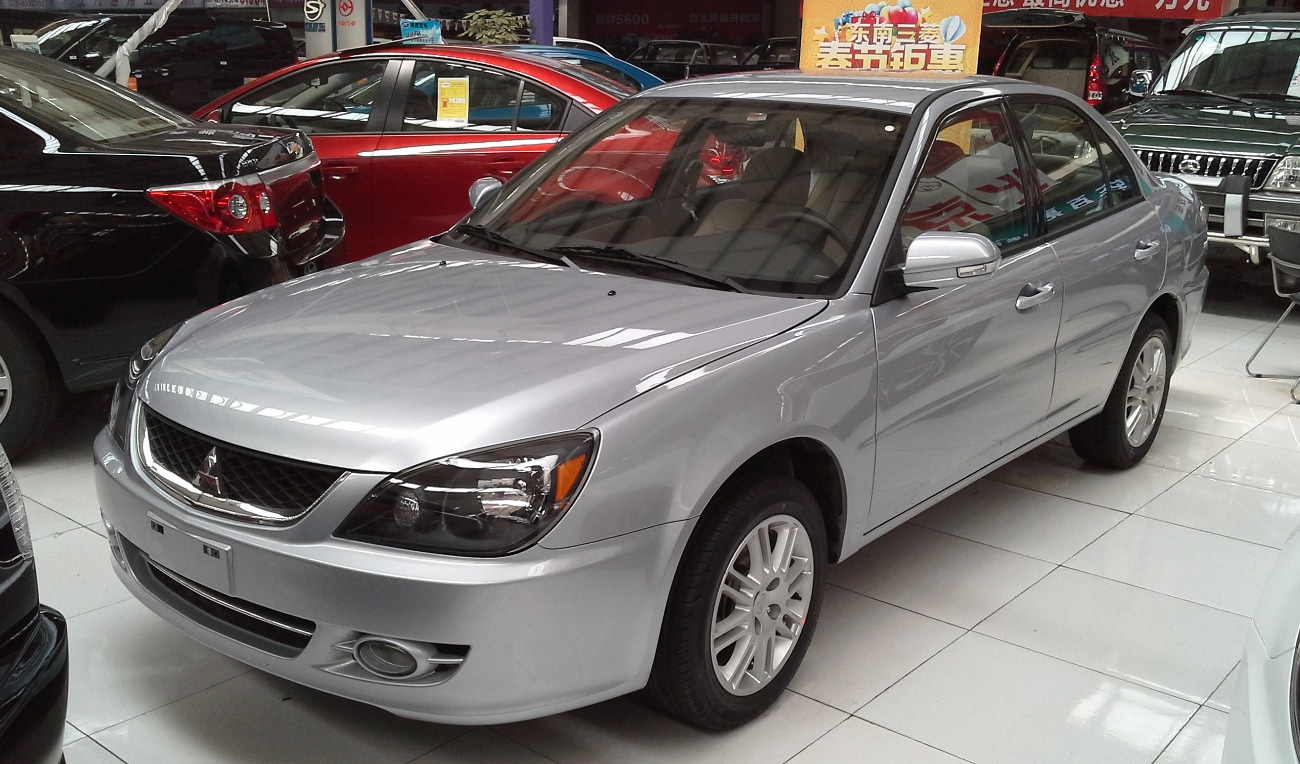
Mitsubishi Lancer (China; 2012–2015)
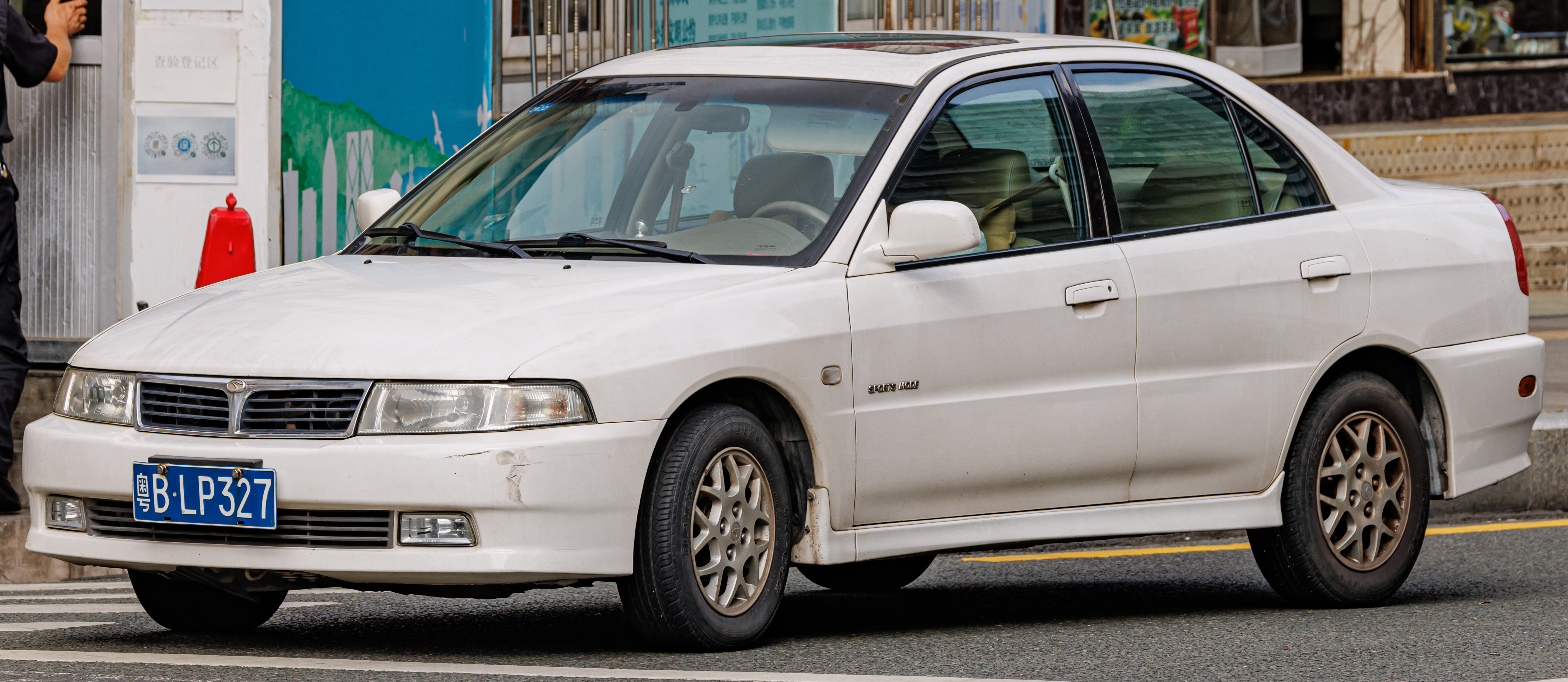
Soueast Lioncel (pre-facelift, China)
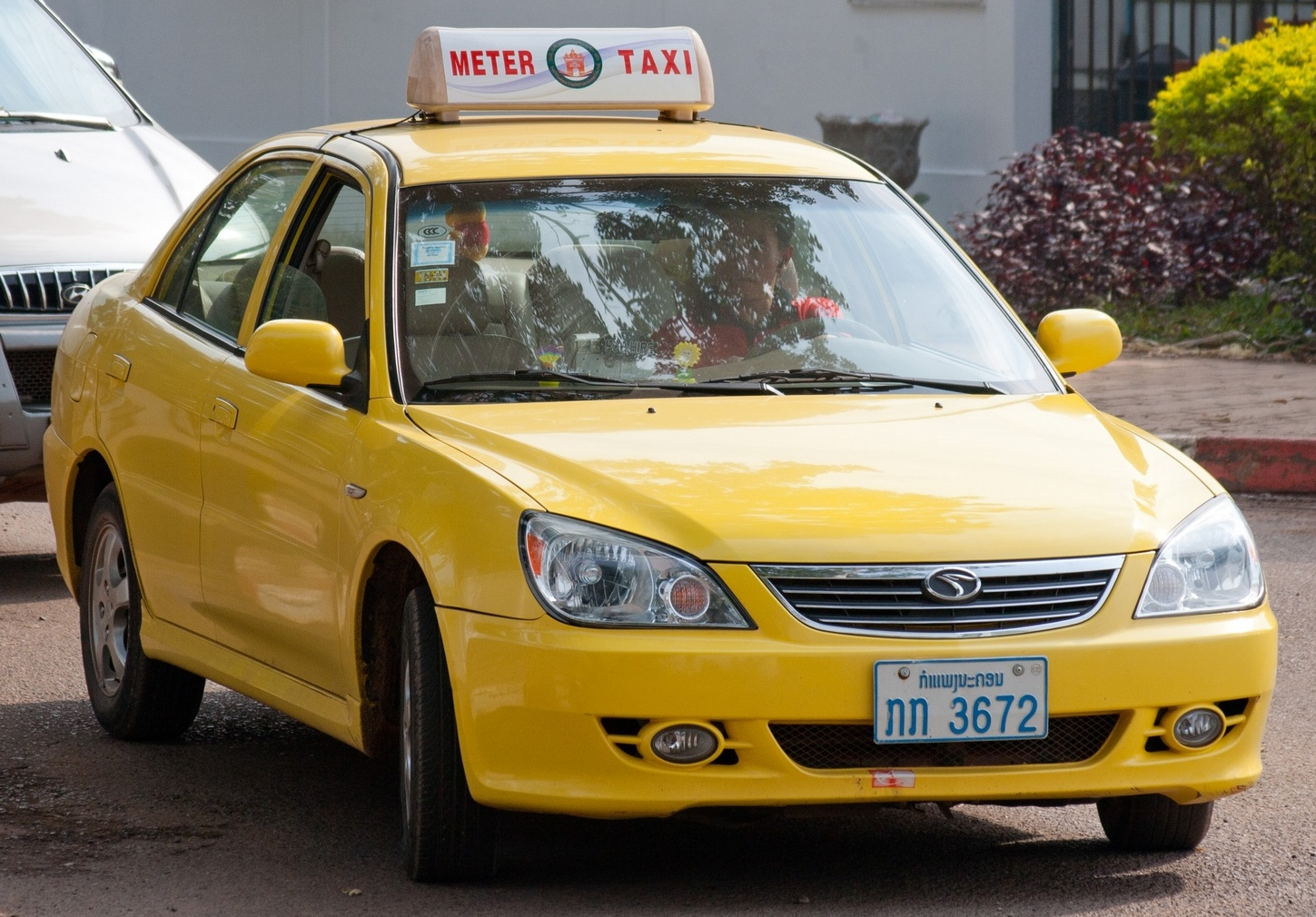
Soueast Lioncel (facelift, Laos)

Otra variante llamada Soueast Lingyue es una versión renovada del Lancer y sucesora del Lioncel y fue producida por Soueast Motors desde octubre de 2008 hasta diciembre de 2019. El Lingyue rediseñado se lanzó en agosto de 2010. El Soueast Lingyue funcionaba con un motor 4G15 de 1,5 litros solo para el año modelo 2008, y fue reemplazado por el motor 4A91 de 1,5 litros para los modelos 2009 en adelante. El Lingyue viene con una caja de cambios manual de 5 velocidades de serie y una opción CVT estuvo disponible desde 2010 hasta 2014.

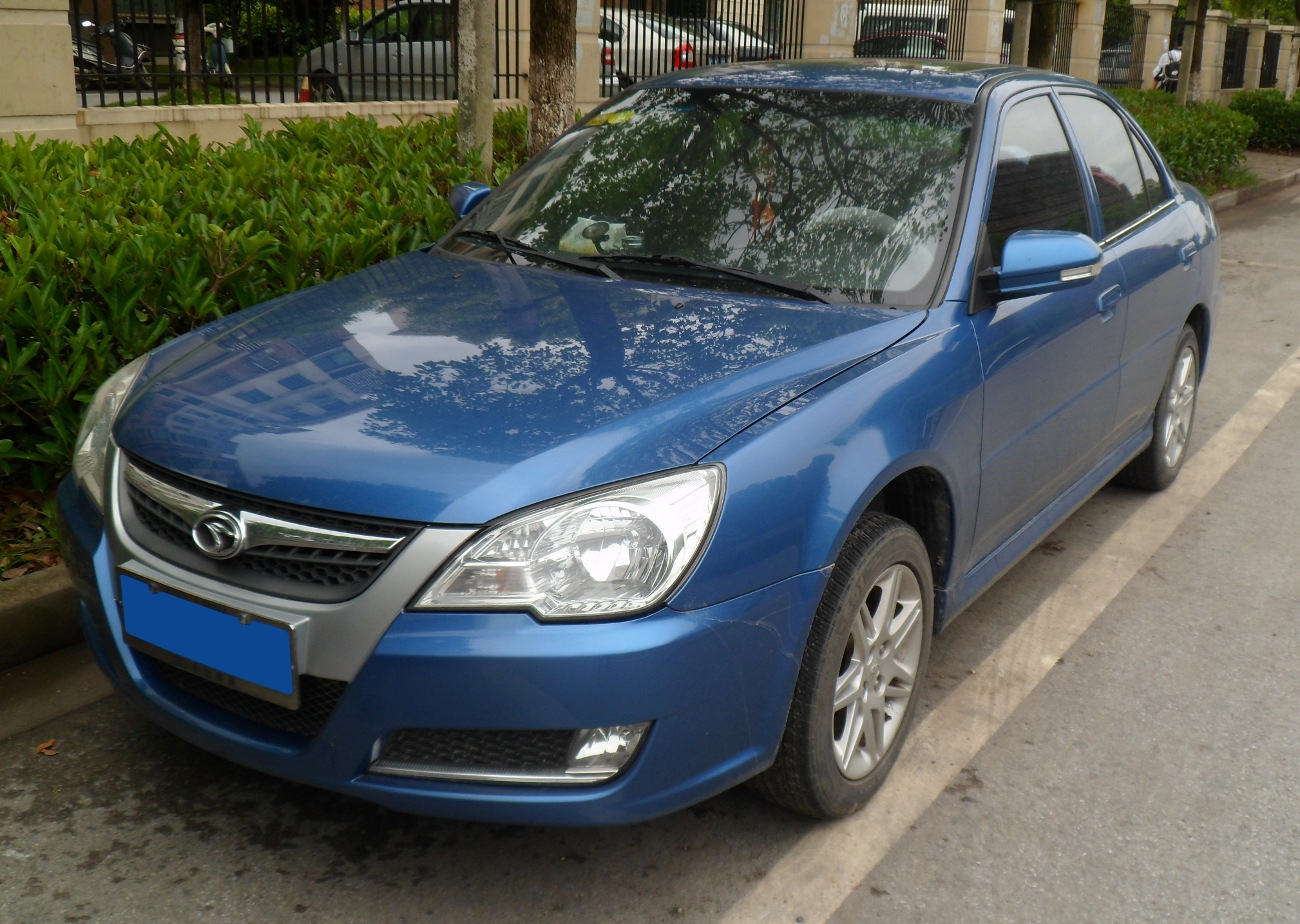
Soueast V3 Lingyue (vista frontal) (China; 2008–2009)
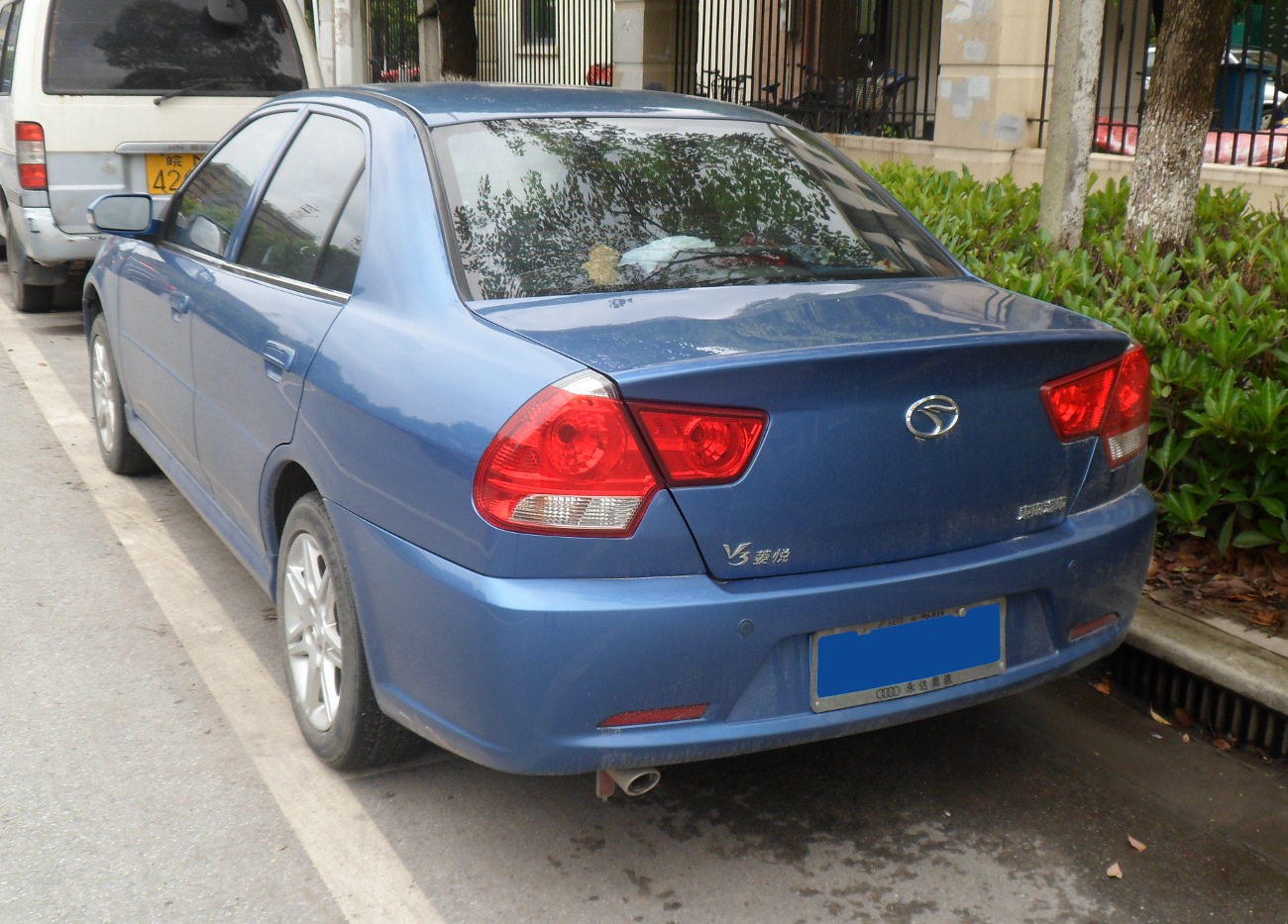
Soueast V3 Lingyue (vista trasera) (China; 2008–2009)
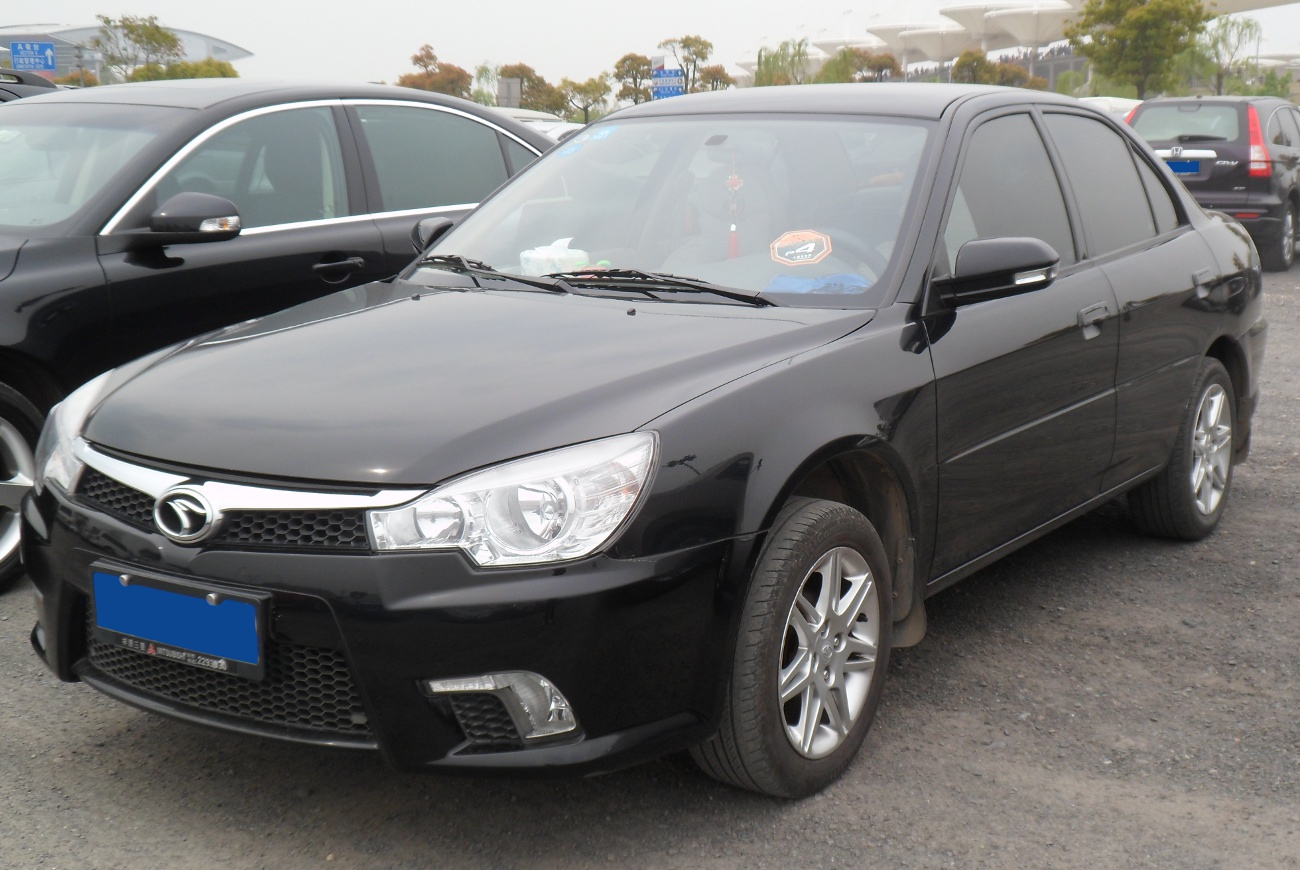
Soueast V3 Lingyue (vista frontal) (China; 2010–2011)
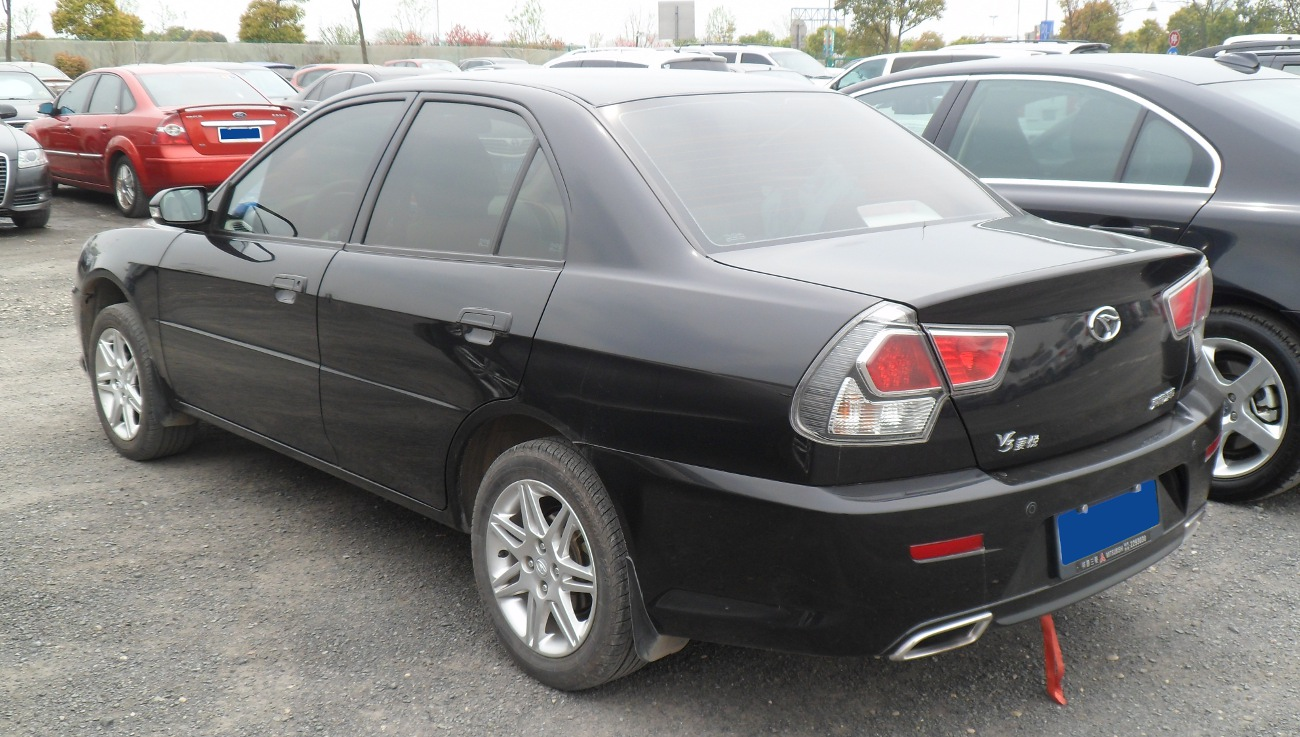
Soueast V3 Lingyue (vista trasera) (China; 2010–2011)
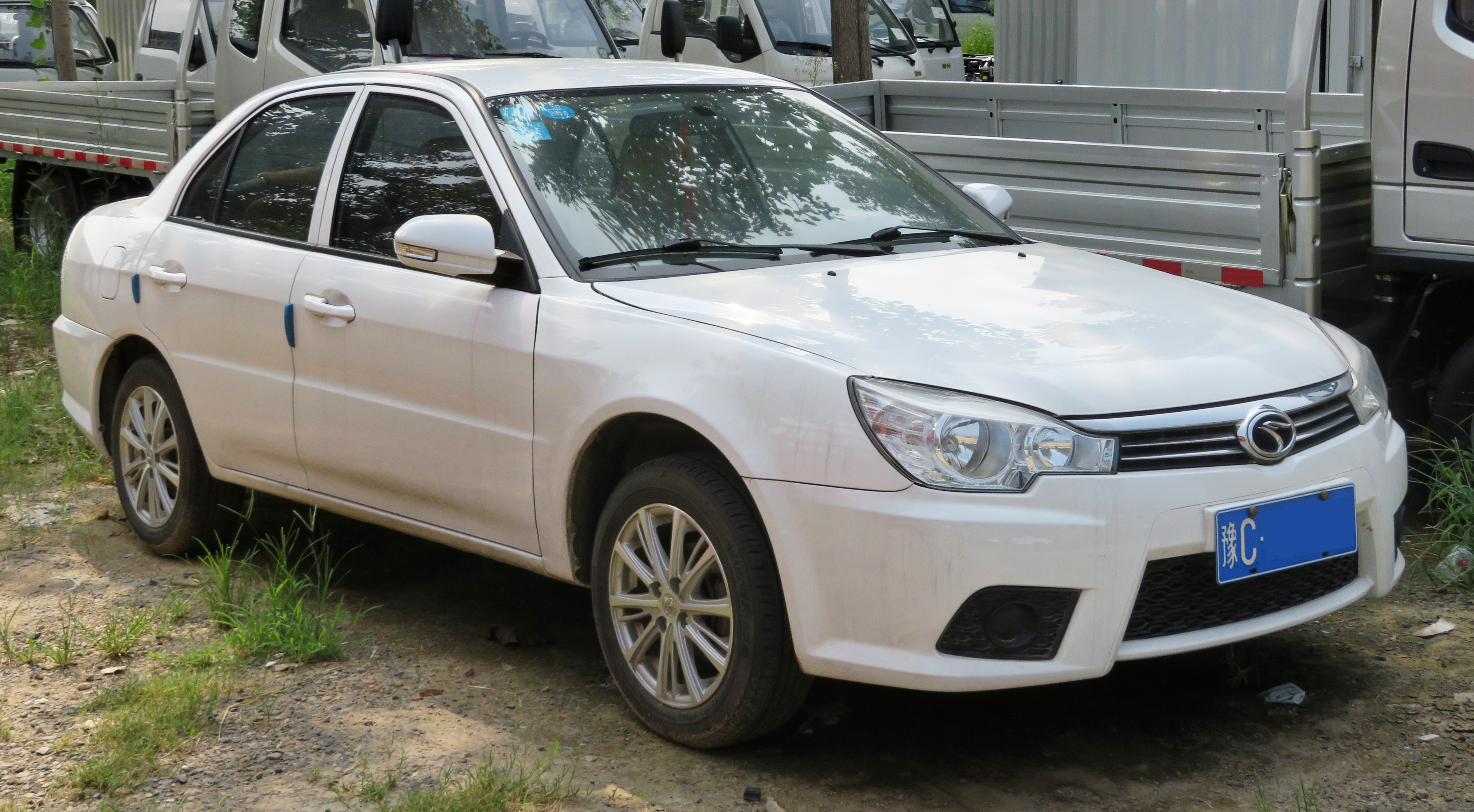
Soueast V3 Lingyue (vista frontal) (China; 2012–2013)
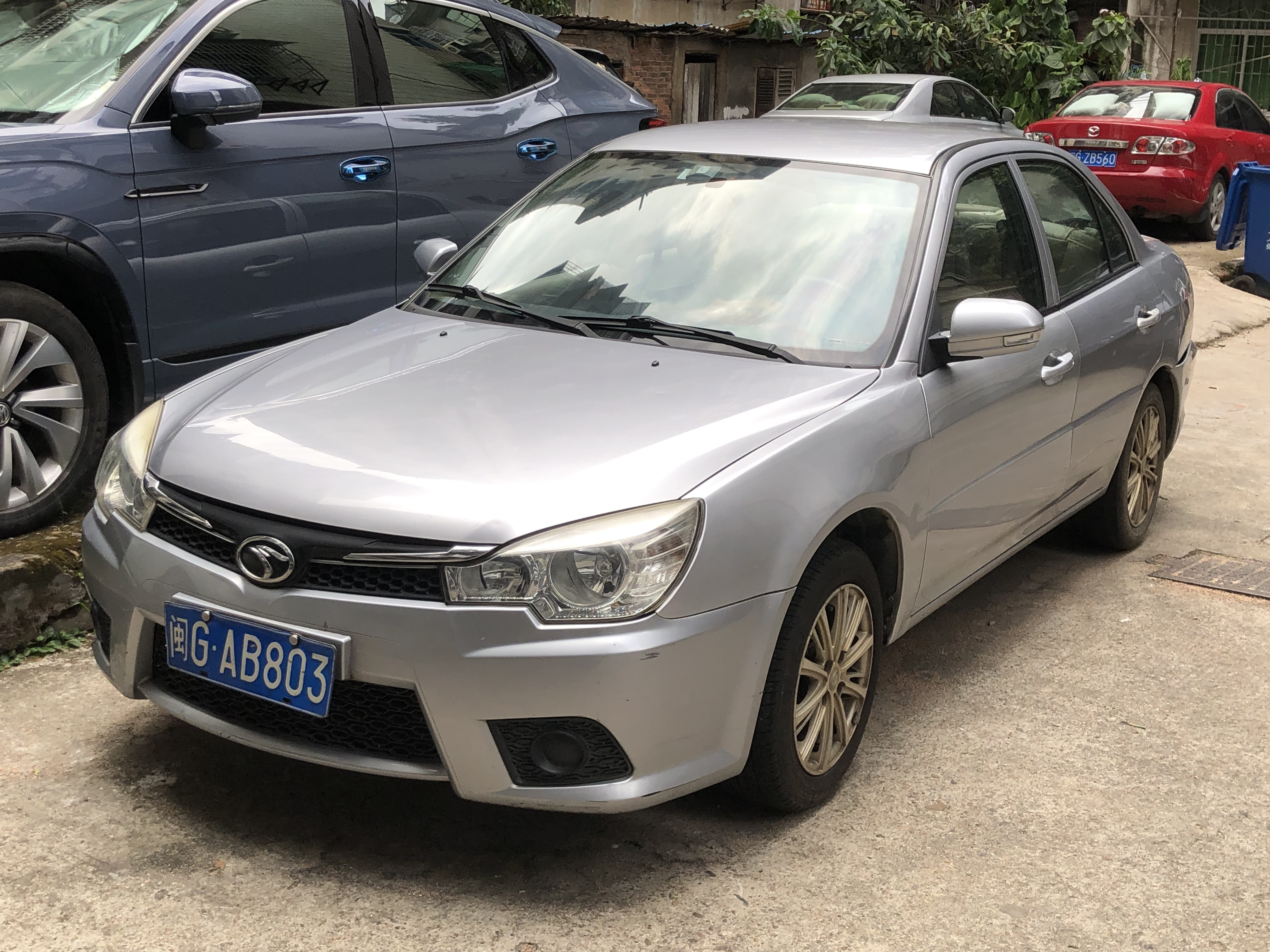
Soueast V3 Lingyue (vista frontal) (China; 2013–2014)
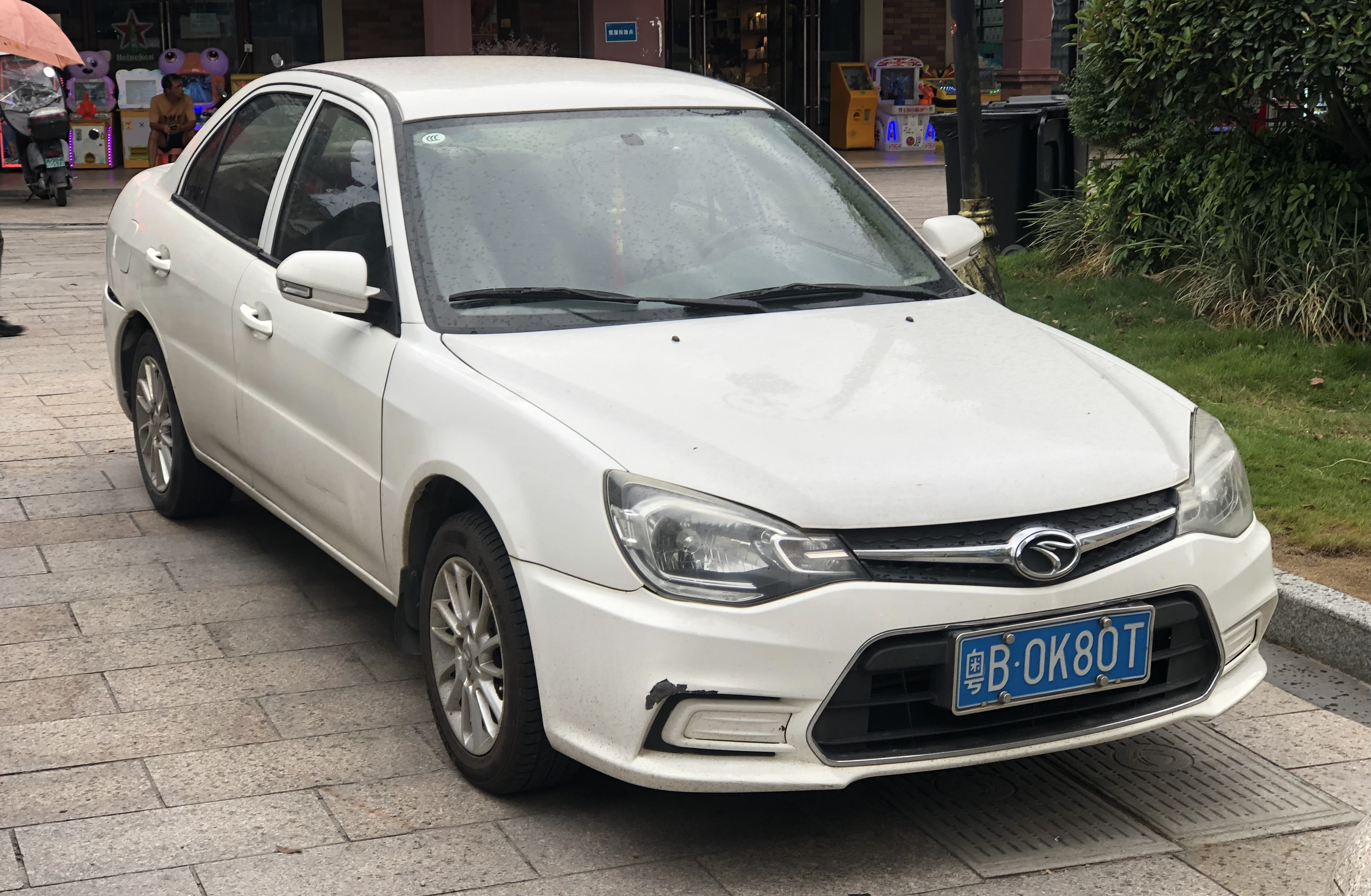
Soueast V3 Lingyue (vista frontal) (China; 2014–2019)

### Sucesor
Cuando Mitsubishi introdujo una nueva generación independiente del Lancer en 2000 (sin un Mirage correspondiente), el antiguo sedán basado en el Mirage se interrumpió en Japón, aunque la producción continuó para la exportación. La siguiente fase en la desaparición del Mirage fue el lanzamiento del Colt, un hatchback de cinco puertas, en 2002. El Colt reemplazó al hatchback Mirage, a pesar de que este último era un modelo de tres puertas. A diferencia de su predecesor, el Colt presentaba un diseño alto y vertical con un compartimiento del motor corto para maximizar las dimensiones interiores. Los motores del Colt comprendían un tres cilindros de 1,1 litros, además de cuatro cilindros en línea de gasolina de 1,3, 1,5 y 1,6 litros con una transmisión manual de cinco velocidades estándar y una transmisión variable continua opcional (automática).
Las ventas en los mercados de exportación no se produjeron hasta 2004, y la producción en Japón ya no era la fuente principal. Los modelos europeos se fabricaron en Born, Países Bajos, y desde 2004 se fabricó exclusivamente en esta fábrica una carrocería de tres puertas. También en 2004 se lanzó el Colt Plus, una versión más larga del cinco puertas estándar con mayor capacidad para el equipaje. Luego, en 2006, la gama se amplió aún más con el lanzamiento del Colt CZC, un descapotable con techo rígido retráctil. Los descapotables Colt se fabricaron únicamente en las instalaciones de los Países Bajos, y el ensamblaje final lo llevó a cabo Pininfarina en Turín, Italia.

La fabricación del Colt finalizó en 2012, y el modelo sucesor volvió a llevar el nombre Mirage a nivel internacional. A diferencia de la costosa arquitectura del Colt, compartida con el Smart Forfour, el énfasis en el Mirage es el precio bajo para aumentar la presencia de Mitsubishi en los mercados emergentes.

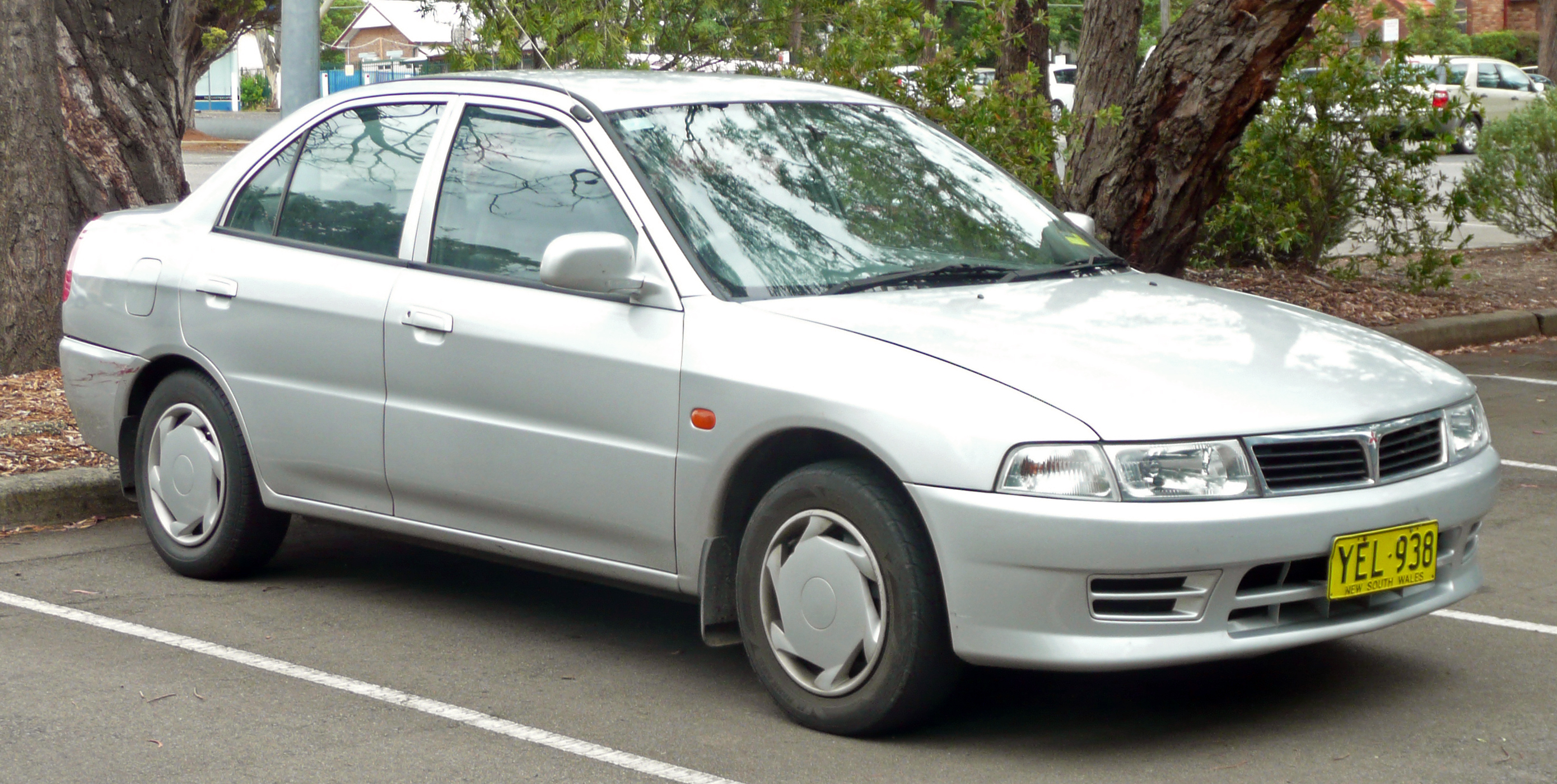
2002 Mitsubishi Lancer GLX

## Sexta generación (rediseño de la quinta generación) (2002-2004)
La sexta generación sufrió cambios importantes en el diseño, que lo llevaban a ser parecido al Lancer Evolution, por lo que Mitsubishi decidió avanzar a la séptima generación donde cambiarían los faros delanteros y colocarían la matrícula trasera debajo de la cajuela, evitando tanta similitud con esta generación. No obstante, los interiores, puertas, motorización, transmisión, tren delantero, trasero y repuestos, eran los mismos.
Al igual que la séptima generación, tenía diferentes variantes, siendo las más conocidas la Touring de 2.0 litros y transmisión manual o automática secuencial y una versión GLX que equipaba un cuatro en línea 4G18 de 1.6 litros con transmisión variable continua (CVT).[cita requerida]

## Séptima generación (2004-2007)
En mayo de 2000 se lanzó en Japón el Lancer Cedia (que significa Century Diamond), aunque en la mayoría de los mercados el Lancer anterior, basado en el Mirage de 1995, siguió en producción durante un tiempo más en la planta de Mitsubishi en Mizushima, Japón. El nuevo modelo estaba disponible en versiones sedán y familiar. En Europa, el Lancer no se ofrecía en algunos países, ya que era demasiado parecido al tamaño del Mitsubishi Carisma, fabricado en Holanda, por lo que el modelo Evolution VII que se vendió allí llevaba el nombre de Carisma. Esta serie de Lancer se siguió vendiendo en Japón durante tres años junto con el Lancer de la generación 2007 en adelante, vendido allí como "Galant Fortis".

En febrero de 2003, para el año modelo 2004, apareció un Lancer muy rediseñado con un diseño frontal que lo ponía en línea con el aspecto corporativo de Mitsubishi, así como una parte trasera rediseñada, para diferenciarse aún más del Lancer Evolution. La parrilla del coche fue rediseñada nuevamente en 2005 para el año modelo 2006.

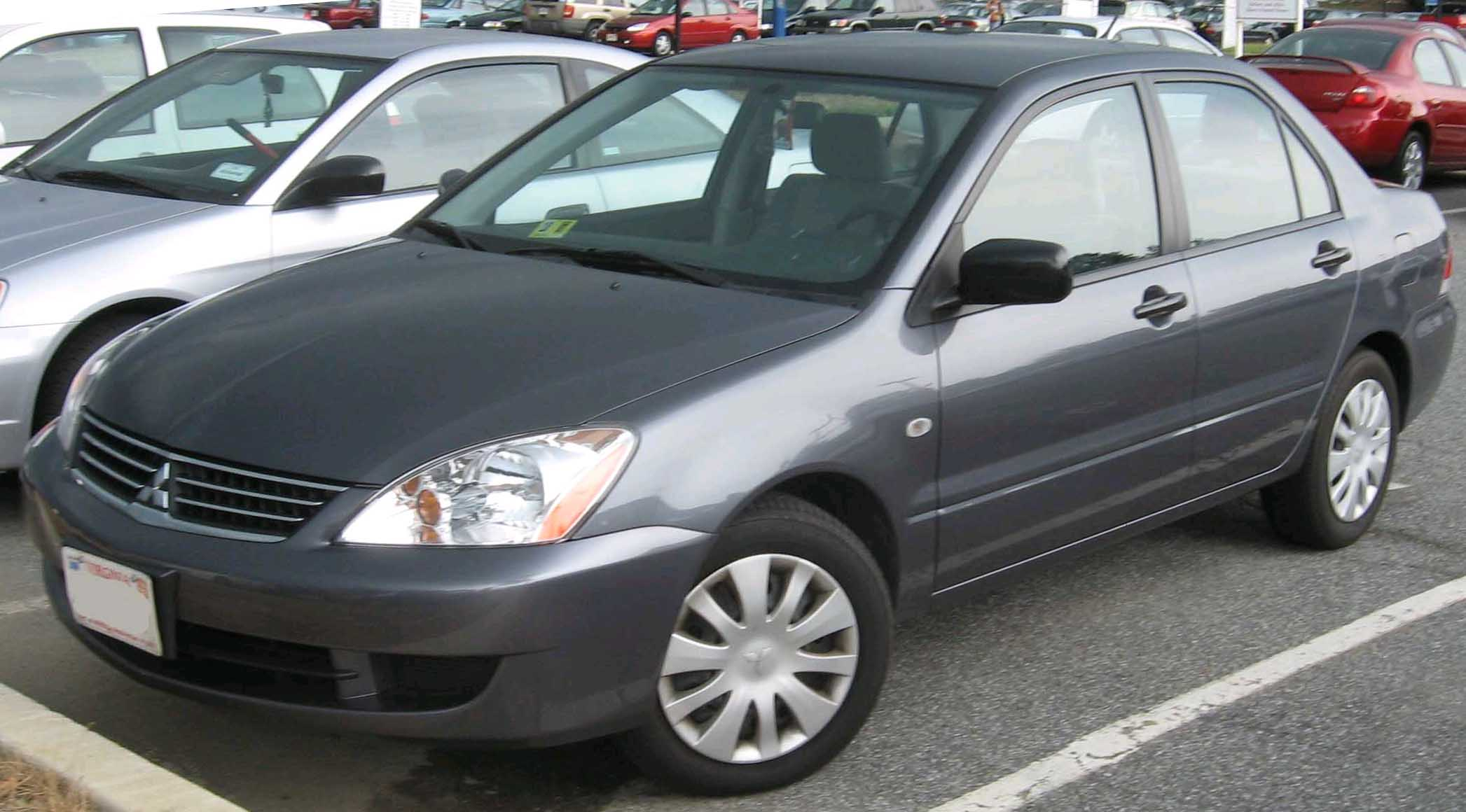
2006 Mitsubishi Lancer ES (especificación norteamericana)

La séptima generación existe únicamente con las carrocerías sedán y familiar. En el 2004 se le hicieron modificaciones notables en la carrocería en la parte frontal y trasera; en el 2006 se modificó levemente la parrilla y bumper frontal incluyendo un sunroof para todo Estados Unidos mientras el 2004/2005 hay algunos sin el quemacocos. Los motores son un 1.3 litros, un 1.6 litros, un 1.8 litros, un 2.0 litros, este último existe una versión llamada OZ Rally, en los años 2002 y 2003. Del 2004 al 2006 también trajo 2.4, siendo este un vehículo de apariencia deportiva, con spoiler, paquete de carrocería, header y suspensión de fábrica Ralliart en los años posteriores, la cual posee 162 CV (119 kilovatios) y dentro de su categoría era una de las mejores, si no es, la mejor máquina de su tiempo. Luego del Ralliart, le sigue la gama Evolution(EVO) de 280 CV (206 kilovatios) de potencia. Los Evolution VII, VIII y IX corresponden con la séptima generación del Lancer.
En el año 2003, se produce la entrada de esta marca automovilística a México, dada la reputación de sus autos, algunos en Rallies y algunos importados de Estados Unidos y Guatemala y el acuerdo que se tenía con la hoy extinta DaimlerChrysler AG, permitieron a esta marca entrar por primera vez al mercado mexicano para así ganar una aceptación considerable, ya que muchos fanáticos de la marca están en este país.

#### Asia
En Japón, el Lancer Cedia se ofrecía con muchos niveles de equipamiento y motores diferentes, incluidas algunas opciones que nunca se exportaron, como una variante de carga de la camioneta, que fue reemplazada por un Nissan AD rebautizado. También fue uno de los primeros modelos en utilizar la transmisión CVT INVECS-III. También hubo una versión Ralliart del Sportswagon que estaba propulsada por un motor GDI turboalimentado de 1.8 litros. Hasta 2010, todavía se vendió junto con la novena generación, conocida en Japón como Galant Fortis.

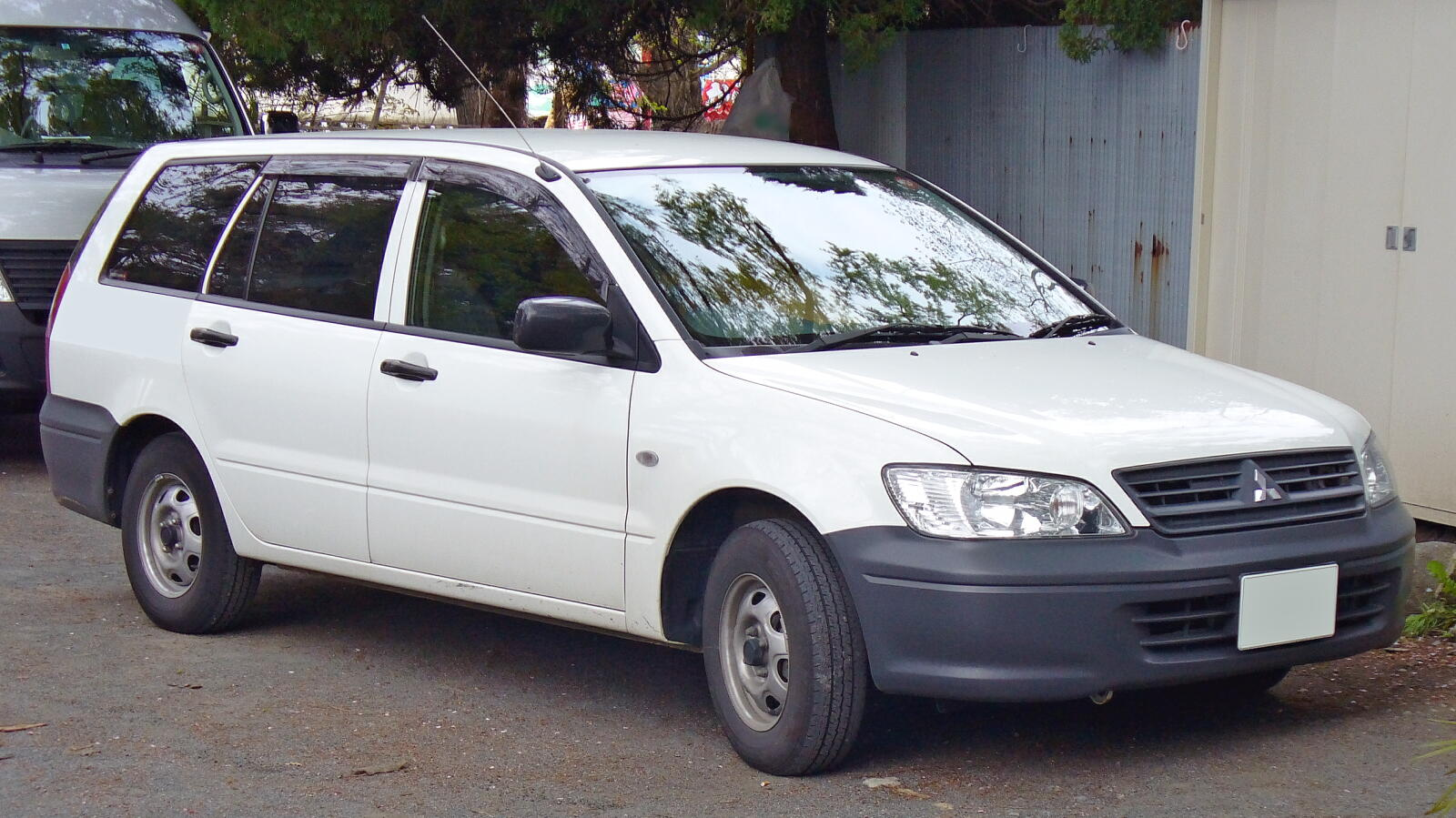
Lancer Cargo (facelift, Japón)
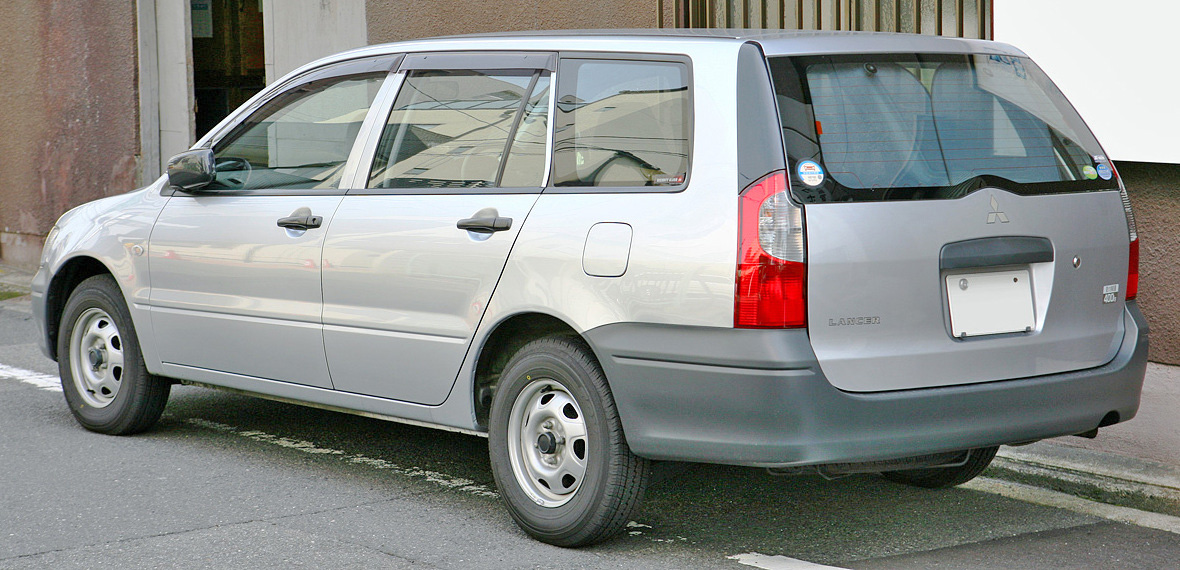
Lancer Cargo (facelift, Japón)

En Taiwán, el Mitsubishi Lancer fue producido y comercializado por China Motor Corporation, y el automóvil fue ligeramente rediseñado al principio con parrillas delanteras más grandes, molduras cromadas adicionales y la placa de matrícula trasera ubicada en la tapa del maletero en lugar del parachoques trasero. Más tarde, después de la versión renovada vendida internacionalmente, las luces delanteras fueron rediseñadas y remodeladas para que sean triangulares, mientras que las luces traseras se extendieron hasta la tapa del maletero, lo que es diferente de la versión vendida en otras partes del mundo. En 2005 se agregó un lavado de cara adicional con luces de posición blancas en la parte delantera que reemplazaron las ámbar y luces traseras rediseñadas.

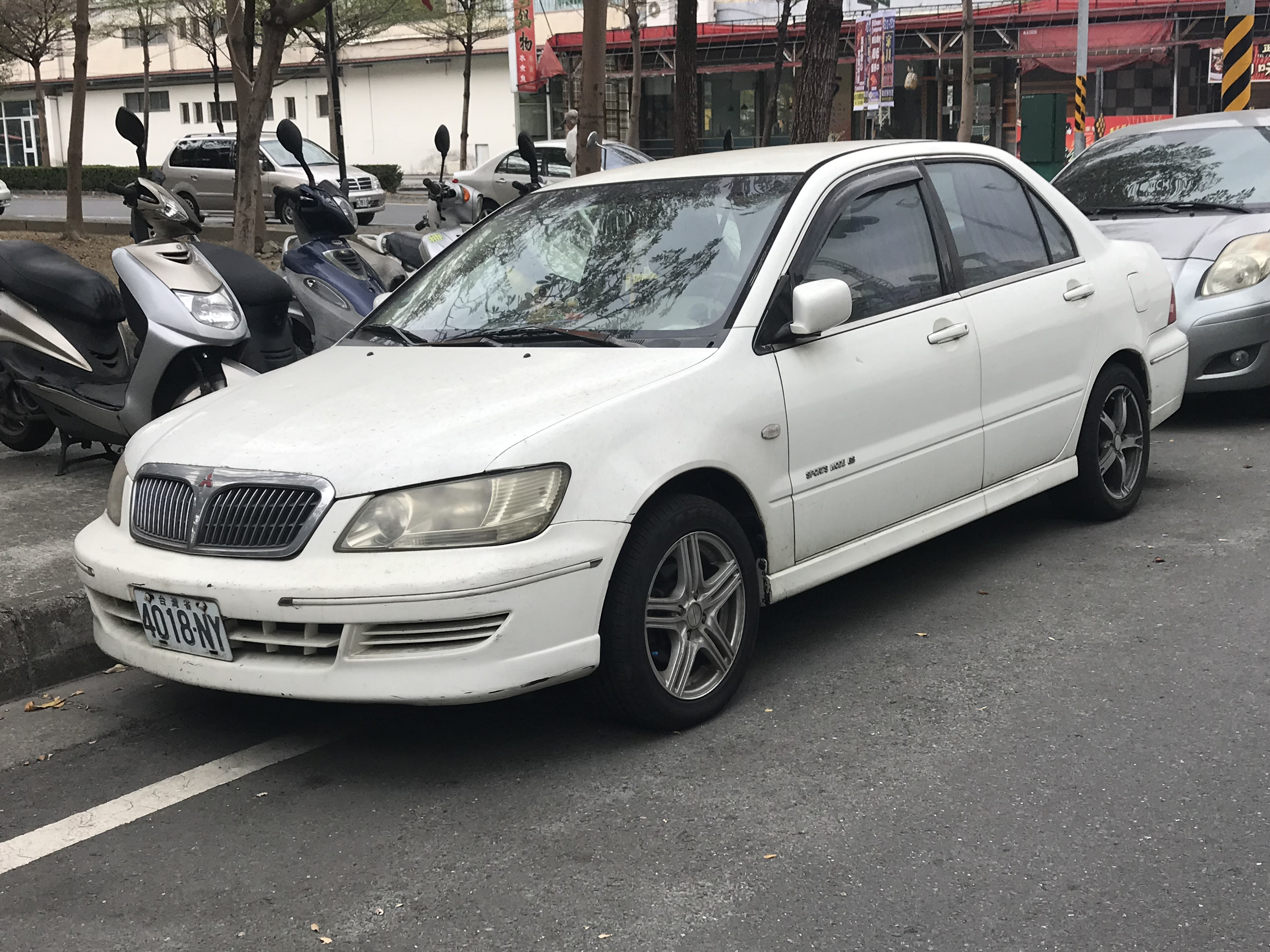
Vista delantera del sedán (antes del rediseño; especificación taiwanesa)
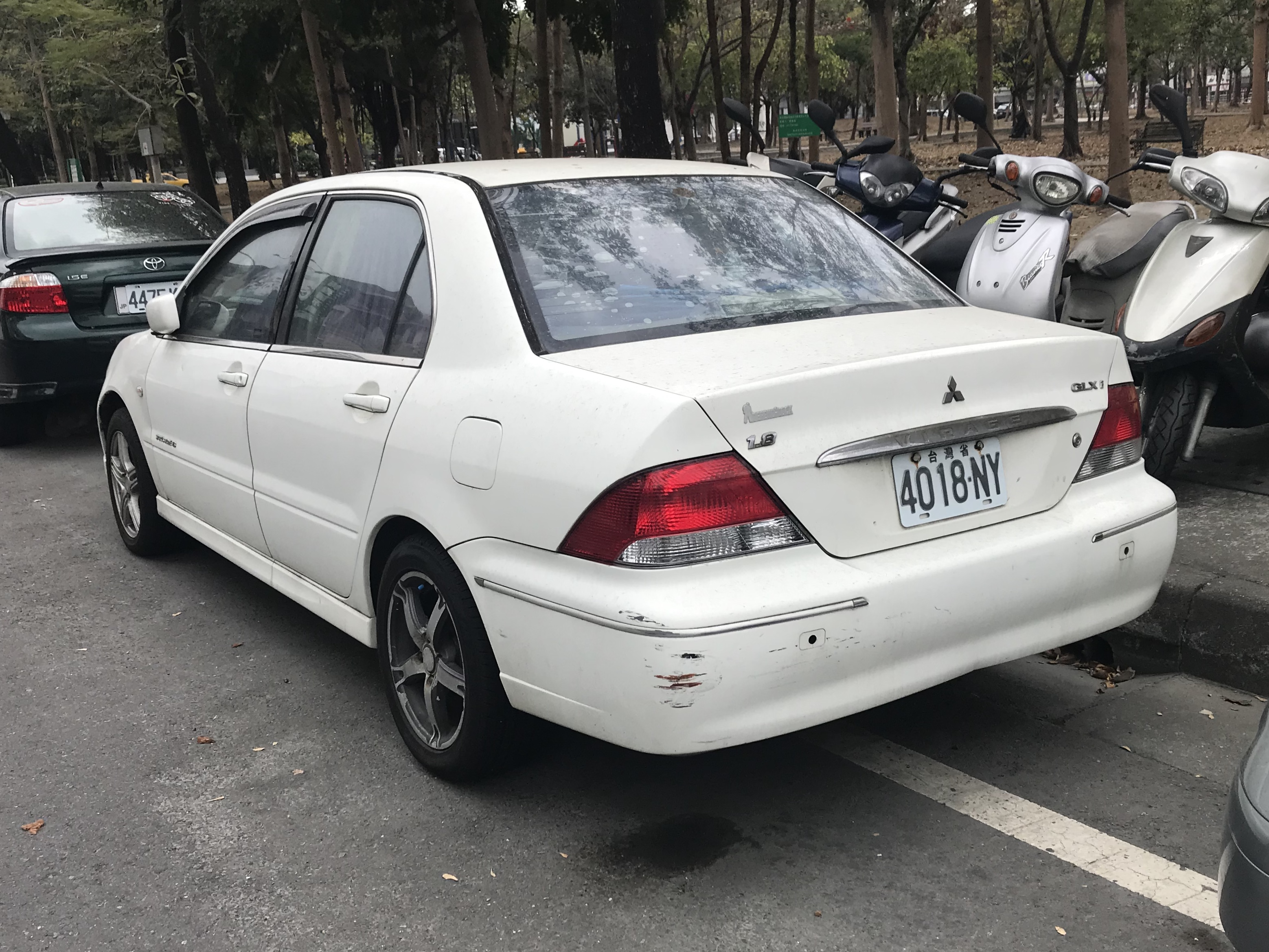
Vista trasera del sedán (antes del rediseño; especificación taiwanesa)
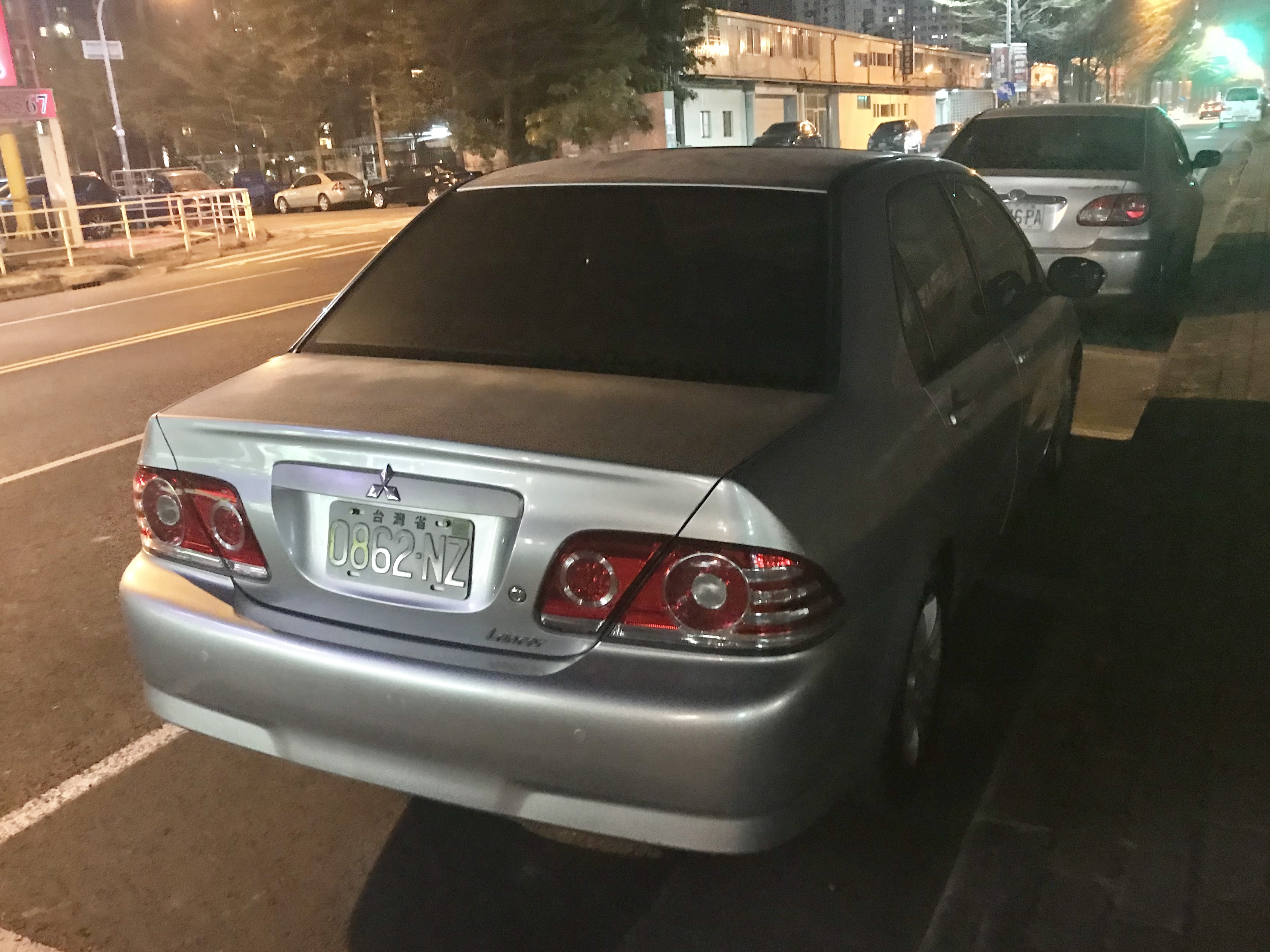
Vista trasera del sedán (después del rediseño; especificación taiwanesa)

En Indonesia, el Lancer estaba disponible en versiones GLXi y SEi. Se ensamblaba localmente y se vendió desde 2002 hasta 2012.
En Malasia, el Lancer se puso a disposición después de que Mitsubishi vendiera todas sus acciones en el fabricante de automóviles malasio Proton, lo que marcó el regreso de Mitsubishi al mercado malasio después de estar ausente desde 1985 debido al acuerdo con Proton. El Lancer vendido en Malasia estaba propulsado por el motor 4G18 que también impulsaba el primer modelo Proton Waja de 1.6 litros.
En Filipinas, el Lancer Cedia se lanzó originalmente en 2003, procedente de la planta de Mitsubishi en Tailandia hasta 2008, con los modelos 2008 a 2012 ensamblados en la planta de producción de Mitsubishi en Cainta, Rizal. Inicialmente se ofreció con 3 niveles de equipamiento; GLX, GLS y MX. Tanto el GLX como el GLS estaban equipados con un motor SOHC 4G18 de 1,6 litros con 110 CV (81 kW). El MX estaba equipado con un motor SOHC 4G93 de 1,8 litros. Las opciones de transmisión eran una manual de 5 velocidades (GLX y GLS) o INVECS-III CVT (GLS y MX). El Lancer renovado se introdujo entre 2005 y 2007 con los mismos 3 niveles de equipamiento. Durante 2007, Mitsubishi Filipinas también comercializó los acabados GT y GSR. Ambos estaban equipados con un motor 4G63 de 2,0 litros, acoplado a una transmisión INVECS-II de 4 velocidades. Las únicas diferencias entre ese GT recibieron asientos semi-butaca y un volante Momo, mientras que el GSR tenía asientos de cuero y solo venía en Glaire Beige (champán). Al mismo tiempo, se añadió el acabado inferior GL a la gama. Inicialmente se ofreció con una transmisión manual y un motor de 1,6 litros. En 2008, también recibió el tercer lavado de cara; presentando parrilla delantera, parachoques delantero, diseño de llantas de aleación de 7 radios, luces traseras revisadas y faros ahumados negros. Solo se ofreció en 2 niveles de equipamiento; el GLX con transmisión manual y el GLS con transmisión INVECS-III CVT y ambos estaban equipados con motores 4G18 de 1.6 litros.
En Pakistán, esta variante se lanzó en 2005 con cambios estéticos en la parte delantera y trasera. La producción tailandesa se cambió al nuevo modelo, y en todos los mercados excepto en India, el modelo anterior ya no se comercializó, cuatro años después de la introducción del Cedia. En India, se presentó por primera vez en la Auto Expo 2006 en Nueva Delhi como Lancer Cedia, complementando al Lancer de menor precio.  Todas las variantes del Lancer fueron construidas por el socio indio de Mitsubishi, Hindustan Motors. A partir de 2009, se vendió solo con el nombre Cedia, disponible como Cedia Select y Cedia Sports.  Para cumplir con las regulaciones de emisiones y dar cabida a gasolina de menor calidad, utilizó una versión ligeramente desafinada del SOHC 16 válvulas 4G94 que se encuentra en el Lancer, con a 5250 rpm y a 4250 rpm. El Cedia, un automóvil bastante caro para las condiciones de la India, se suspendió sin un sucesor directo en junio de 2013, ya que Mitsubishi India decidió centrarse en los SUV. Se informó que la producción había terminado en noviembre de 2012.

### Australia
En Australia, esta serie de Lancer se introdujo como serie CG en julio de 2002 con el motor 4G94 de 2.0 litros. El lavado de cara de 2003, denominado serie CH, introdujo un VR-X muy actualizado, que incluía nuevas llantas de aleación de 16", suspensión más rígida, kit de diseño de carrocería y palanca de cambios prestada del Lancer Evolution. En 2004, se introdujo el nuevo Lancer familiar como reemplazo directo de su envejecido predecesor de alrededor de 1992.
En agosto de 2005, todos los Lancer se actualizaron al motor 4G69 de 2,4 litros, que produce 115 kW (154 hp) y 220 N⋅m (162 lb⋅ft) de torque. El motor actualizado también vio un cambio en los niveles de equipamiento y un equipamiento mejorado: los modelos ES y LS ahora presentaban un interior negro de aspecto más lujoso, mientras que el VR-X ganó una nueva parrilla negra para parecerse más al Lancer Evolution IX. Los niveles de equipamiento de todos los modelos también se actualizaron, y el LS y el VR-X obtuvieron control de clima y un sistema de audio premium proveniente del lujoso Mitsubishi Verada. El modelo Exceed se discontinuó y todos los modelos actualizados ahora usaban parachoques traseros del tamaño de JDM en lugar de las versiones más grandes del tamaño de USDM. Además, la camioneta también experimentó estos cambios y, a partir de 2007, continúa vendiéndose junto con el sedán.
Los modelos ES y LS recibieron un lavado de cara menor para el año modelo 2007; esta vez, obtuvieron la misma parrilla delantera que los modelos estadounidenses y la pusieron en línea con el aspecto corporativo actual, similar al del Colt y el 380 fabricado localmente. Un modelo ES de edición limitada llamado "Velocity" salió a la venta antes de que se reemplazara esta generación. Este paquete incluía parrilla VR-X, alerón trasero, asientos reforzados de cuero/Alcantara, pedales deportivos, llantas de aleación de 15 pulgadas y punta de escape cromada, todo por el mismo precio que el ES estándar anterior.

#### Europa
En algunos mercados europeos, el Lancer comenzó a ocupar el lugar del Carisma en 2004. Está propulsado por un motor SOHC 4G13 de 1,3 litros y 16 válvulas que produce 82 CV (60 kW) a 5.000 rpm y 120 N·m (89 lb·pie) de par a 4.000 rpm. El siguiente motor de la gama es el SOHC 4G18 de 1,6 litros que produce 98 CV (72 kW) a 5.000 rpm y 150 N·m (111 lb·pie) a 4.000 rpm. Por último, está el DOHC 4G63 de 2.0 litros que produce 135 CV (99 kW) a 5.750 rpm y 176 N·m (130 lb·pie) a 4.500 rpm.

#### Norteamérica
En América del Norte, el Lancer se introdujo en 2001 para el año modelo 2002 como reemplazo directo del Mirage. En los Estados Unidos, Chrysler había ofrecido un Dodge Lancer no relacionado en varias etapas entre los años 1950 y 1980. Sin embargo, cuando Daimler, que era dueño de Chrysler en ese momento, controló brevemente Mitsubishi a través de la alianza DaimlerChrysler-Mitsubishi desde 2000 hasta 2004, los derechos del nombre "Lancer" fueron cedidos a Mitsubishi para su uso en América del Norte. En consecuencia, después de que Mitsubishi suspendiera la serie Mirage de 1995 para América del Norte en 2001, el modelo de reemplazo adoptó el nombre Lancer por primera vez. Esto también le permitió a Mitsubishi ahorrarse los derechos de licencia para usar el nombre "Mirage" de Grand Touring Cars, Inc., que tenía los derechos del nombre para la serie de autos de carrera Mirage.
Los Lancer norteamericanos estaban equipados con un motor 4G94 de 2.0 litros que producía 120 HP (89 kW) y 130 lb·pie (176 N·m) de torque. En México, el sedán Lancer estaba disponible en versiones DE, ES, LS y GS con un motor DOHC 4G63 de 2.0 litros.
Además del lavado de cara, Norteamérica recibió tres modelos adicionales a la línea Lancer en 2004: Lancer Ralliart, LS Sportback y Ralliart Sportback. Ralliart se ubica entre los modelos básicos y el Evolution de alto rendimiento. Estos coches venían equipados con el motor 4G69 de 2,4 litros de Mitsubishi (con una potencia nominal de 160 HP (119 kW)/162 lb·pie (220 N·m) para el Sportback, y 162 HP (121 kW)/162 lb·pie (220 N·m) para el Ralliart). La ganancia de potencia se debía a un silenciador afinado para el Ralliart, y también incluía un nuevo paquete de suspensión más rígido que mejoraba el manejo y bajaba para el Ralliart y elevaba el LS Sportback en 2,9 pulgadas. El LS Sportback tenía ruedas de acero de 15 pulgadas o de aleación opcional de 15 pulgadas. El Ralliart venía con ruedas de aleación de 16 pulgadas, asientos tipo butaca delanteros tomados del Mitsubishi Evolution GT-A de Japón, faros antiniebla opcionales y un nuevo paquete de suelo aerodinámico para el Ralliart. El LS Sportback y el Ralliart Sportback estaban equipados con una transmisión automática INVECS-II de cuatro velocidades, mientras que el Ralliart venía con una transmisión manual de cinco velocidades con una opción para la automática de cuatro velocidades.
Para el año modelo 2005, se modificó la parrilla para incluir más aletas y reflejar una mayor similitud con el Galant norteamericano. Para el año modelo 2006, se modificó nuevamente la fascia de una fascia en forma de puente a una con una ventilación abierta después de que Mitsubishi recibiera quejas de los propietarios actuales con respecto a su similitud en apariencia con el aspecto corporativo de Pontiac (filial de General Motors), y para acercar la apariencia a su hermano mayor, el Evolution.
El Lancer Sportback familiar se canceló en los Estados Unidos un año después de su lanzamiento, pero el Mitsubishi Lancer familiar se vendió en Canadá durante un tiempo más.

## Octava generación (2007-2017)

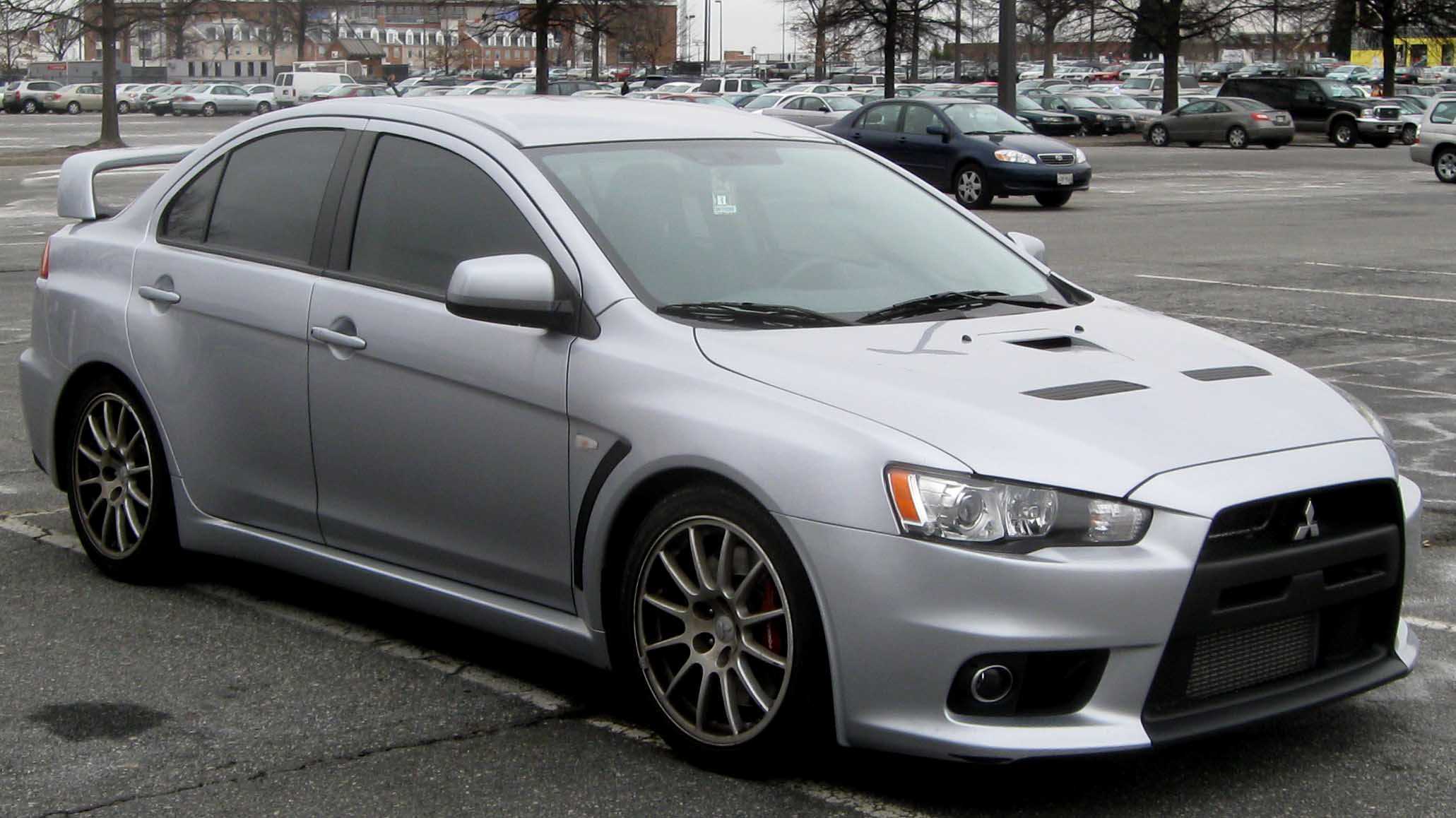
2009 Mitsubishi Lancer EVO X

En 2005, Mitsubishi desveló el modelo "Concept X" en el Salón del Automóvil de Tokio y su modelo "Concept Sportback" en el Salón del Automóvil de Fráncfort. Estos dos conceptos sirvieron de anticipo del nuevo Lancer. El nuevo Lancer se presentó oficialmente en enero de 2007 en el Salón Internacional del Automóvil de Norteamérica y salió a la venta en los mercados norteamericanos en marzo de 2007 como modelo 2008. El nuevo Lancer incorpora la nueva generación de carrocería de seguridad RISE de Mitsubishi.

### Asia
A excepción del Lancer Evolution X, el Lancer se comercializa como Galant Fortis (que en latín significa fuerte, valiente y decidido) en el mercado nacional japonés, ya que la séptima generación del Lancer sigue en producción en ese momento. Se ofrece en tres niveles de acabado: Exceed, Super Exceed y Sport.
Debido a la demanda popular del Lancer anterior de la era 2000 en Singapur, se siguió vendiendo junto con el nuevo Lancer de la era 2007, que se denominó "Lancer EX" para diferenciarse del anterior durante dos años. En Singapur estaban disponibles las motorizaciones de 1,5 y 2,0 litros y un nivel de acabado GT. Para el año modelo 2009, el diseño se renovó por completo con una parrilla delantera actualizada, faros traseros transparentes oscurecidos y un revestimiento cromado con una consola adicional en el suelo interior. La parte trasera para las variantes de 2,0 litros tenía frenos de disco para una mejor potencia de frenado. A partir de los modelos de 2014, solo se ofrecía un motor de 1,6 litros en los acabados Elegance y Sports con radio AM/FM de fábrica, alerón de cola de pato y llantas cromadas de 10 radios en negro brillante de 16" o llantas Spaco gunmetal de 16". Durante un periodo limitado entre 2015 y 2017, el Lancer EX tuvo una parte trasera ligeramente renovada con grupos ópticos traseros led rectangulares dobles en forma de "C" y su insignia Lancer se colocó en el centro del maletero.
En Malasia, el Lancer se lanzó por primera vez en agosto de 2007 con una única variante conocida como GT. Posteriormente, el Lancer se actualizó en 2009 y se lanzó una variante EX en julio de 2010.[26] En octubre de 2010, se lanzó la carrocería Sportback. El Lancer se actualizó en agosto de 2012 y en abril de 2014. Además, Proton había renovado los acuerdos de licencia cruzada y transferencia de tecnología con Mitsubishi a partir de octubre de 2008, lo que dio lugar al Proton Inspira, que es un Lancer 2007-2017 de ingeniería de marca.

### Europa

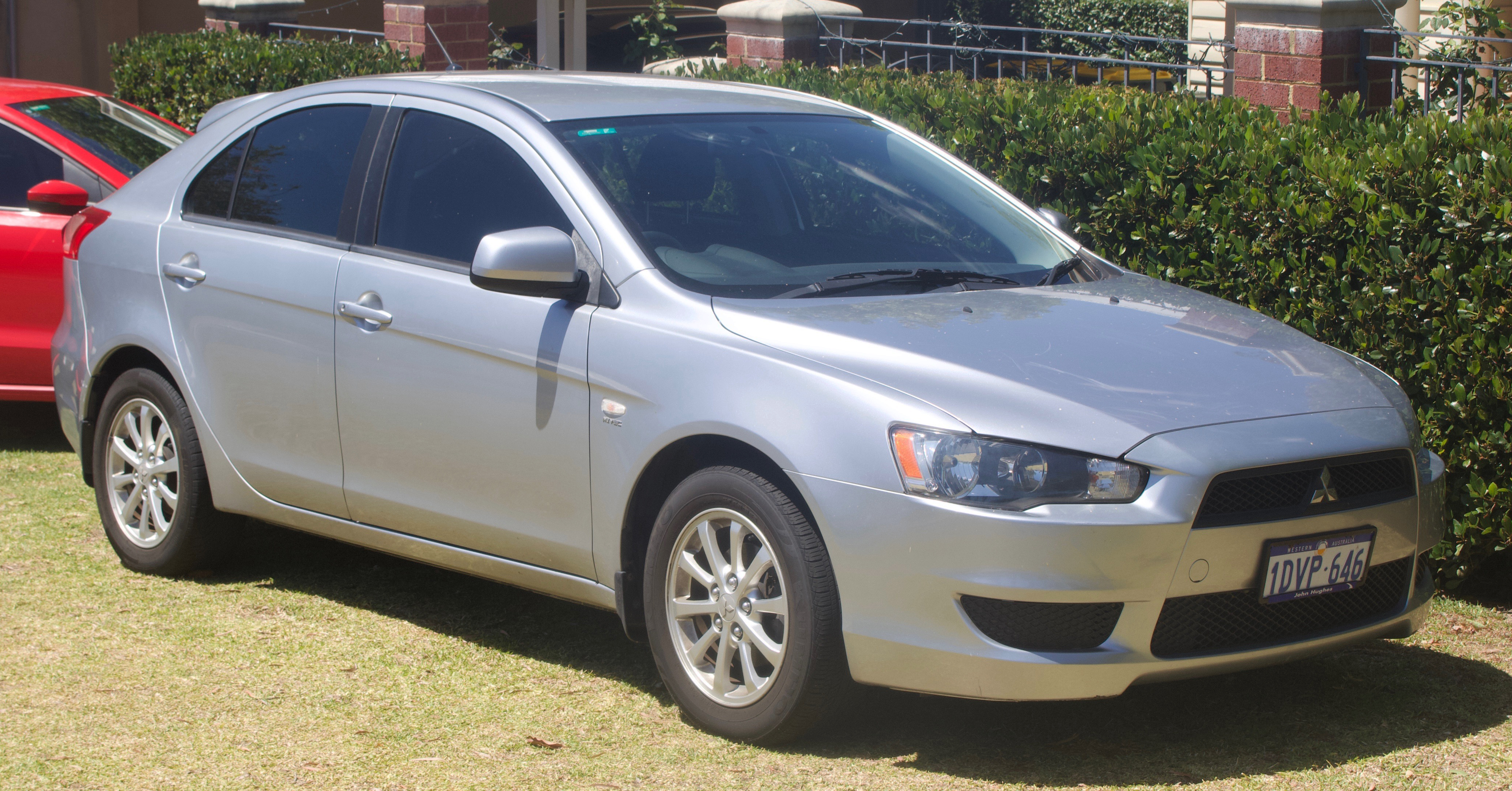
2012 Mitsubishi Lancer ES Hatchback

En Europa también estuvo disponible un modelo diésel desde 2007 hasta septiembre de 2010. Se trataba de un motor PD-TDI de 2,0 litros y 138 CV (103 kW) procedente de Volkswagen, con código de motor BWC. A partir de septiembre de 2010, también estuvo disponible con el motor 4N1 de 1,8 litros de Mitsubishi.[41] Este motor tiene un bloque de cilindros de aluminio, cuatro válvulas por cilindro y un sistema de inyección common rail con turbocompresor de geometría variable y distribución variable. Desarrolla 85 kW (116 CV; 114 CV) y 300 N⋅m (221 lb⋅ft).
En Irlanda, las especificaciones son diferentes de las de los modelos vendidos en el Reino Unido. El Lancer está disponible en carrocería hatchback de cinco puertas (Sportback) o sedán de cuatro puertas. Los motores son los gasolina de 1,5 y 1,8 litros y el diésel de 2,0 litros, todos disponibles en el Reino Unido hasta 2012. Los niveles de acabado son GS2, GS3 y GS4 para la berlina, y GS2, GS3 y Juro (navegación por satélite y cámara de visión trasera) para el Sportback. El modelo Sportback Juro marcó el final temporal de la línea en el Reino Unido y era el más generosamente equipado. También estaba disponible la versión Ralliart (gasolina), una versión modificada del Evolution. Mitsubishi tenía previsto suministrar al Reino Unido otros 400 Lancer a finales de 2014.

### Norteamérica

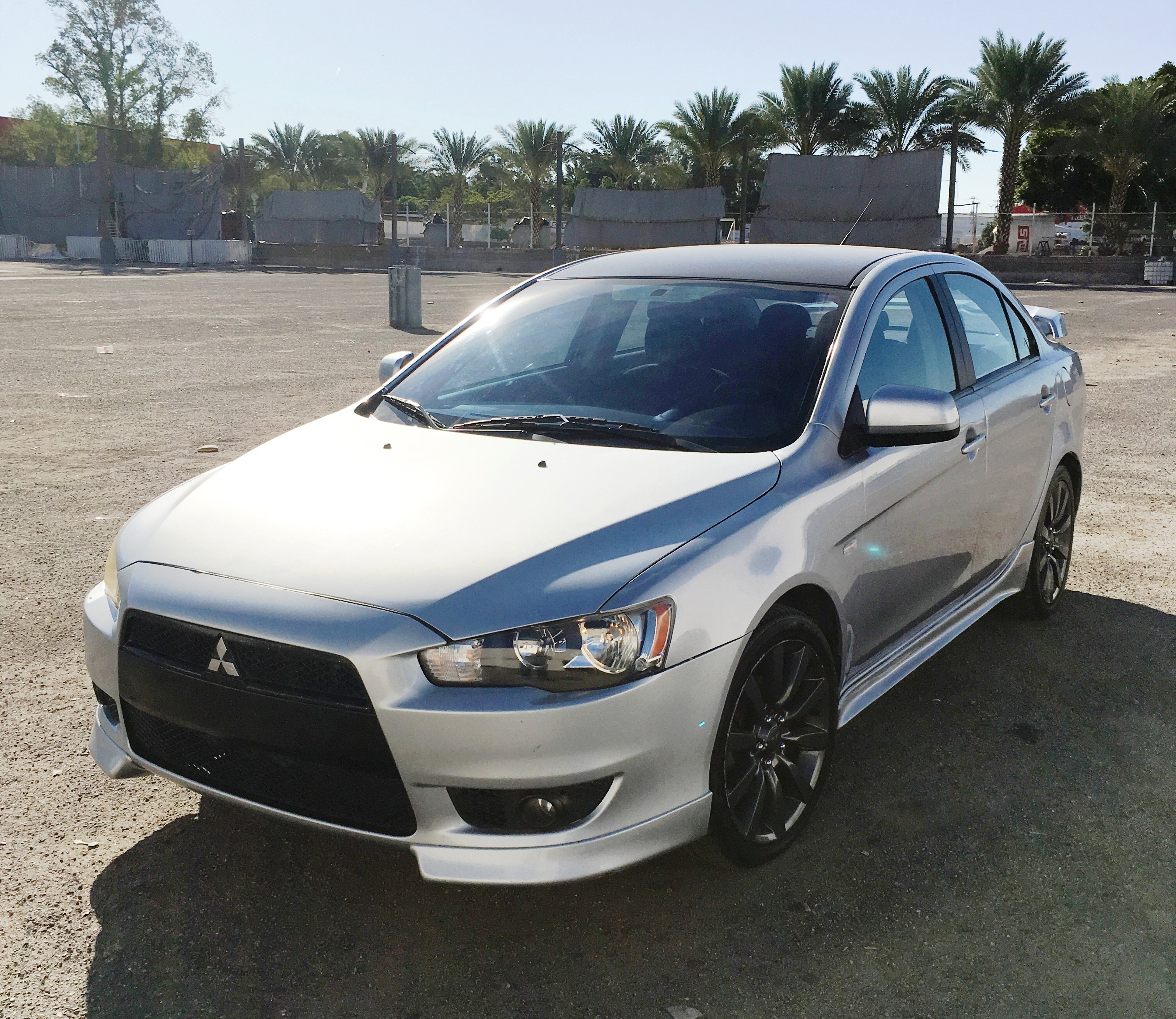
2009 Mistubishi Lancer GTS

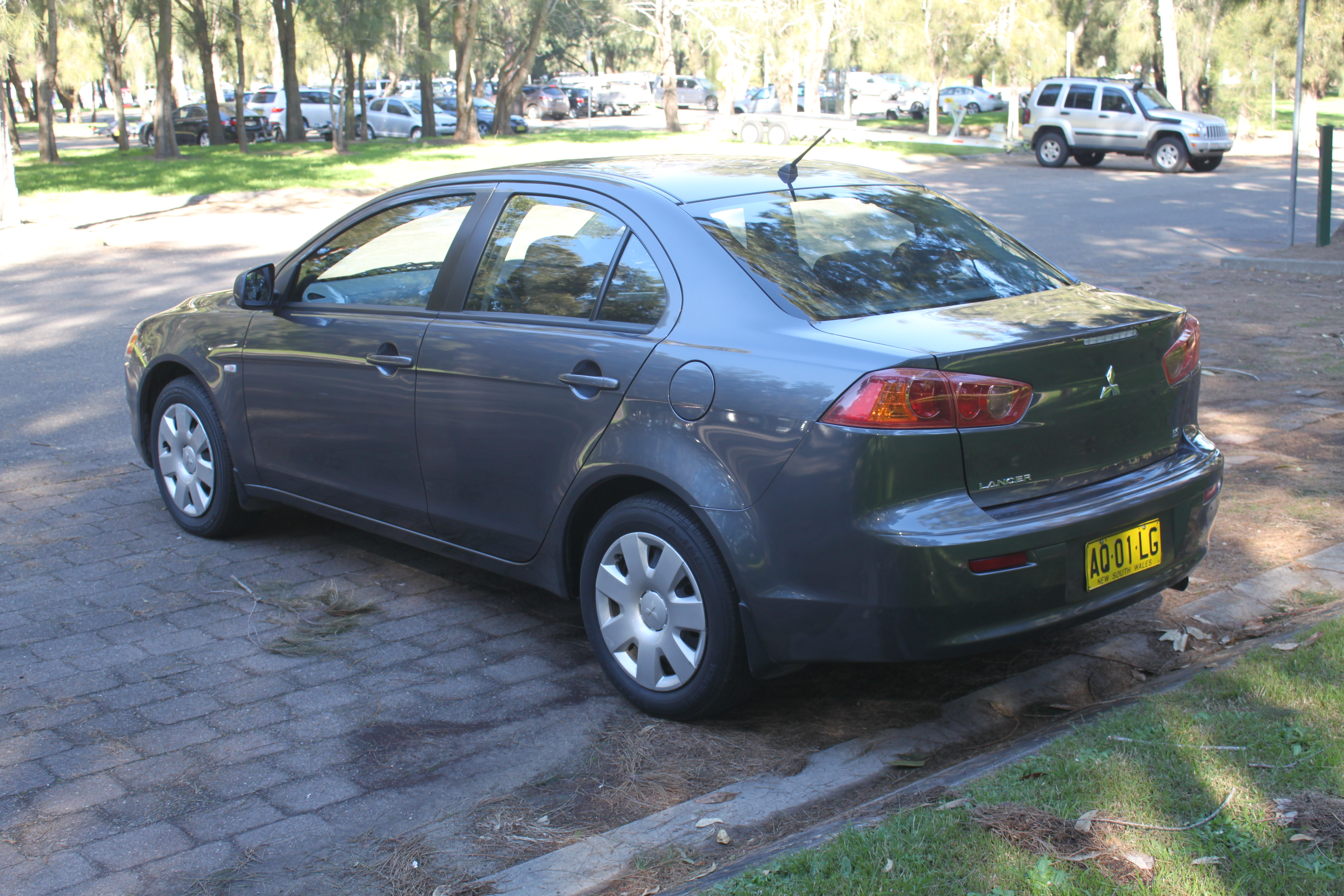
2008 Mitsubishi Lancer ES

En Estados Unidos, el Lancer estaba disponible inicialmente en los niveles de acabado DE, ES y GTS. Los modelos DE, ES y GTS llevan un motor 4B11 DOHC de 2,0 litros basado en GEMA que rinde 152 CV (113 kW) (excepto los modelos de California, que han sido modificados a 143 CV (107 kW) para cumplir la normativa). Las opciones de transmisión incluyen una nueva transmisión variable continua (CVT) F1CJA, procedente de Jatco, junto con una transmisión manual de cinco velocidades F5MBB, procedente de Aisin Seiki. Los modelos GTS incorporan una versión de la CVT con levas de cambio de seis velocidades.
En Canadá, se introdujo un cuarto modelo (SE) en la gama Lancer. El modelo SE es un cruce entre los modelos ES y GTS. Las características no incluidas en el modelo SE que sí se encuentran en el GTS son la llave FAST, el climatizador automático, las molduras de fibra de carbono, el volante y el pomo de la palanca de cambios forrados en cuero y las llantas de 18 pulgadas.
Para los mercados estadounidenses, a partir del modelo del año 2009, se lanzó una versión ES Sport similar al modelo SE para el mercado canadiense. Exteriormente, el ES Sport tiene un aspecto similar al GTS, con faldones laterales, alerón trasero, etc. (a excepción de las llantas, el ES Sport mantiene el juego de llantas del ES). El ES Sport también utiliza el motor de 2,0 litros.
En 2009, el GTS monta un motor 4B12 de 2,4 litros con 168 CV (125 kW) y 167 lb⋅ft (226 N⋅m).
Para 2012, se añadió un nuevo nivel de acabado llamado SE. El modelo SE cuenta con el motor 4B12 de 2,4 litros y el sistema de tracción total de Mitsubishi. El SE sólo está disponible con una transmisión CVT. Para 2013, se añadió otro nivel de acabado llamado GT. Basado en el nivel de acabado SE de tracción total, excluyendo el sistema de control a las cuatro ruedas, el GT cuenta con una suspensión más deportiva, opciones de gama alta, y una transmisión manual disponible.
La versión hatchback de cinco puertas, conocida como Sportback, se introdujo en el mercado canadiense en la primavera de 2009, y en EE. UU. para el modelo del año 2010 a mediados de 2009.
En el Salón Internacional del Automóvil de Norteamérica de 2008 se anunció una versión del Evolution X más económica y con menos ajustes. Este modelo se puso a la venta en Estados Unidos en octubre de 2008.
Para 2009, el Ralliart está disponible exclusivamente con la transmisión TC-SST. La transmisión TC-SST equipada en el Ralliart ofrece dos modos (Normal, Sport) en lugar de los tres modos que ofrece la misma transmisión en el Lancer Evolution X MR (Normal, Sport, S-Sport). El coche también incluye una versión simplificada del sistema AWD del Evolution X, con un simple diferencial trasero "mecánico de deslizamiento limitado".

### Sudamérica

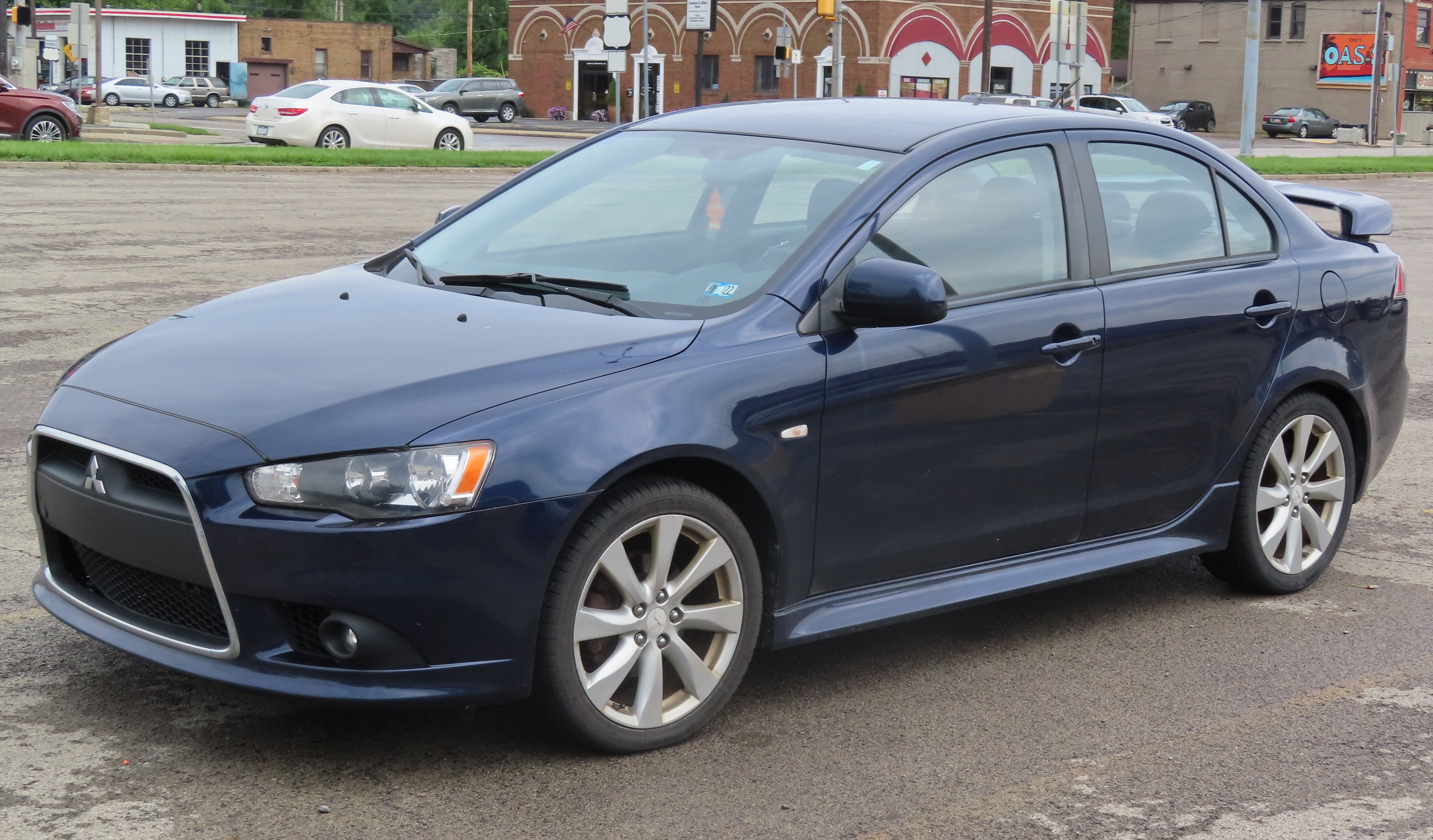
2012 Mitsubishi Lancer R/GT

Para diferenciarlo del modelo anterior, que todavía estaba a la venta, este modelo se comercializa como "Lancer R/GT" en Chile. Por la misma razón, en El Salvador, dependiendo del motor y el acabado, esta serie se titula "Lancer EX" o "Lancer GT".
En Brasil, el Lancer fue comercializado oficialmente por Mitsubishi Motors entre 2007 y 2017. Entre 2015 y 2017 fue producido en la fábrica de Catalão Mitsubishi. Se vendió en cuatro versiones: MT, HL, HLE y GT. Todas las versiones vienen con el motor 4B11 l4 de 2,0 litros (gasolina). El Lancer Sportback se vendió hasta 2013 en una única versión, firmada por Ralliart, y también se vende el Lancer Evolution X, aunque no se produce localmente.

### Rediseño Frontal

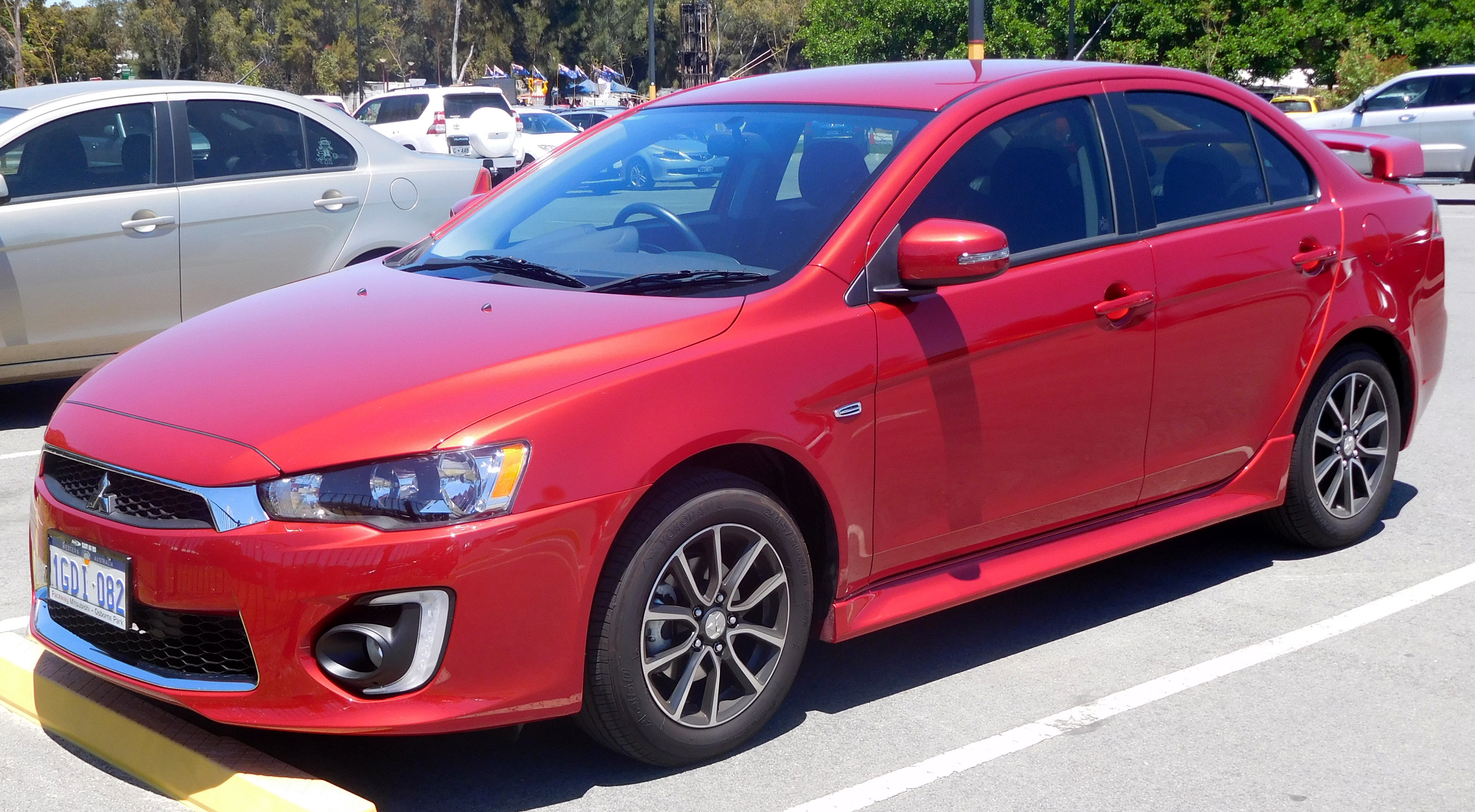
2016 Mitsubishi Lancer ES

En octubre de 2015, Mitsubishi dio a conocer los detalles del lavado de cara del Lancer 2016 para Norteamérica[49] La actualización del MY16 se anunció y lanzó para Australia en diciembre de 2015. Presenta un frontal ligeramente modificado y prescinde de la parrilla estilo Ralliart de la versión MY15, ahora con un parachoques delantero más limpio con rejillas superior e inferior cromadas integradas. Las nuevas luces diurnas led en forma de C que rodean los faros antiniebla y los faldones laterales completan los cambios exteriores, mientras que el habitáculo incorpora un cuadro de instrumentos de alto contraste, una nueva consola central delantera con detalles plateados y negros, y un nuevo sistema de audio con pantalla táctil en color y radio digital DAB. También salió a la venta en Filipinas en abril de 2016, con dos acabados: GLS y GT-A.

## Descontinuación

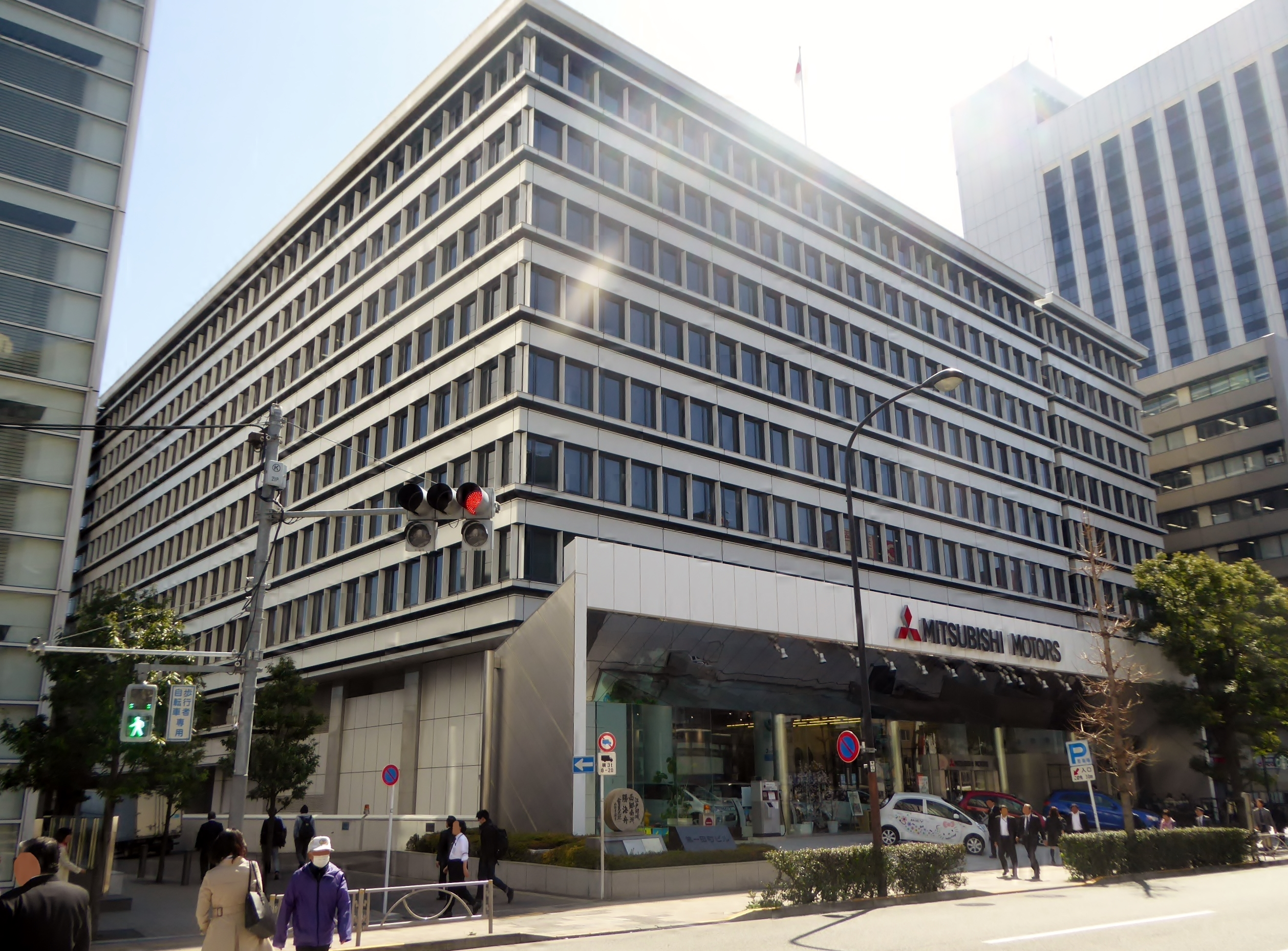
MITSUBISHI Motors Corporation

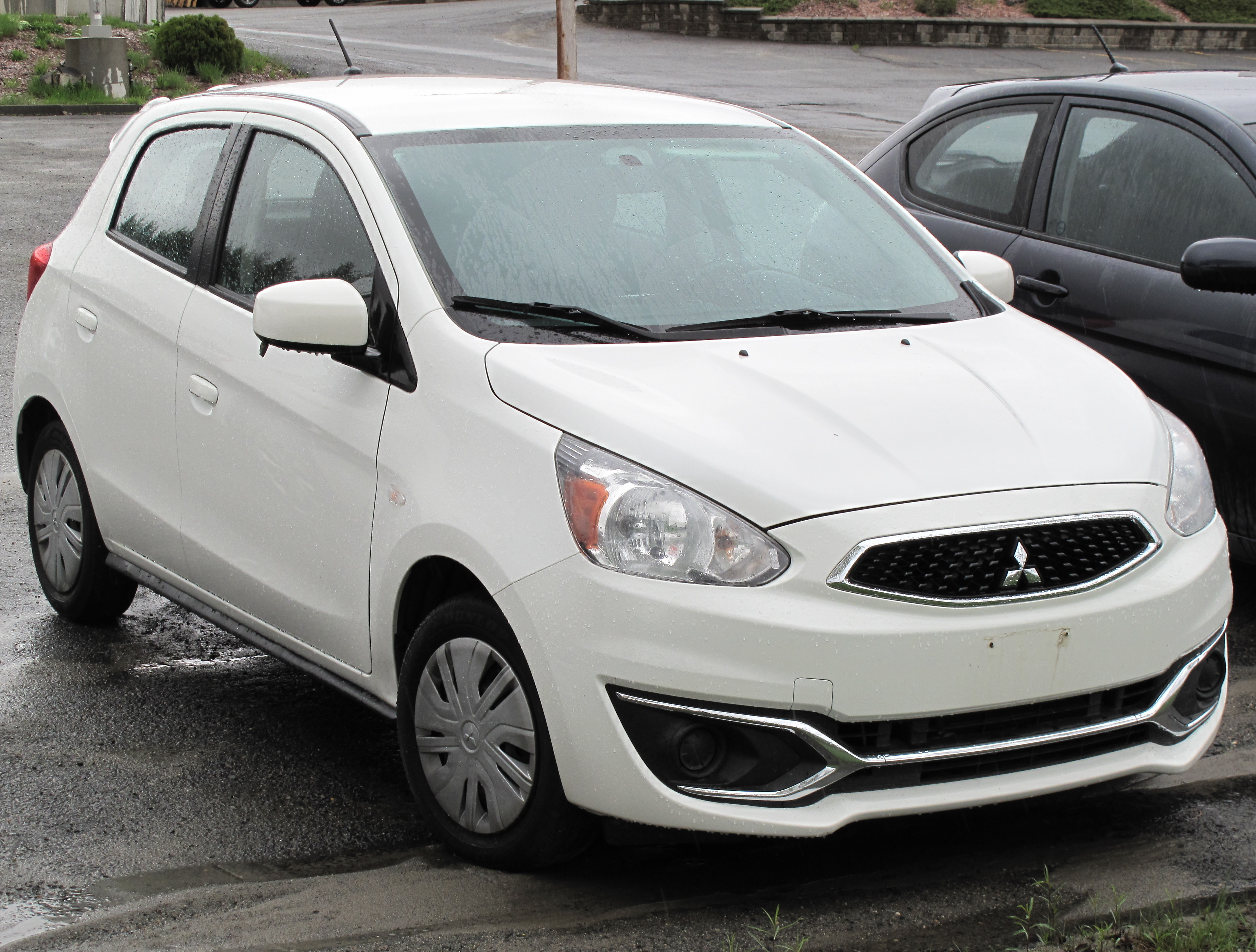
2017 Mitsubishi Mirage ES

El vicepresidente ejecutivo y consejero delegado de Mitsubishi Motors North America, Don Swearingen, confirmó en enero de 2017 que Mitsubishi pondría fin a la producción del Lancer en agosto de 2017. Ya que Mitsubishi se centraría principalmente en los Crossovers, los SUV y vehículos eléctricos, pero la producción del Mirage hatchback y del sedán G4 continuará debido a la continua demanda popular de la denominación Mirage en el mercado norteamericano.